# Kalendarium historii Prudnika
Kalendarium historii Prudnika – chronologiczne zestawienie wydarzeń z historii miasta Prudnik.
| XIII wiek • XIV wiek • XV wiek • XVI wiek • XVII wiek • XVIII wiek • XIX wiek • XX wiek • XXI wiek |

## XIII wiek
- 1233

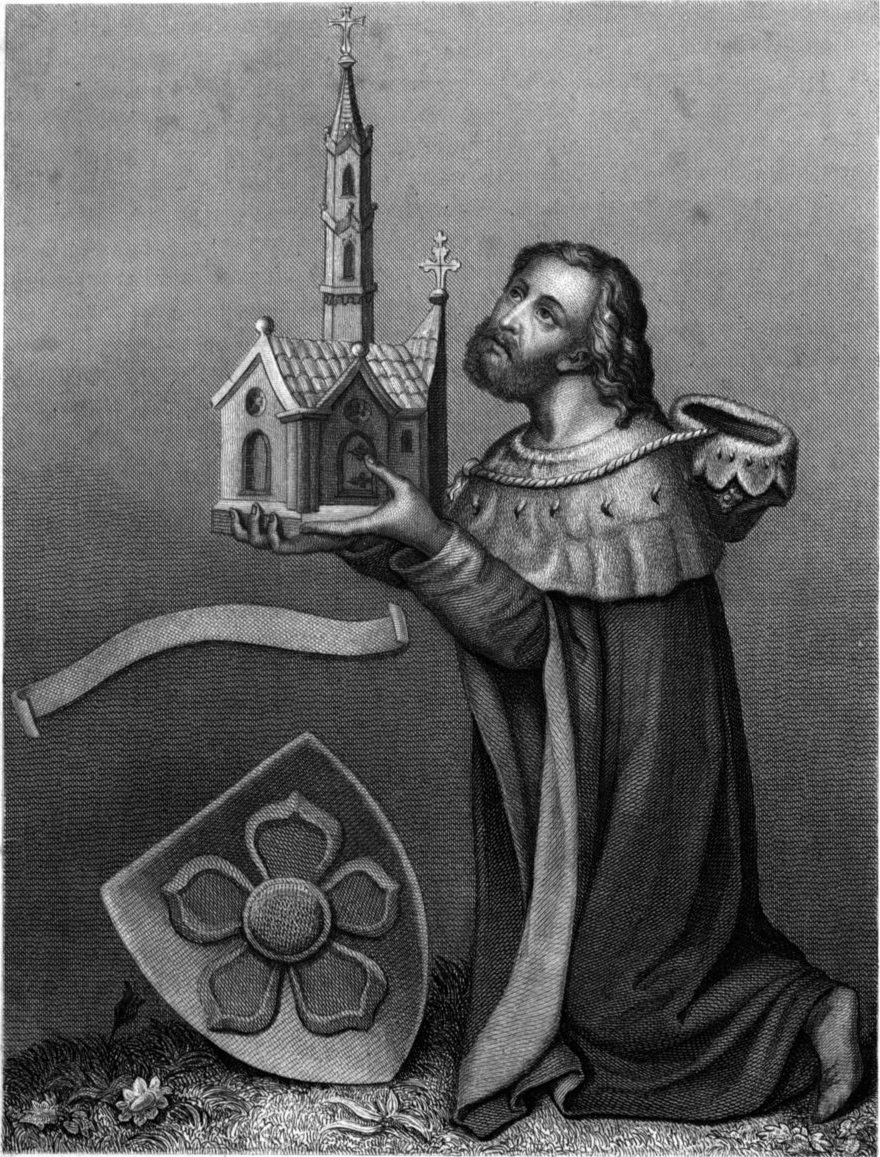
Wok z Rożemberka – założyciel Prudnika

  - w testamencie śląskiego wielmoży Jana Sybocica zawarte zostały najstarsze pisane informacje o stosunkach osadniczych w rejonie późniejszego Prudnika. Jan był właścicielem pobliskich wsi Jasiona, Skrzypiec, Krzyżkowice, Czyżowice i Lubrza[1].

- 1253
  - postęp czeskiej akcji lokalizacyjnej. W odwecie za najazd księcia Władysława i Bolesława Wstydliwego na Śląsk Opawski Czesi zajęli rejon przyszłego Prudnika[2].

- 1255
  - jesienią podpisana została ugoda pomiędzy biskupem ołomunieckim Brunonem i księciem opolskim Władysławem II, która zakończyła kilkuletni konflikt na pograniczu czesko-opolskim ustaleniem granic. Czeski wielmoża Wok z Rożemberka otrzymał od króla Przemysła Ottokara II zadanie udzielenia pomocy osadnikom na prawie niemieckim na terenie objętym rokowaniami granicznymi i zadbanie o zasiedlenie pogranicznych obszarów[3].
  - pomiędzy 6 listopada a połową grudnia Wok z Rożemberka założył w zakolu rzeki Prudnik gotycki zamek Wogendrüssel, który kontrolował ruch na szlaku handlowym z Nysy do Opawy. Założenie zamku w tym miejscu jest równoznaczne z założeniem Prudnika jako miejscowości[3].

- 1256

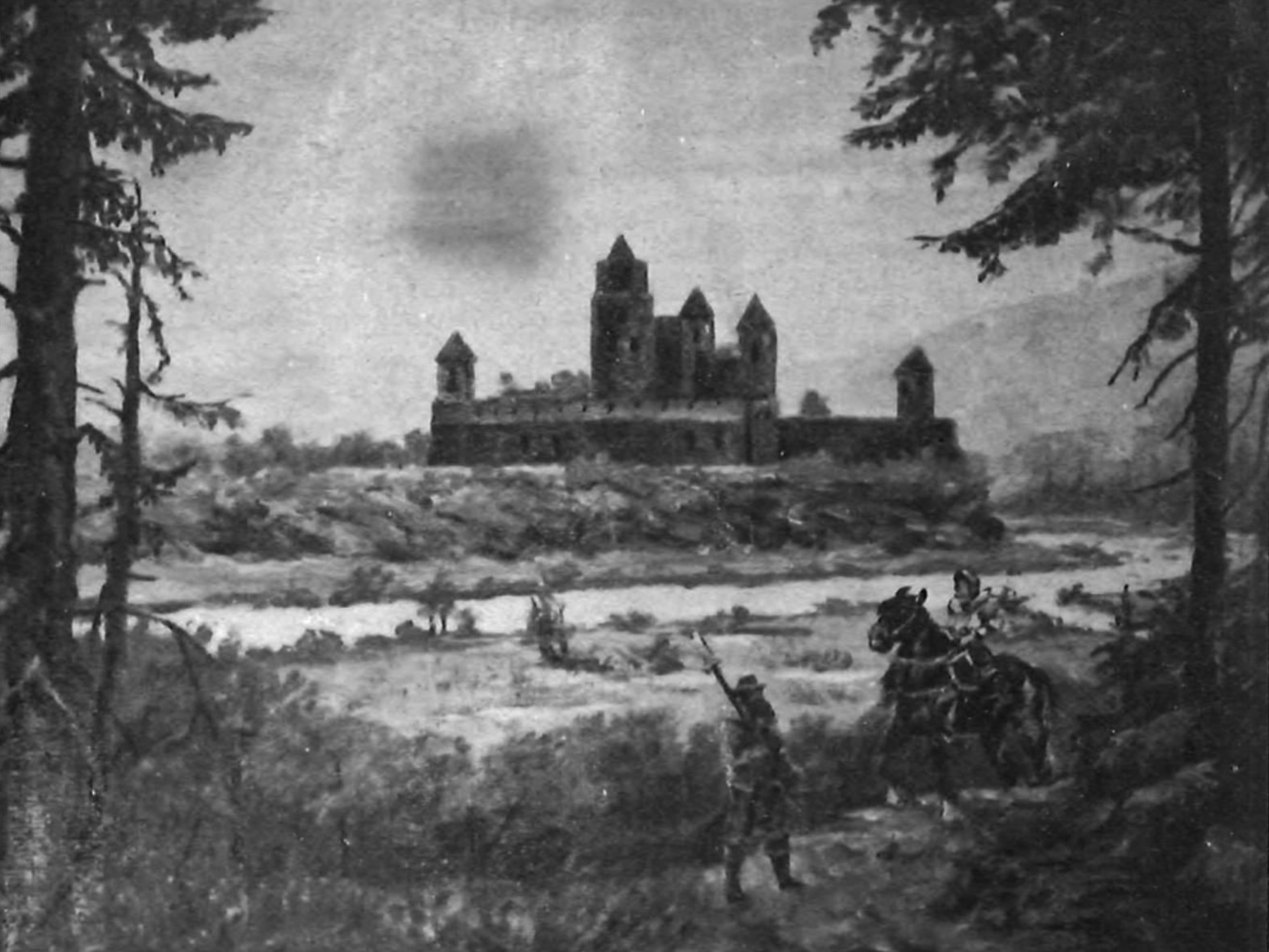
Zamek w Prudniku w 1260 roku

  - w styczniu Wok z Rożemberka opuścił okolice Prudnika[4].

- 1262
  - 4 czerwca zmarł Wok z Rożemberka. Jego dobra wokół Prudnika przeszły na syna Henryka[2].

- 1279
  - zakończenie początkowego procesu rozwojowego, który ukształtował miasto. Powstało przedzamcze i kościół parafialny. Pierwszymi osadnikami w Prudniku byli Czesi. Henryk z Rożemberka uzyskał dla Prudnika lokację miasta na prawie magdeburskim[5].

## XIV wiek
- 1302
  - w dokumencie wystawionym w Prudniku Henryk z Rożemberka poświadczył w mieście transakcję kupna-sprzedaży. Wskazuje to, że rycerz rezydował w tym czasie w zamku w Prudniku[4].

- 1310

Herb szlachecki Lis, którym posługiwał się ród Schnellewalde

  - 4 czerwca zmarł Henryk z Rożemberka. Okręg prudnicki znalazł się w posiadaniu rycerskiego rodu Schnellewalde[6].

- 1321
  - wzmianka o pierwszym znanym proboszczu prudnickiej parafii o nazwisku Milota. Był on Słowianinem (Czechem lub Polakiem)[6].
  - 22 czerwca jako „Pan Prudnika” wymieniony jest w dokumencie Jaksa z Szybowic[7].
  - 21 lipca Jaksa z Szybowic potwierdził nadania dla miejscowego proboszcza[8]. Zakończył spory z duchownymi o parafię w Prudniku i potwierdził dobra jej przynależne[7].

- 1327
  - najstarsza informacja o drewniano-ziemnych fortyfikacjach w Prudniku[6].

- 1337
  - król czeski Jan Luksemburski odkupił ziemię prudnicką od pana morawskiego Albrechta z Fulštejnu i przekazał ją wraz z miastem księciu niemodlińskiemu Bolesławowi Pierworodnemu. Tym samym Prudnik, dotychczas należący do Moraw jako część enklawy biskupów morawskich, znalazł się w granicach księstwa niemodlińskiego, czyniąc go częścią Górnego Śląska[9].

- 1350
  - pierwsze wzmianki dotyczące obecności Żydów w Prudniku[10].

- 1364
  - książę Władysław Opolczyk nadał miastu prawo karania gardłem złoczyńców[6].

- 1366
  - książę Władysław Opolczyk przekazał miastu dochody z opłat sądowych, a także, celem zwiększenia obszaru i zaludnienia, podarował miastu wieś Stary Chocim[6].

- 1373
  - w mieście i okolicy rozpoczęła się epidemia dżumy, w wyniku której zmarli niemal wszyscy mieszkańcy Prudnika. Nieliczna grupa mieszkańców schroniła się w pobliskich górach. Po powrocie postanowili spalić zabudowania, a następnie rozpoczęli odbudowę miasto[11].

- 1388
  - miasto uzyskało zgodę na budowę młyna do mielenia kory dębowej. Stanął on nad Górną Młynówką, na północny zachód od zamku[12].
  - Prudnik został własnością Henryka głogowskiego.

- 1397
  - Prudnik znalazł się w posiadaniu książąt oleśnickich[12].

- 1399

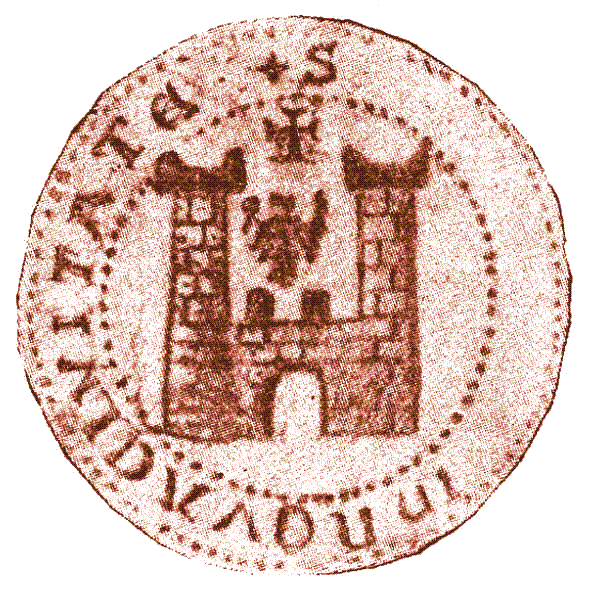
Pieczęć Prudnika z 1399

  - pieczęć dokumentu w formie muru i wież wskazuje na wzniesienie w mieście murowanych obwarowań[6]. Jest to także najstarsza znana forma herbu Prudnika[13].
  - informacje o drewnianym budynku szkoły parafialnej przy dzisiejszej ulicy Jagiellońskiej[6].

## XV wiek
- 1402
  - 30 kwietnia książę Konrad II oleśnicki w Prudniku wystawił przywileje dla braci Wierzynek[14].

- 1403
  - Konrad III zezwolił mieszczanom na dziedziczenie majątków do piątego stopnia pokrewieństwa i uwolnił mieszczan spod władzy sądów ziemskich[12].

- 1404
  - pożar w Prudniku[11].

- 1410

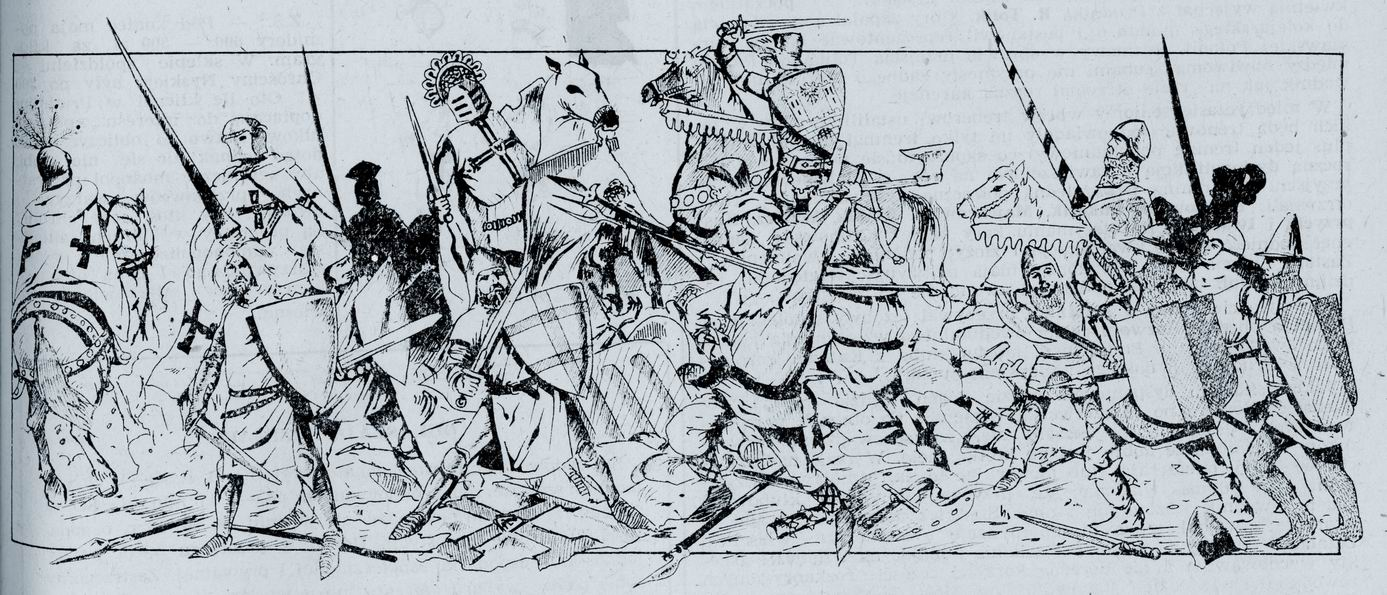
Rysunek bitwy pod Grunwaldem, w centrum z tarczą z herbem miasta Maćko z Prudnika

  - 15 lipca w bitwie pod Grunwaldem po stronie Korony Królestwa Polskiego brał udział rycerz Maćko z Prudnika (chorągiew wieluńska)[15][16].

- 1420
  - 24 stycznia książę oleśnicki Konrad IV Starszy obiecał prawo pierwszeństwa do nabycia Prudnikom książętom opolskim Janowi Kropidle i Bernardowi niemodlińskiemu[17].
  - 30 kwietnia miasto Prudnik wraz z zamkiem i okolicami znalazły się w rękach Piastów opolskich tytułem zastawu[17]. Warunkiem sprzedaży było poręczenie przez Prudnik długu biskupa Konrada IV wobec kolegiaty otmuchowskiej[18].

- 1425
  - 6 maja w dokumencie książę Bolko V został wspomniany jako pan Prudnika. W Prudniku występował niedział rodzinny, przez który Bolko V potrzebował zgody stryja Bernarda na wydawanie niektórych aktów prawnych[19].

- 1427
  - Bolko V potwierdził wcześniejszy przywilej zezwalający na osiedlanie się Żydów w Prudniku, Białej, Głogówku i Strzeleczkach[20].
  - we wrześniu książę Bolko V przygotowywał obronę Prudnika przed husytami[21].

- 1428

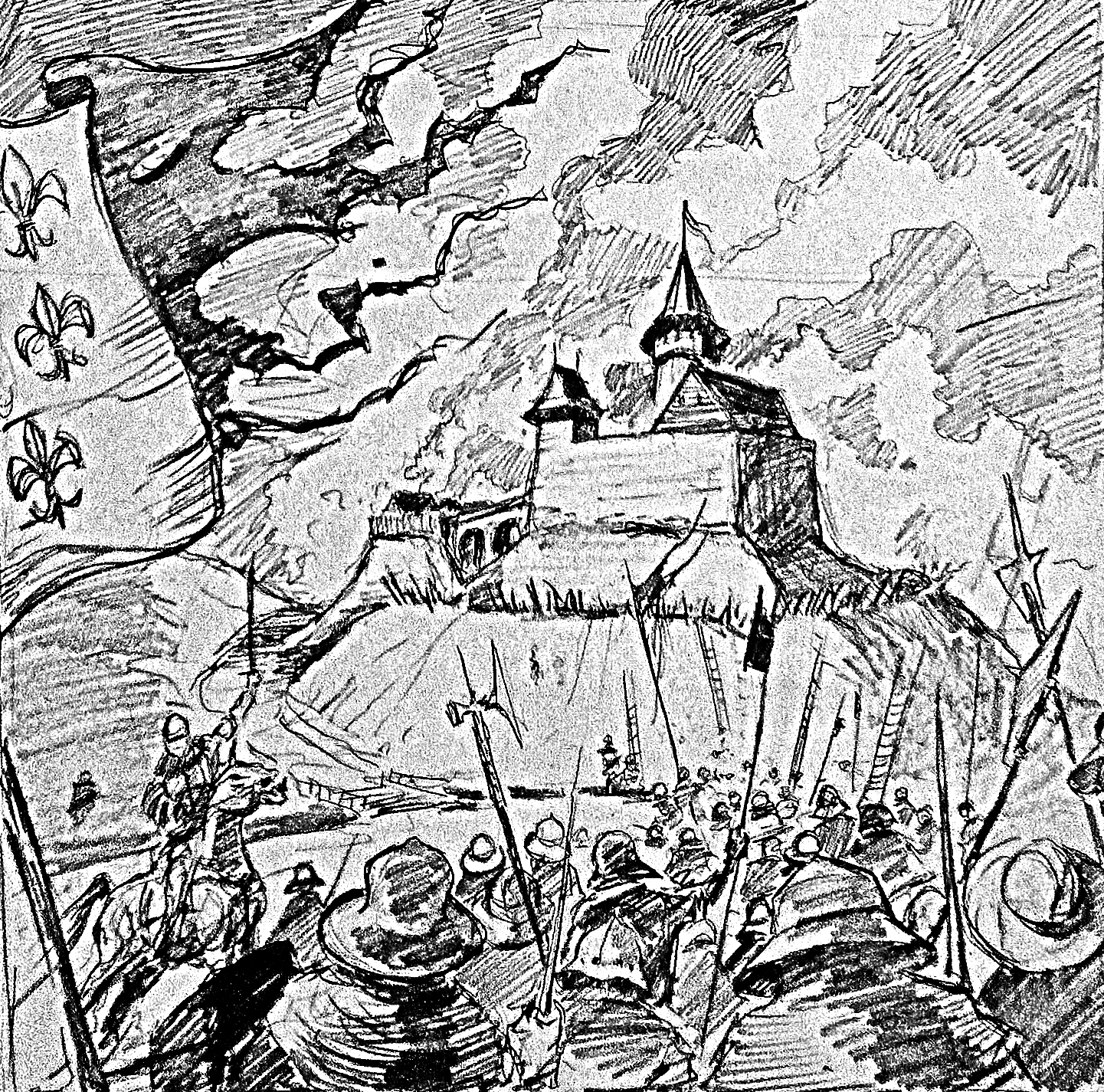
Husyci pod Prudnikiem

  - 15 lub 16 marca husyci zdobyli i spalili Prudnik oraz okoliczne wsie. W lokalnej tradycji wschodnie przedmieście Prudnika, gdzie taboryci rozbili obóz, otrzymało nazwę Tabory. Mieszkańcy miasta zostali wzięci do niewoli[22].

- 1430
  - wiosną książę Bolko V, w obliczu planowanego najazdu na księstwo nyskie, obsadził Prudnik i miejscowy zamek swoją załogą, traktując miasto jako bazę operacyjną[17].
  - 21 sierpnia książę Bolko V darował prudnickim mieszczanom opuszczoną wieś Nowy Chocim[23], aby ułatwić odbudowę miasta[24].
  - krótko po 21 sierpnia dobra prudnickie zajął książę Konrad IV Starszy[24].
  - w pierwszych dniach grudnia Prudnik został ponownie zajęty przez husytów, którzy przekazali władzę nad miastem sprzymierzonemu z nimi księciu Bolkowi V[25].

- 1431
  - książęta oleśniccy ponownie zajęli Prudnik[25].

- 1432
  - na początku maja Prudnik został oblężony przez husytów i Bolka V, którzy ponownie zdobyli miasto[26].

- 1437
  - 17 czerwca książę Bernard niemodliński odstąpił Bolkowi V połowę zamku i miasta: Głogówek i Prudnik wraz z przyległościami, dotychczas posiadanymi tytułem zastawu, a także zamek w Chrzelicach i miasto Krapkowice[23].

- 1447
  - 9 sierpnia zmarł biskup Konrad IV. Rajcy miejscy Prudnika nie zgodzili się na spłatę jego długu wobec kolegiaty otmuchowskiej. Dowiedli, że nie zdążył pobrać pieniędzy przed śmiercią, więc kolegiata niesłusznie domagała się ich zwrotu[18].

- 1460
  - 29 maja zmarł książę głogówecko-prudnicki Bolko V. Księstwo wraz z Prudnikiem przejął książę Mikołaj I opolski[27].

- 1461
  - 15 lutego Dorota Snellwaldyne zbyła czynsze z dworu w Prudniku[28].

- 1464
  - 23 marca Prudnik i okoliczne wsie, w ramach kary za odmówienie spłaty długu Konrada IV wobec kolegiaty otmuchowskiej, zostały obłożone ekskomuniką zatwierdzoną przez papieża Piusa II[18].

- 1493
  - nadano porządek rzemieślniczy prudnickim płóciennikom[29].

## XVI wiek
- 1506
  - król Polski Zygmunt I Stary na Sejmie w Prudniku wymógł uchwałę zaciągnięcia 200 żołnierzy lekkiej jazdy[30], którzy byli odtąd odpowiedzialni za utrzymywanie porządku publicznego na Śląsku[31].

- 1525
  - 24 maja Jirzik Wirbieński sprzedał prudnickie starostwo Mateuszowi Choruli[32].

- 1532
  - 27 marca zmarł bezpotomnie książę Jan II Dobry. Wówczas Prudnik wraz z całym księstwem opolsko-raciborskim przypadł królom czeskim z dynastii Habsburgów.
  - powstała gmina ewangelicka w Prudniku[33].

- 1540
  - miasto odsprzedało Żydom działkę, gdzie założono pierwszy cmentarz żydowski w Prudniku, który jednocześnie był pierwszym nowożytnym kirkutem na Śląsku[34].

- 1554
  - protestanci przejęli dotychczas katolicki kościół św. Michała Archanioła[33].

- 1556
  - dokonano remontu murów miejskich[35].
  - w pobliżu Bramy Dolnej zbudowano karczmę dolną[36].

- 1558
  - cesarz Ferdynand I Habsburg z powodu trudności finansowych zastawił Prudnik wraz z 7 wsiami szlachcicowi Konradowi Sauermannowi[37].

- 1559
  - do Prudnika przybyła duża grupa Żydów z Korony Królestwa Polskiego[38].

- 1562
  - Rada Miejska w Prudniku, pragnąc pozbyć się prywatnego właściciela miasta, wzięła prudnickie dobra w zastaw[37].

- 1563
  - założono w Prudniku bractwo sukienników[39].

- 1570
  - Rada Miejska w Prudniku wykupiła wójtostwo od Sebastiana Gutettera i Jana Enngelharta[35].
  - cesarz Rudolf II na prośby mieszczan wygnał z Prudnika 28 rodzin żydowskich[38].

- 1571
  - wzniesiono nowy młyn w górnym biegu Młynówki[36].

- 1576
  - Żydzi zostali pozbawieni prawa prowadzenia handlu w Prudniku. Władze miasta przyjęły privilegium de non tolerandis Judaeis (przywilej nieakceptowania Żydów)[40]. Żydzi z Prudnika zamieszkali w Białej i w Osobłodze[41][38].

- 1577
  - „w piątek po 15 niedzieli po święcie Trójcy Świętej” Ursula Hammel, uznana za winną morderstwa swojego dziecka, została przebita kołkiem i pogrzebana żywcem[42].

- 1583
  - przy kościele św. Michała Archanioła wzniesiony został nowy szpital miejski[35].

- 1586
  - przy Bramie Górnej wzniesiono karczmę górną[36].

- 1597
  - Rada Miejska w Prudniku nabyła prudnickie dobra na własność. W skład dóbr wchodził zamek w Prudniku i wsie Szybowice, Mieszkowice, Rudziczka, Włókna, Lubrza, Dytmarów, Jasiona, Pokrzywna i Wieszczyna[37].

- 1598
  - Rada Miejska w Prudniku postanowiła sprzedać wsie Mieszkowice, Rudziczka i Włókno, jednocześnie kupując wieś Skrzypiec[37].

## XVII wiek
- 1604

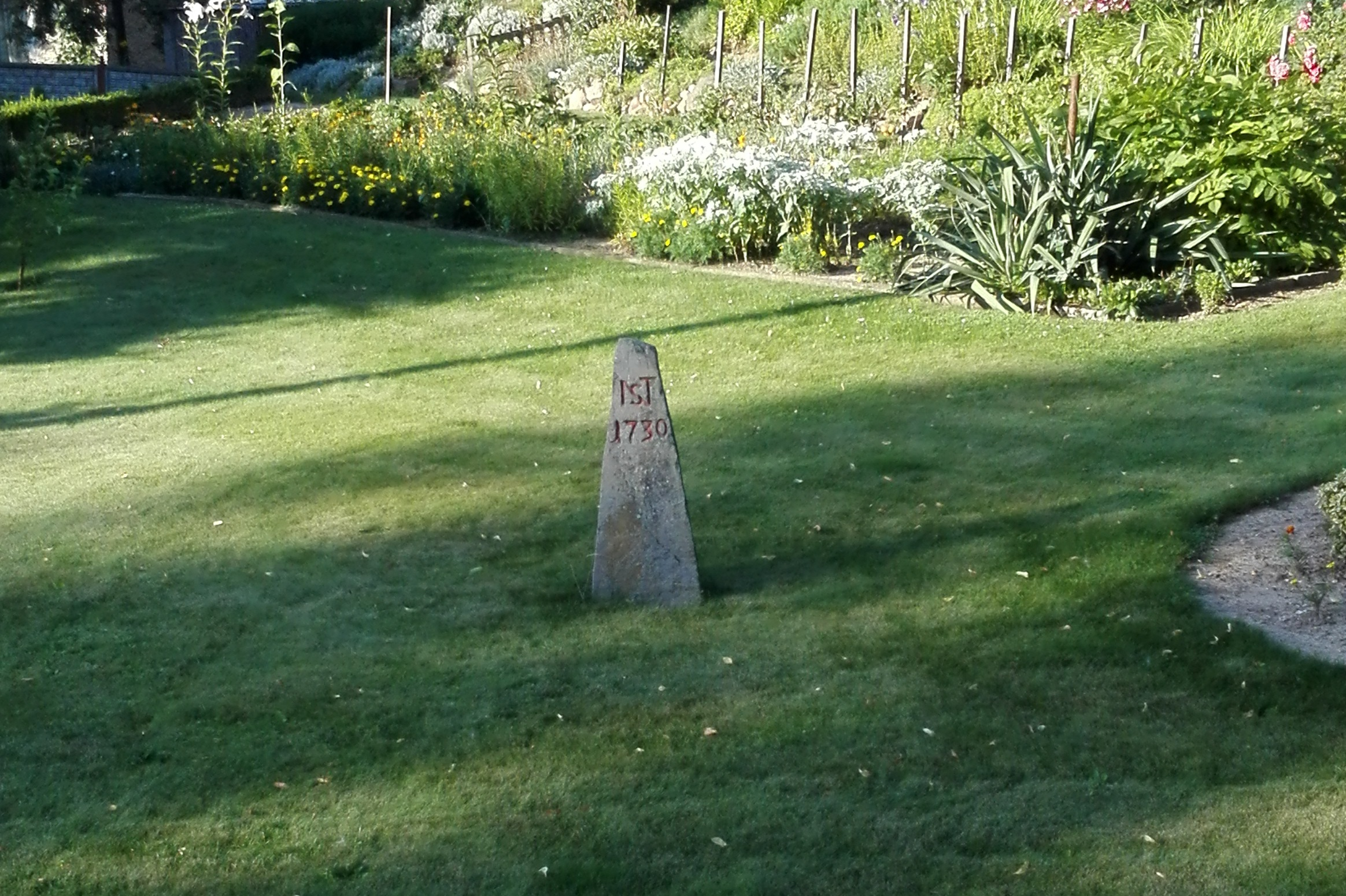
Kamień Graniczny Królewskiego Miasta Prudnik w Krzyżkowicach

  - Rada Miejska w Prudniku zakupiła wieś Krzyżkowice[37].

- 1627

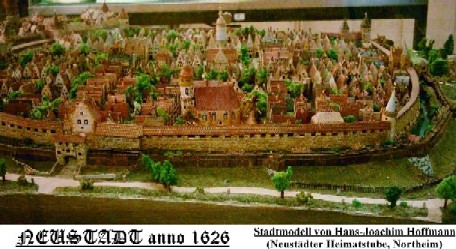
Makieta Prudnika w 1626

  - 1 lipca podpalono budynki na przedmieściu. Pożar rozprzestrzenił się na znaczną część miasta. Zniszczony został m.in. ratusz[11], kościół, szpital, szkoła i plebania[36].

- 1629
  - 12 lutego na mocy decyzji cesarza Ferdynanda II kapitan La Mordie przepędził z Prudnika duchownych protestanckich, a miejscowa ludność protestancka była siłą zmuszana do przejścia na katolicyzm[43].

- 1642
  - Prudnik został zdobyty przez wojska szwedzkie[36].

- 1654
  - 11 lipca do Prudnika przybyli kapucyni, którzy założyli w mieście swój klasztor. Był to pierwszy kapucyński klasztor na terenie Śląska[44].

- 1683
  - 21 sierpnia przez Prudnik w kierunku Moraw przeszło około 3000 wozów z amunicją i żywnością wraz z częścią armii króla Jana III Sobieskiego, który jechał z wojskiem na odsiecz wiedeńską[45].

- 1696
  - na Rynku wzniesiona została Fontanna Habsburgów[46].

## XVIII wiek
- 1731
  - 31 maja w wyniku wyładowań atmosferycznych doszło do pożaru folwarku miejskiego na przedmieściu. Folwark spłonął w ciągu godziny[11].

- 1735
  - 8 sierpnia rozpoczął się pożar w domu sukiennika Kotowskiego przy obecnej ul. Ratuszowej, który następnie się rozprzestrzenił i w ciągu czterech godzin strawił 74 budynki mieszkalne, 17 stodół, klasztor kapucynów i kościół parafialny[11].

- 1739
  - 17 czerwca w okolicy Prudnika dwóch rosyjskich oficerów, kapitan Kütler i porucznik Lewitzki, na zlecenie marszałka Burkharda Christopha Münnicha schwytali, a następnie zabili szwedzkiego dyplomatę Malcolma Sinclaira, który negocjował zawarcie sojuszu z Imperium Osmańskim przeciwko Rosji.

- 1741

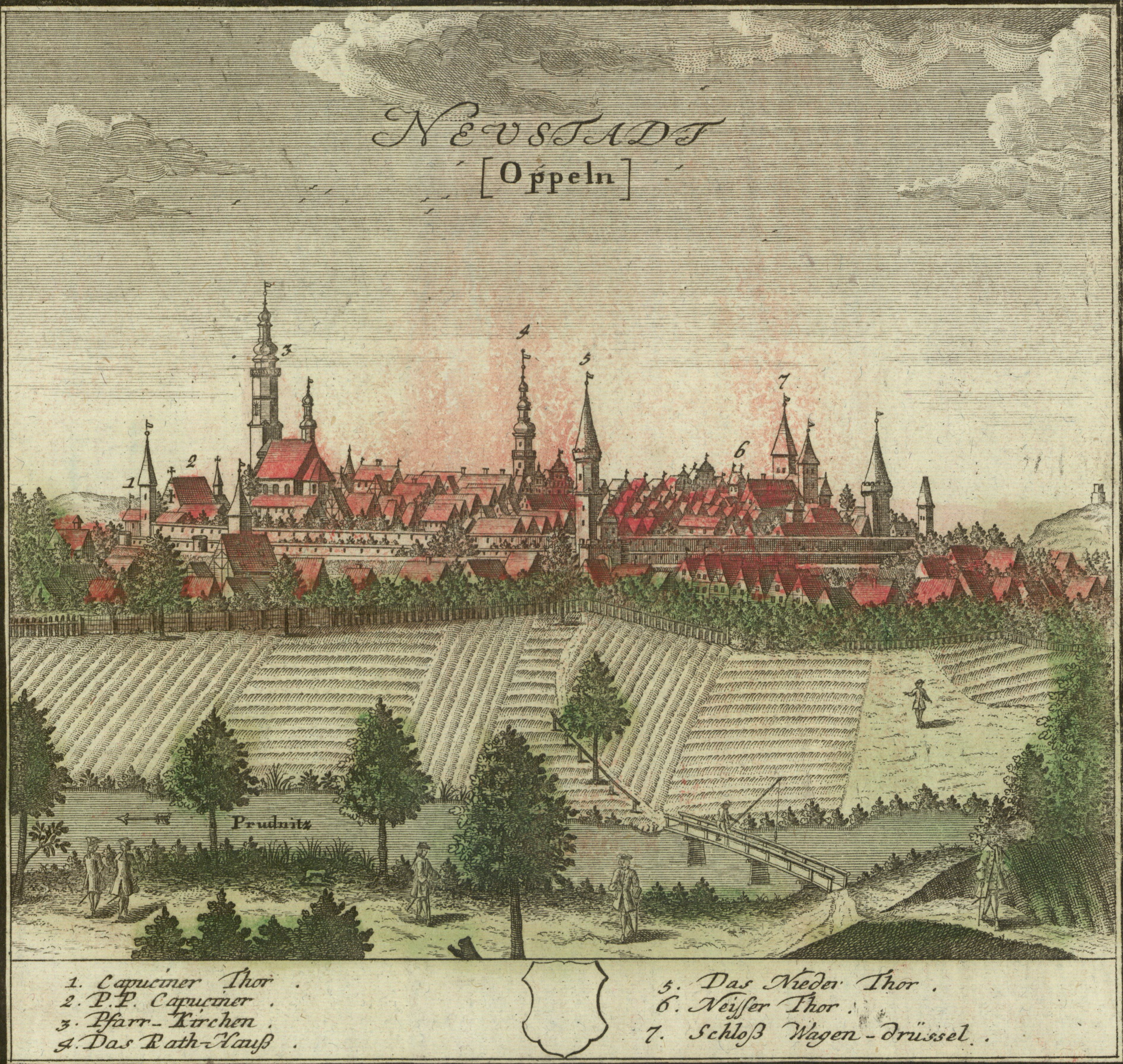
Panorama Prudnika autorstwa F.B. Wernera (1739)

  - 28 stycznia, w okresie I wojny śląskiej, do Prudnika wkroczyło pruskie wojsko pod dowództwem marszałka Schwerina. W mieście rozlokowano 2000 żołnierzy[47].
  - 30 marca klasztor kapucynów w Prudniku odwiedził Fryderyk II Wielki, chcąc zobaczyć Boży Grób i biczujących się zakonników. Następnie ruszył w stronę Nysy, lecz po opuszczeniu Prudnika został spostrzeżony przez austriacki patrol. Uratował go młynarz z pobliskiej Moszczanki, który ukrył go za wielkim kołem młyńskim[48].

- 1742
  - 28 lipca podpisano traktat berliński, kończący I wojnę śląską. Prudnik znalazł się wówczas w granicach Królestwa Prus[47].
  - powiaty sądowe prudnicki, bialski i głogówecki oraz gmina Ścinawa Mała zostały połączone w ziemski powiat prudnicki (Großkreis Neustadt). Urząd starosty został ulokowany w Głogówku, ponieważ Prudnik, znajdujący się tuż przy granicy z Austrią, był mniej bezpieczny[49].

- 1744
  - 1 listopada, w okresie II wojny śląskiej, do miasta wkroczyło 9 regimentów pruskiej piechoty[47].
  - 13 grudnia Prusacy wycofali się z Prudnika pod naporem Austriaków[47].
  - 21 grudnia do Prudnika przybył główny dowódca wojsk austriackich Karol Lotaryński[47].

- 1745
  - 12 stycznia miasto ponownie zajęły wojska pruskie[47].
  - w maju Prusacy zostali wyparci z Prudnika przez oddziały węgierskie[47].
  - 25 grudnia podpisano pokój drezdeński, kończący II wojnę śląską. Prudnik pozostał w granicach Królestwa Prus[47].

- 1746
  - w Prudniku znajdował się jeden z czterech na Górnym Śląsku urzędów pocztowych[50].

- 1753
  - poświęcenie Sanktuarium Matki Bożej Bolesnej w Prudniku[51].

- 1756
  - w grudniu, w okresie III wojny śląskiej i wojny siedmioletniej, na Rynku w Prudniku powieszono za dezercję polskiego szlachcica Mateusza Kutkowskiego[47].

- 1760
  - 25 marca austriacki generał von Laudon i francuski generał Jacquemin zaatakowali Prusaków opuszczających Prudnik (bitwa o Prudnik). Austriacka kawaleria sześć razy podchodziła pod mury miasta, a następnie się wycofała. Prusacy wycofali się z Prudnika do Ścinawy Nyskiej przez Niemysłowice, Rudziczkę i Piorunkowice. Po drodze odbyło się kilka mniejszych walk między nimi i Austriakami[52].

- 1761

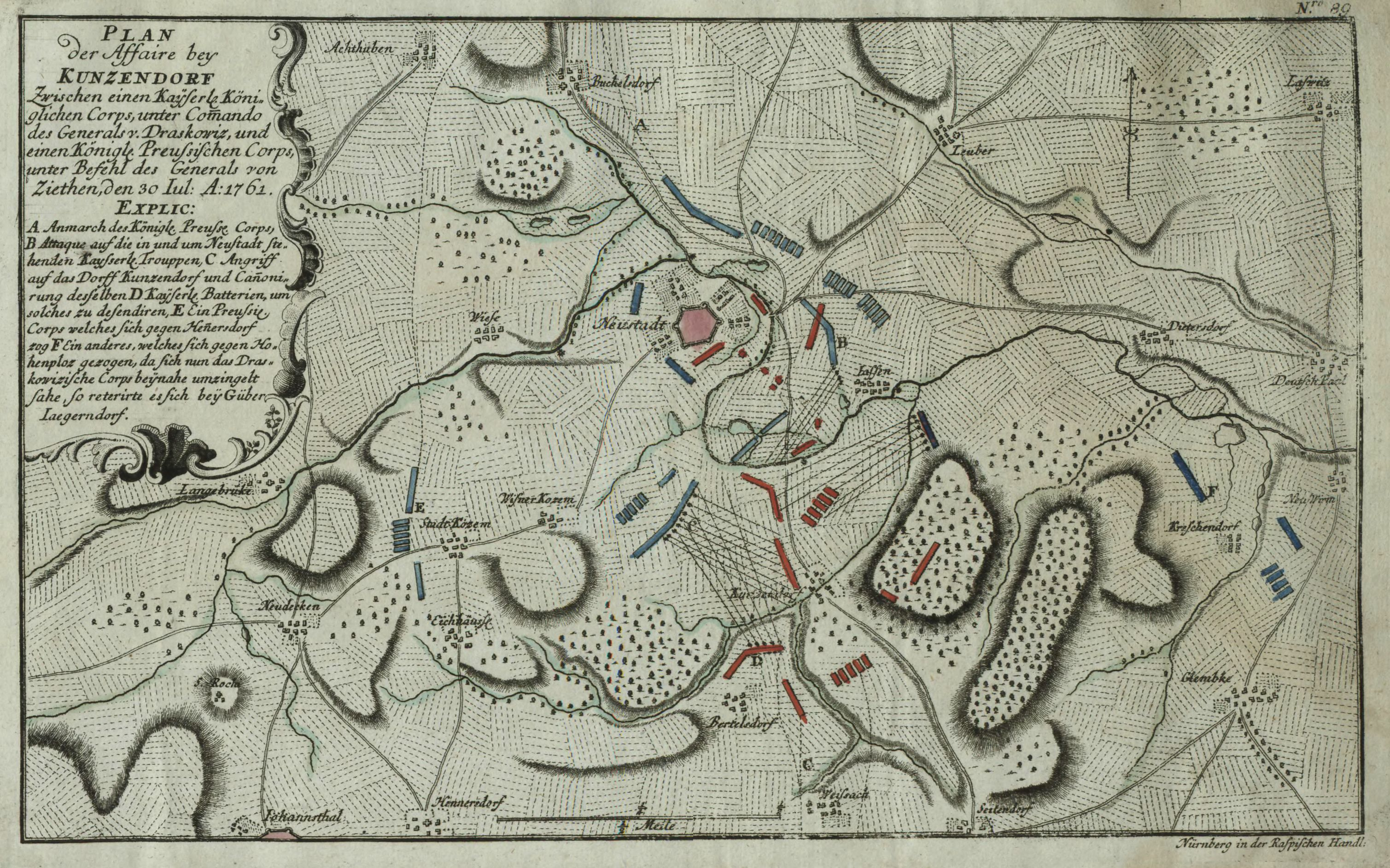
Mapa przedstawiająca Bitwę pod Trzebiną

  - 30 czerwca do Prudnika przybył król Fryderyk II, by udzielić wsparcia generałowi Knoblochowi. Tuż po opuszczeniu miasta przez króla, zostało ono zaatakowane przez Austriaków. Generał Bethlen i jego wojsko zostali wyparci z miasta przez wojsko Fryderyka II[47].
  - 30 lipca pruska armia pod dowództwem Hansa Joachima von Zietena zaatakowała stacjonujące w Prudniku i jego okolicy wojsko austriackie (bitwa pod Trzebiną)[53]. Następnie z Kaplicznej Góry lub Koziej Góry pruska artyleria rozpoczęła ostrzał na austriackie oddziały w Trzebinie. Austriacy wycofali się do Karniowa[54].

- 1763
  - 15 lutego podpisano pokój w Hubertusburgu, kończący III wojnę śląską. Prudnik pozostał w granicach Królestwa Prus[47].

- 1779

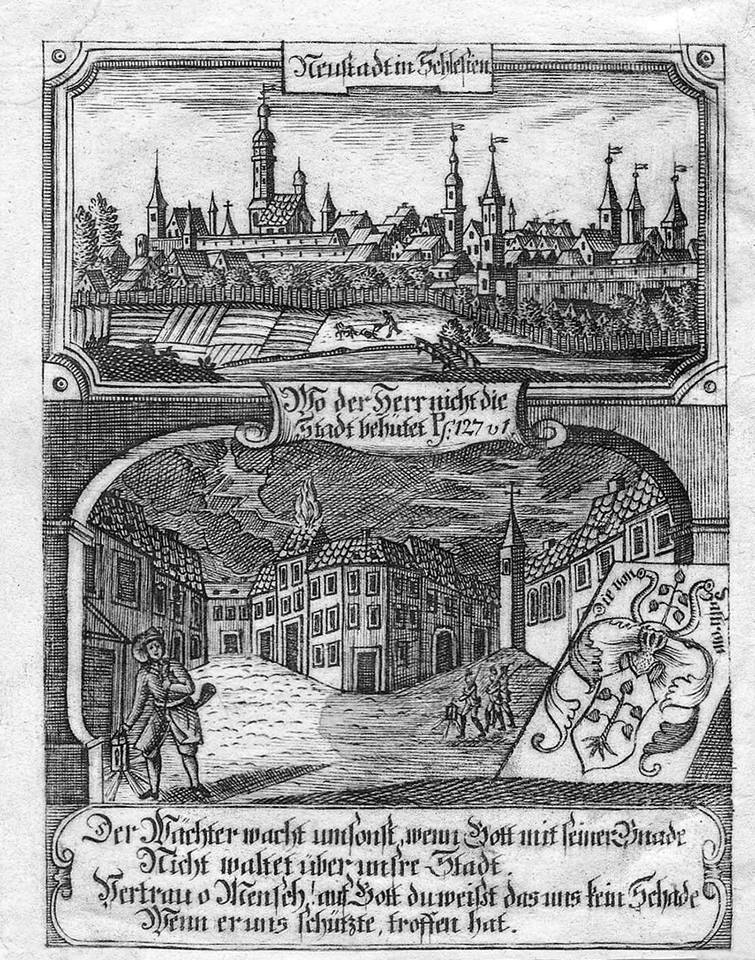
Miedzioryt z 1780 przedstawiający pożar miasta

  - 28 lutego w trakcie wojny o sukcesję bawarską Austriacy przeprowadzili atak artyleryjski na Prudnik, przez co spaliło się prawie całe miasto[48]. W odwecie Prusacy zniszczyli Karniów[55].
  - w sierpniu w Prudniku przebywał cesarz Józef II[56].

- 1783
  - powódź w Prudniku[57].

- 1787
  - zakończono budowę kościoła Świętych Apostołów Piotra i Pawła[58].

- 1788
  - 20 sierpnia przez Prudnik przejeżdżał król pruski Fryderyk Wilhelm II z orszakiem. Król został zakwaterowany w ratuszu, a jego syn Fryderyk Wilhelm III i hrabia Brühl gościli w domu Antoniego Königera przy Rynku. Odbył się bal z udziałem króla. Król opuścił Prudnik następnego dnia[59].

## XIX wiek
- 1806
  - 27 sierpnia wybuchł pożar w domu tkacza Schuberta. Pożar przeniósł się na Górne Przedmieście i strawił 45 domów oraz prudnicki zamek[11].
  - 3 września w wyniku „nieostrożności jednej z mieszkanek miasta” spłonęły 4 budynki przy obecnej ul. Królowej Jadwigi[11].

- 1807

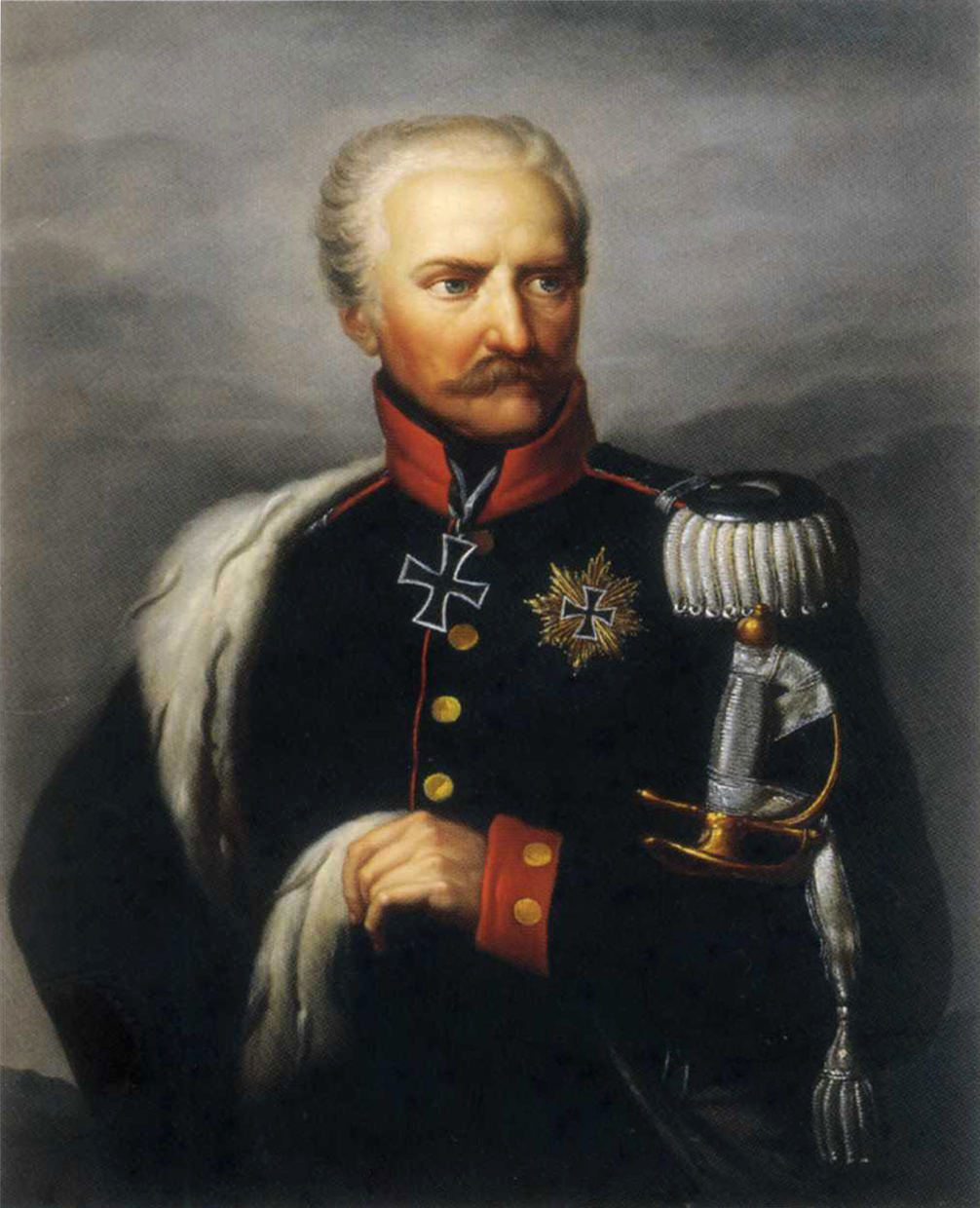
Gebhard Leberecht von Blücher

  - na początku roku, podczas wojen napoleońskich, Prudnik został zajęty przez armię francuską[60].
  - 6 kwietnia na mocy dekretu cesarza Francuzów Napoleona Bonaparte sformowano w Prudniku pułk ułanów Legii Polsko-Włoskiej z powracających z Włoch oddziałów polskich, które wzmocniono rekrutami z Wielkopolski[61].
  - powódź w Prudniku[57].

- 1809
  - 27 kwietnia burmistrzem miasta został Emanuel Weidinger[62].

- 1812
  - Prudnik został zajęty przez Rosjan[63].
  - od 11 marca, dzięki edyktowi emancypacyjnemu wydanemu przez króla Fryderyka Wilhelma III, Żydzi mogli ponowie osiedlać się w Prudniku[64].
  - w posiadanie dóbr w sąsiedztwie Prudnika – wsi Trzebina, Miłowice, Wierzbiec i Włóczno – wszedł feldmarszałek Gebhard Leberecht von Blücher[65]. Blücher finansował rodziny poległych żołnierzy, przekazywał codziennie miejscowemu proboszczowi po kilka litrów piwa i płacił lekarzowi z Prudnika za leczenie ubogich chorych[66].

- 1813
  - powódź w Prudniku[57].

- 1814
  - 22 września przez Prudnik przejeżdżał król Fryderyk Wilhelm III, zmierzając na kongres pokojowy do Wiednia. Uznał on Prudnik za miasto „brudne i mało patriotyczne”, ponieważ zbyt mało mieszczan ustroiło się w pruskie kokardy narodowe[48].

- 1816
  - 1 stycznia pełniącym obowiązki burmistrza został Karl Diebiutsch[62].
  - 27 maja burmistrzem miasta został Gottfried Schultze[62].

- 1817
  - 10 maja dokonano reformy administracyjnej. Siedzibę starosty powiatu prudnickiego przeniesiono z Głogówka do Prudnika[67].
  - 1 września w wyniku pożaru spłonęły 4 domu i 11 stodół na Dolnym Przedmieściu[11].

- 1819

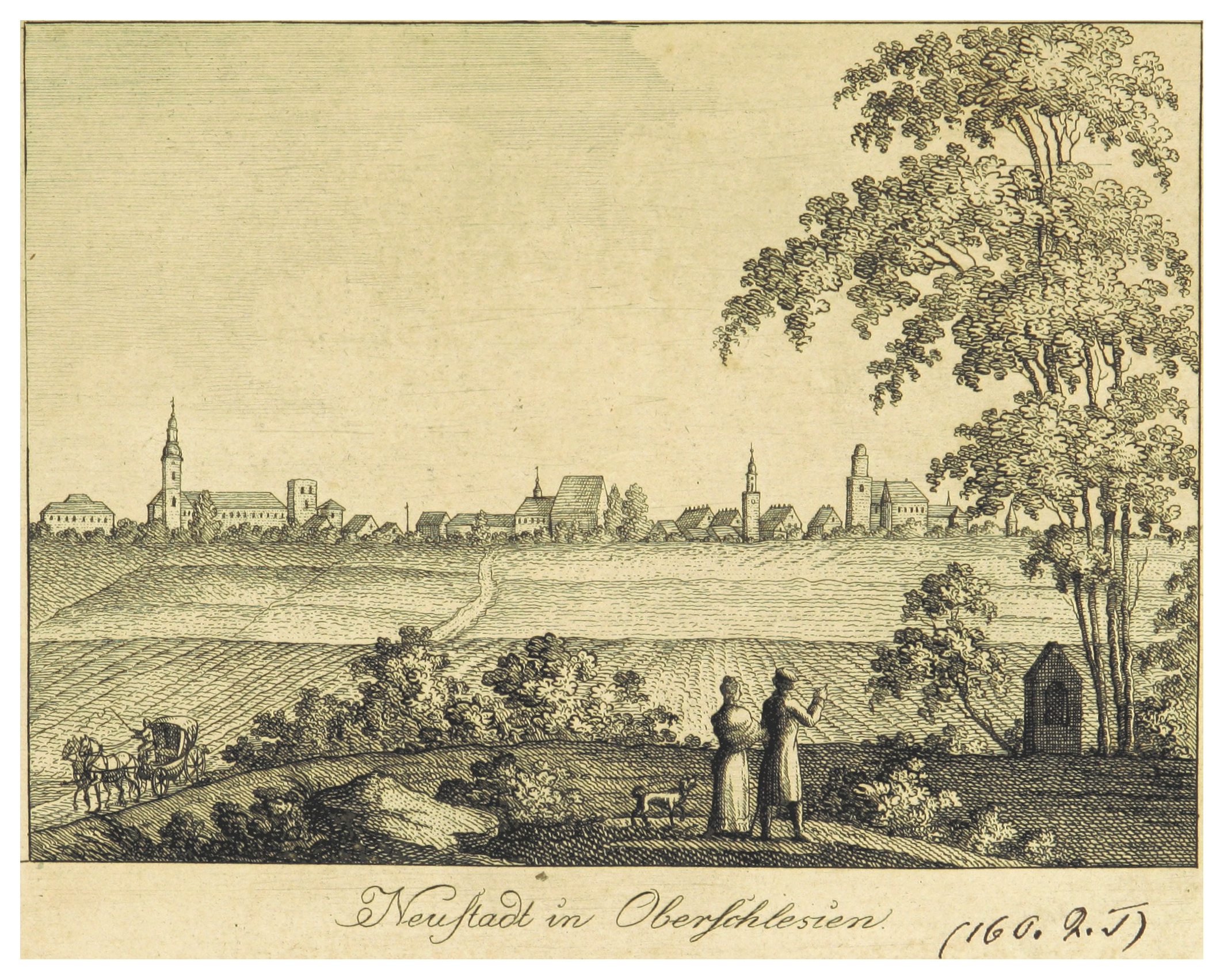
Panorama Prudnika z 1819

  - w Prudniku utworzono Główny Urząd Celny[68].

- 1821
  - 9 lutego burmistrzem miasta został Karl von Adlersfeld[62].

- 1830
  - 21 kwietnia na Dolnym Przedmieściu spłonęły zabudowania mistrzów kowalskich Richtera i Schuberta[69].

- 1831
  - w październiku na ziemi prudnickiej rozpoczęła się epidemia cholery. W Prudniku powołano komisję medyczną, złożoną z miejscowych polityków, oficerów i lekarzy[70].

- 1832
  - w styczniu do Prudnika dotarła epidemia cholery[71].
  - 16 lutego zakończyła się pierwsza epidemia cholery. Zachorowało na nią 32 mieszkańców miasta, z których 24 zmarło[71].
  - w sierpniu trwała druga epidemia cholery w Prudniku, powodując śmierć 17 mieszkańców miasta[71].

- 1833
  - 14 września burmistrzem miasta został Julius Richter[62].

- 1834
  - 23 czerwca doszczętnie spłonął młyn górny, którego już nie odbudowano[69].

- 1836
  - we wrześniu rozpoczęła się trzecia epidemia cholery w Prudniku[71].

- 1837
  - 28 stycznia zakończyła się trzecia epidemia cholery w Prudniku. Podczas niej, w mieście i okolicy odnotowano 517 zakażeń, z czego zmarło 231 osób[71].
  - 20 maja burmistrzem miasta został Josef Spillmann[62].
  - we wrześniu i październiku w mieście trwała czwarta epidemia cholery. Odnotowano 46 zakażeń i 28 zgonów[71].

- 1840
  - 4 marca na Dolnym Przedmieściu wybuchł pożar u ekonoma Gunthera. Pożar strawił 12 stodół wraz z zapasami[69].

- 1842
  - powódź w Prudniku[57].
  - 21 grudnia burmistrzem miasta został Eduard Kutzen[62].

- 1845
  - Samuel Fränkel założył przy ul. Nyskiej fabrykę włókienniczą, znaną po 1945 jako Zakłady Przemysłu Bawełnianego „Frotex”[64].

- 1847
  - 6 marca wybuchł pożar w folwarku. Strawił on 2 stodoły oraz 100 owiec[69].
  - 27 grudnia burmistrzem miasta został Johann Memler[62].

- 1849
  - w lipcu rozpoczęła się piąta epidemia cholery w mieście[71].
  - 1 września pełniącym obowiązki burmistrza został Emanuel Bock[62].
  - w grudniu zakończyła się piąta epidemia cholery w mieście[71].

- 1852

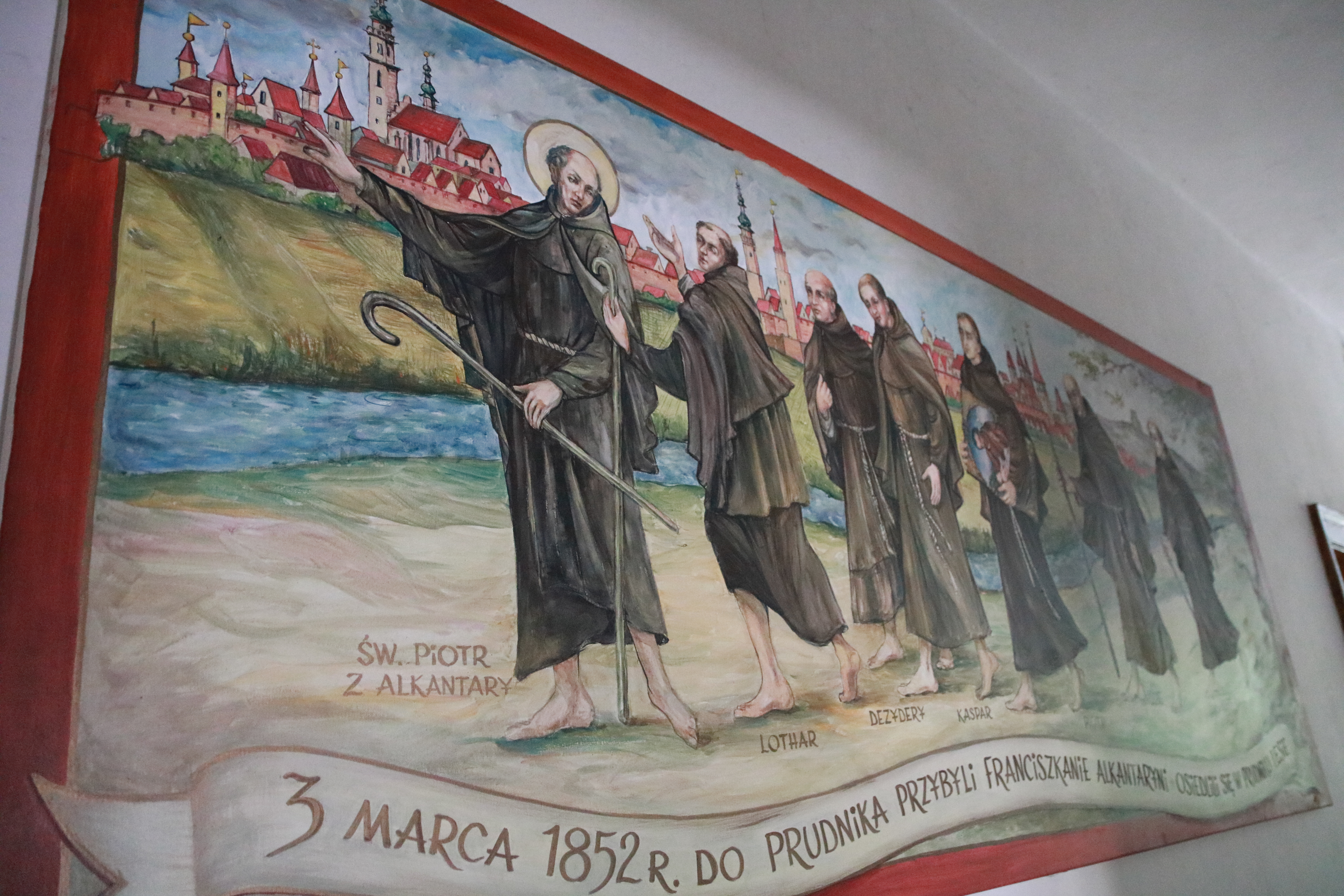
Obraz przedstawiający przybycie alkantarzystów do Prudnika

  - 3 marca do Prudnika przybyli alkantarzyści. Otrzymali oni kawałek ziemi w okolicy Koziej Góry, w Lesie Prudnickim[72].
  - 22 marca alkantarzyści rozpoczęli budowę klasztoru w Prudniku[72].
  - 1 kwietnia burmistrzem miasta został Paul Bielau[62].
  - 1 sierpnia Gustav Adolf von Hohenlohe-Schillingsfürst poświęcił klasztor alkantarzystów w Prudniku wraz z kaplicą[72].

- 1854
  - powódź w Prudniku[57].
  - zbudowano szosę z Białej do Prudnika[73].
  - prudnicka gmina żydowska uzyskała osobowość prawną[64].

- 1855
  - w lutym alkantarzyści opuścili klasztor w Prudniku[72].

- 1857
  - 25 sierpnia w oficynie piekarza Alkera wybuchł pożar, który następnie rozprzestrzenił się na kilka budynków[69].
  - 24 października założona została ochotnicza straż pożarna w Prudniku. Jej dowódcą został kupiec Freyer[57].
  - Johann Hanel założył pierwszy w mieście zmechanizowany zakład produkujący obuwie[74].

- 1859
  - 25 stycznia spłonęło 13 stodół przy zaułku młyńskim[69].
  - 4 lutego wybuchł pożar w browarze Schotta. Była to pierwsza akcja, w której uczestniczyła prudnicka straż pożarna[57].
  - założony został cmentarz żydowski przy ul. Kolejowej[75].

- 1861
  - 24 lutego w wyniku podpalenia spłonął dom tkacza Augusta Pietscha oraz trzy sąsiednie budynki[69].
  - Joseph Bösel założył drugi w mieście zmechanizowany zakład produkujący obuwie[74].

- 1863
  - 22 stycznia w kongresowym Królestwie Polskim wybuchło powstanie styczniowe przeciwko Imperium Rosyjskiemu. Komitet Centralny Narodowy w przygotowaniach do powstania wyznaczył Prudnik jako punkt kontaktowy i placówka gromadząca broń. Polacy prowadzili działalność konspiracyjną w okolicy miasta. Po wybuchu powstania zaostrzono kontrole na granicy prusko-austriackiej, każda osoba przybyła do Prudnika musiała zameldować się na policji, a miejscowy garnizon został postawiony w stan gotowości i przejął obowiązki jednostek wojskowych z pobliskich miast, które zostały wysłane na granicę prusko-rosyjską. W powstaniu styczniowym brali udział pochodzący z Prudnika Hieronim Olszewski, Piotr Linowski i Antoni Strogiński[76].
  - 1 marca pełniącym obowiązki burmistrza Eduard Diebitsch[62].
  - 29 lipca do opuszczonego klasztoru alkantarzystów przybyli franciszkanie z Góry Świętej Anny[72].
  - 13 grudnia burmistrzem miasta został Josef Kammler[62].

- 1866

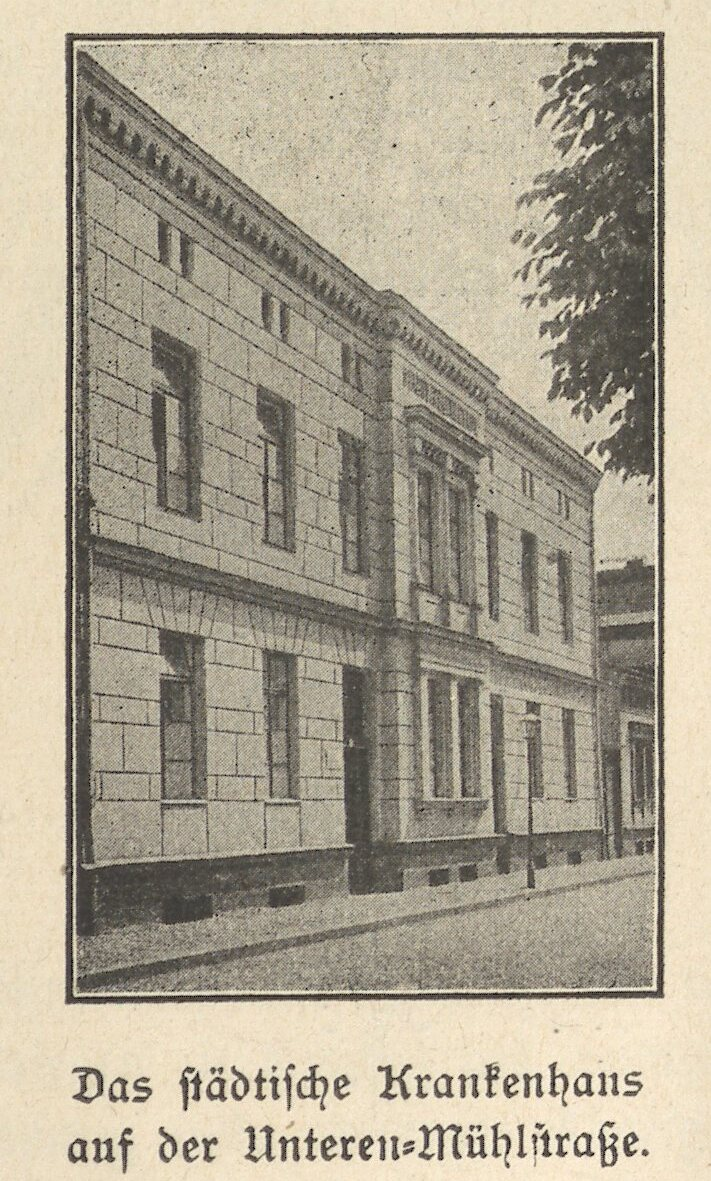
Szpital przy ul. Młyńskiej wzniesiony w 1866

  - wzniesiono szpital przy ul. Młyńskiej (obecnie siedziba Domu Pomocy Społecznej)[71].
  - 19 marca rozpoczęto budowę kościoła św. Józefa w Prudniku-Lesie[72].
  - 20 lipca rozpoczęła się szósta epidemia cholery w mieście[71].
  - 15 grudnia zakończyła się szósta epidemia cholery w mieście. Wśród 335 zarażonych mieszkańców miasta zmarło 120[71].

- 1867
  - 17 grudnia proboszcz Karl Nippel poświęcił kościół św. Józefa w Prudniku-Lesie[72].

- 1868
  - 1 lutego spłonęło 7 stodół[69].

- 1875
  - 3 sierpnia franciszkanie z klasztoru w Prudniku zostali zmuszeni do opuszczenia miasta[72].
  - 12 grudnia do Prudnika została doprowadzona kolej od strony Nowego Świętowa[77].

- 1876
  - 1 stycznia burmistrzem miasta został Heinrich Engel[62].
  - 12 czerwca otwarto odnogę linii kolejowej Nysa – Głuchołazy z Nowego Świętowa do Prudnika[77].
  - 15 sierpnia oddano do użytku kontynuację linii kolejowej z Prudnika do Racławic Śląskich. Był to ostatni odcinek budowy linii kolejowej Katowice – Legnica[77].

- 1877
  - 3 maja Samuel Fränkel poświęcił ufundowaną przez siebie synagogę w Prudniku[64].

- 1879
  - 20 września w Prudniku powstało Towarzystwo Upiększania Miasta (niem. Verschönerungsverein). Jego przewodniczącym został architekt ogrodowy Albrecht. Statutowym celem Towarzystwa było „upiększenie publicznych promenad i placów miasta Prudnik, jak i dbałość o piękno tak w mieście, jak i poza nim”[78].

- 1880
  - wzdłuż ulicy Parkowej został wytyczony Park Miejski[78]. Zaprojektowano go wzorując się na rozwiązaniach angielskich[79].

- 1883

Plan miasta w 1890

  - 14 sierpnia w synagodze w Prudniku odbył się ślub Hedwig Pinkus z Paulem Ehrlichem – przyszłym laureatem Nagrody Nobla w dziedzinie fizjologii lub medycyny[80].

- 1887
  - 31 marca wzniesiono pawilon muzyczny w Parku Miejskim[79].
  - 24 września franciszkanie powrócili do klasztoru w Prudniku[72].

- 1888
  - 21 października w Parku Miejskim stanął pomnik upamiętniający wojnę francusko-pruską[79].

- 1889
  - we wrześniu w mieście odbył się kurs dla strażaków okręgu opolskiego, wskazujący na dobrą organizację straży pożarnej w Prudniku w tym okresie[81].

- 1890
  - 2 sierpnia zakończono budowę nowego klasztoru franciszkanów[72].

- 1895
  - 19 sierpnia spółka Kolej Prudnicko-Gogolińska uzyskała koncesję na budowę linii kolejowej z Prudnika do Gogolina[82].

- 1896
  - 14 lutego odbyły się pierwsze obrady Rady Miejskiej w nowym gmachu Urzędu Miejskiego na Rynku[83].
  - 6 października ukończono budowę odcinka linii kolejowej z Prudnika do Białej[82].
  - 4 grudnia oddano do użytku całą linię kolejową z Prudnika do Gogolina[82].

- 1897
  - powódź w Prudniku[57].

- 1898

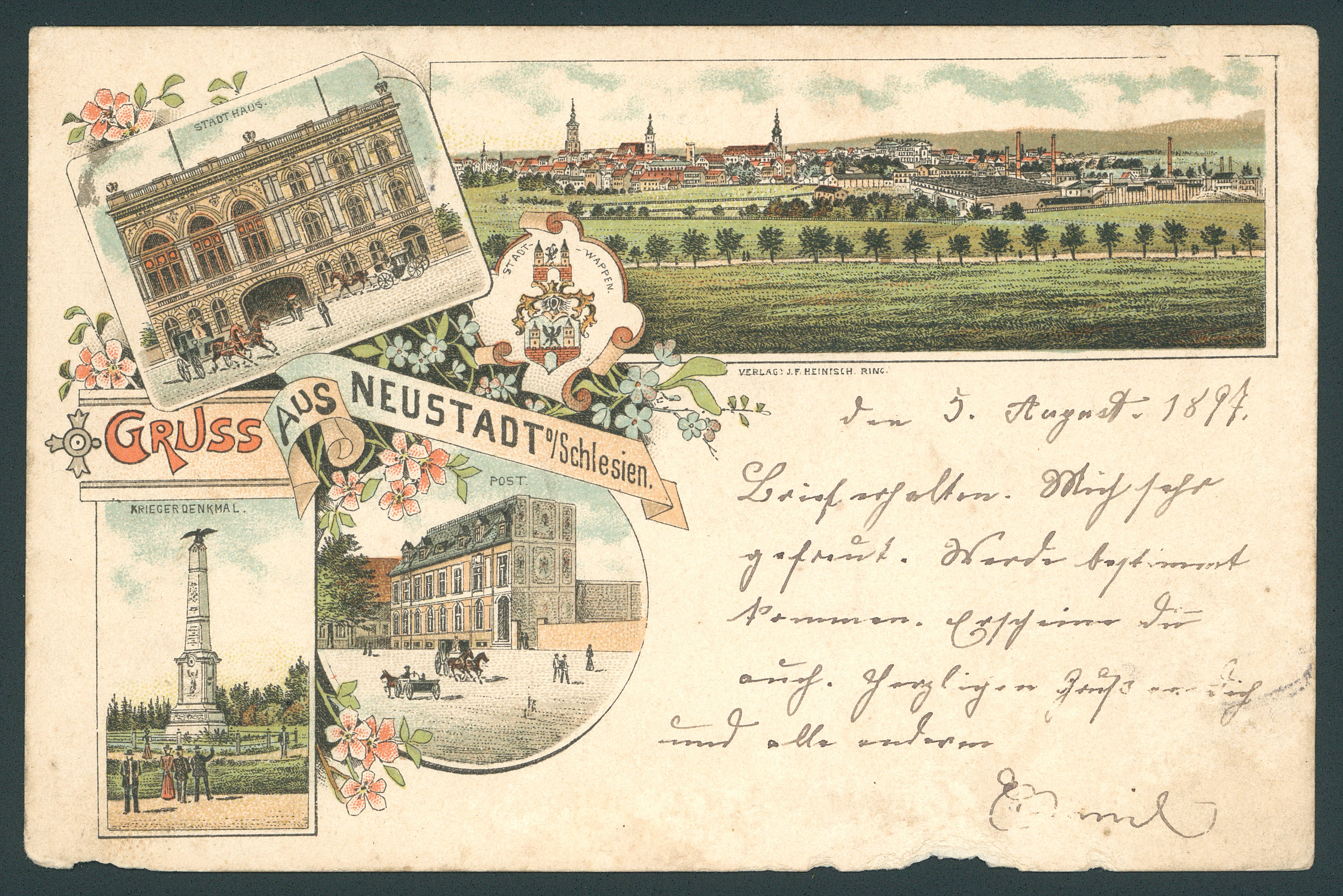
Widokówka z Prudnika z 1897

  - w styczniu w Prudniku odbyła się pierwsza na Górnym Śląsku konferencja socjaldemokratyczna[84].

## XX wiek
- 1900
  - 1 stycznia nadburmistrzem miasta został Heinrich Engel[62].

- 1902
  - 3 lipca rozpoczęto budowę nowego kościoła ewangelickiego[85].

- 1903

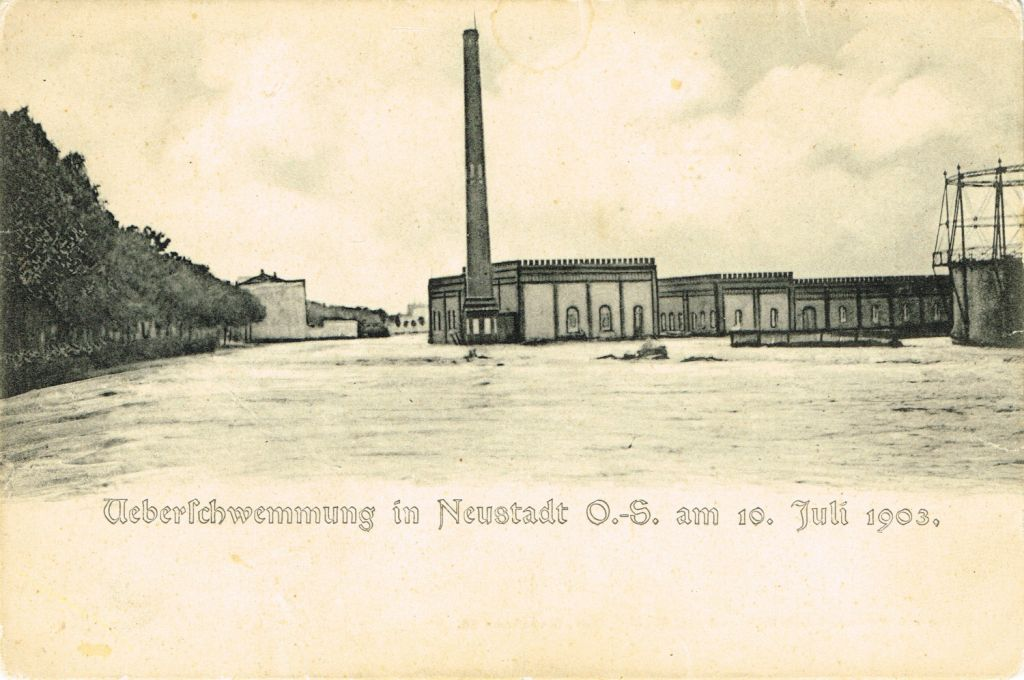
Zalana fabryka Fränkla podczas powodzi w 1903

  - wzniesiono Schronisko „Szwedzki Szaniec” w Lesie Prudnickim[86].
  - 5 lipca w Prudniku odbył się zjazd Związku Straży Pożarnych Opolskiego Okręgu Rządowego. W ramach zjazdu odbyły się pokazy pracy strażaków, parada dookoła rynku, koncerty oraz inne imprezy towarzyszące[81].
  - 10 lipca, w wyniku wielodniowych intensywnych opadów deszczu, rozpoczęła się największa powódź jaka nawiedziła Prudnik, okrzyknięta „powodzią stulecia”. Zniszczeniu uległa znaczna część zabudowań w miejscowościach usytuowanych wzdłuż Złotego Potoku: w Jarnołtówku, Pokrzywnej, Moszczance, Łące Prudnickiej, a także w Prudniku[57]. Woda zawaliła domy na Taborach, a także zalała zakłady włókiennicze Fränkla. Zginęła jedna osoba[87]. W opisie powodzi stwierdzono, że „miasto wyglądało jak jezioro”. Straty w samym mieście oszacowano na 82,000 marek (w całym powiecie na 142,683)[57].
  - 10 sierpnia cesarzowa Augusta Wiktoria w celu dokonania wizji lokalnej terenów objętych powodzią przybyła do Głuchołaz, następnie udała się do Jarnołtówka i do Prudnika. Jej wizyta zaowocowała decyzją o budowie zapory wodnej w Jarnołtówku, mającej zabezpieczyć Prudnik i okoliczne miejscowości przed powodziami[57].
- 1904
  - 1 kwietnia burmistrzem miasta został Heinrich Metzner[62].
  - poświęcono kościół ewangelicki[85].

- 1905

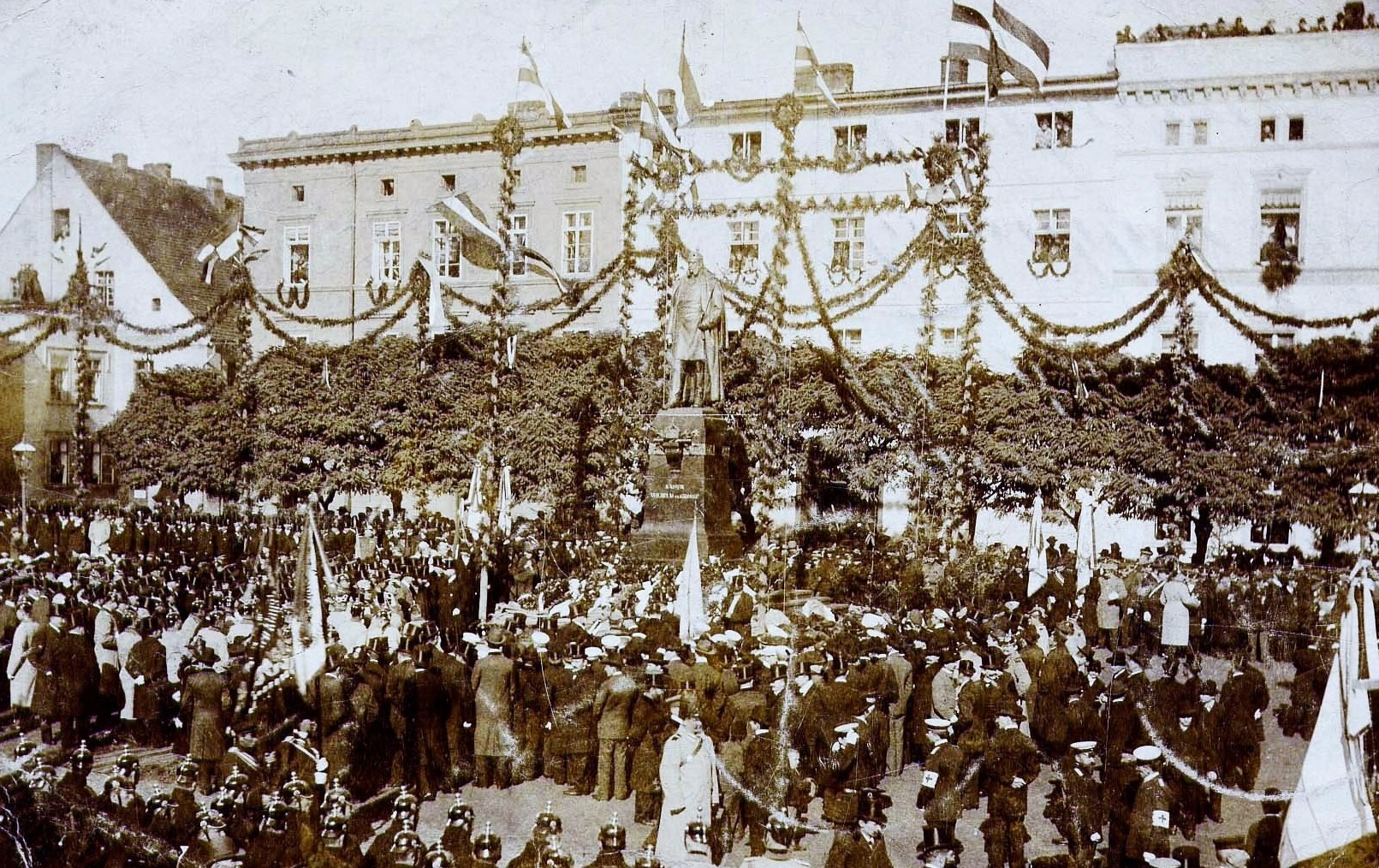
Odsłonięcie pomnika cesarza Wilhelma I

  - 14 października odsłonięty został pomnik cesarza Wilhelma I na obecnym placu Szarych Szeregów[88], wzniesiony przez Theodora von Gosen[89].

- 1907
  - 4 listopada otwarto łaźnię miejską w Prudniku[90].

- 1908

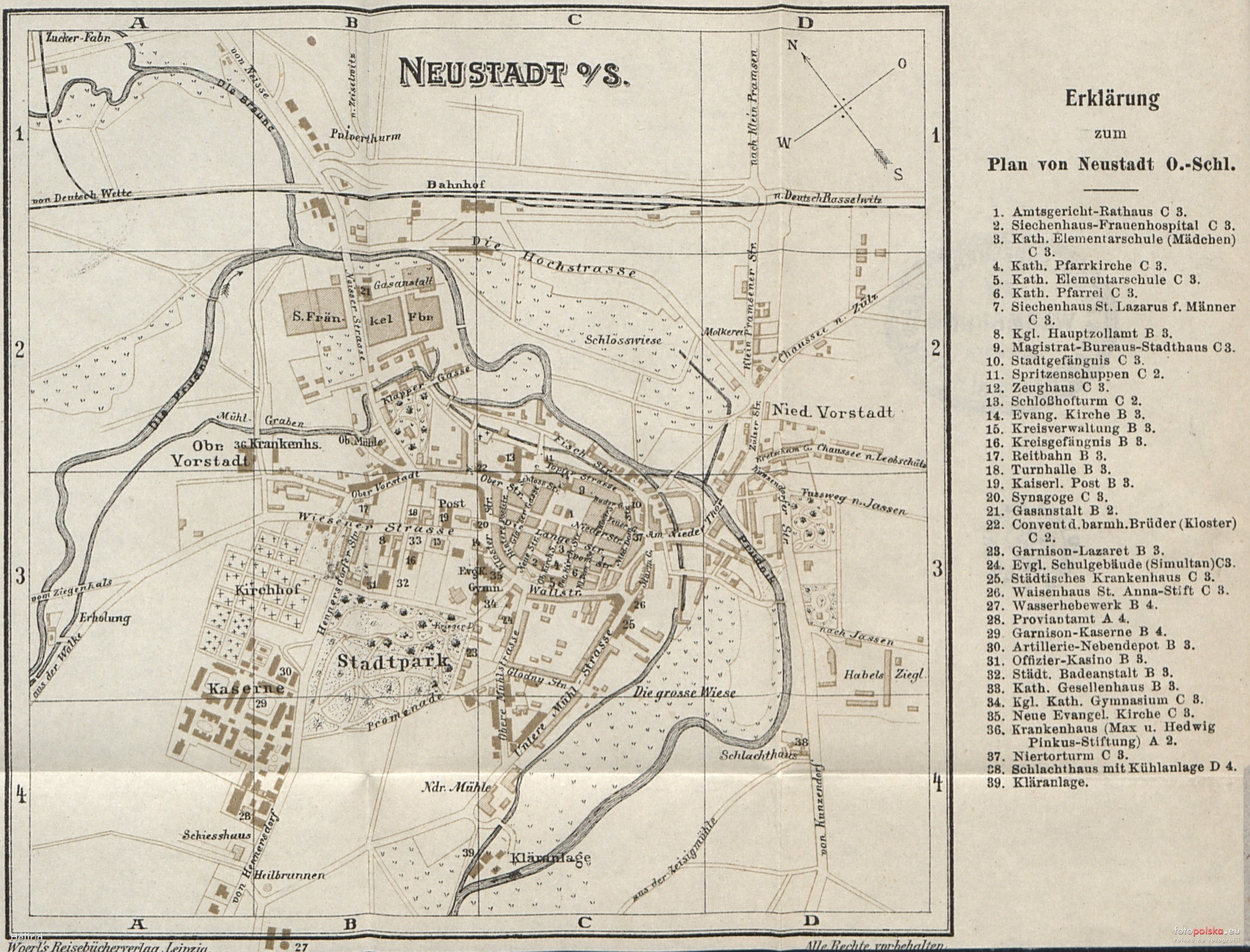
Plan miasta w 1908

  - powstała pierwsza infrastruktura sportowa w miejscu Stadionu Miejskiego[91].

- 1909
  - 24 sierpnia burmistrzem miasta został Paul Lange[62].

- 1910
  - powódź w Prudniku[57].
  - według spisu ludności z 1 grudnia, na 18864 mieszkańców Prudnika 18072 posługiwało się językiem niemieckim, 565 językiem polskim, 3 innym językiem, a 224 było dwujęzycznych[92].

- 1911
  - 30 sierpnia na Kobylicy odsłonięto pomnik Josepha von Eichendorffa[93].

- 1918
  - 2 października Chryzogon Reisch założył cmentarz klasztorny franciszkanów w Prudniku[72].

- 1919
  - 18 sierpnia w związku z wybuchem I powstania śląskiego wprowadzono stan wojenny w rejencji opolskiej z wyłączeniem zachodnich powiatów, w tym powiatu prudnickiego[94].

- 1920
  - 1 kwietnia burmistrzem miasta został Robert Rathmann[62].
  - w Prudniku powstała tajna Polska Organizacja Wojskowa Górnego Śląska, jej pierwszym komendantem został Brunon[95].

- 1921

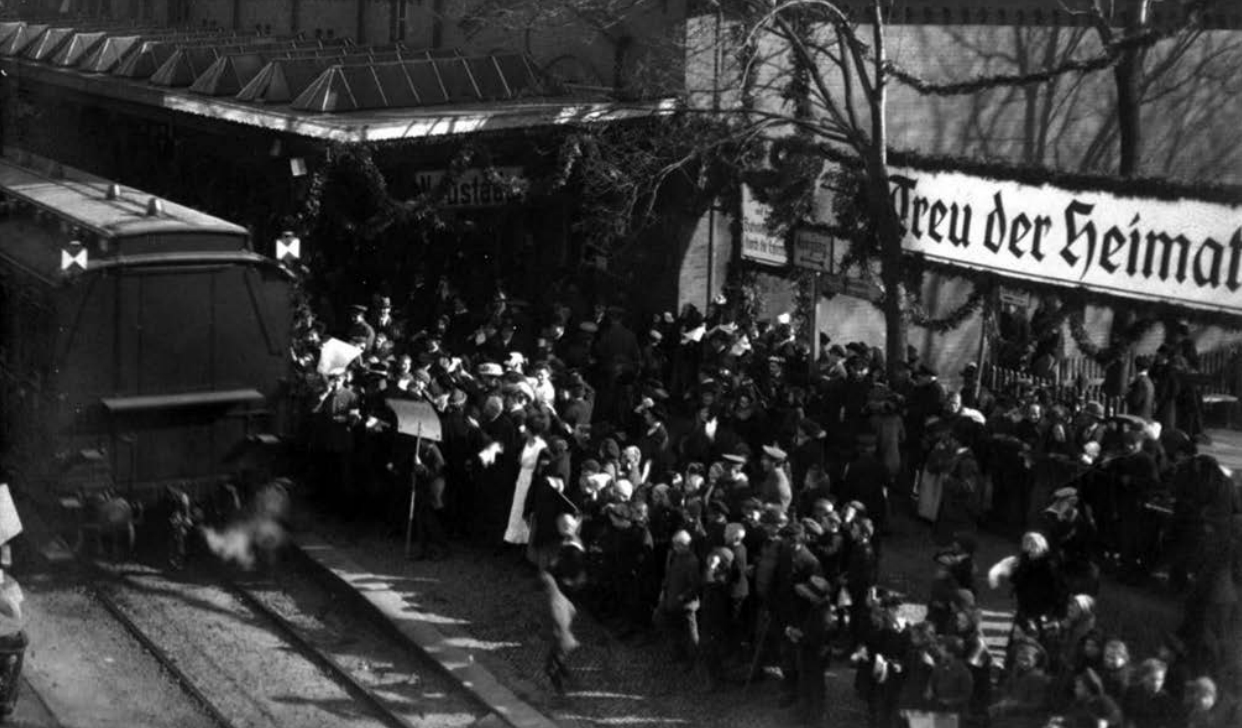
Przyjazd pociągu z emigrantami górnośląskimi do Prudnika

  - 20 marca przeprowadzono plebiscyt na Górnym Śląsku. W jego zasięgu znalazła się tylko część powiatu prudnickiego. Prudnik był poza terenem plebiscytowym, choć istniały tu polskie organizacje, w tym Polska Organizacja Wojskowa Górnego Śląska, Związek Polaków w Niemczech i Polsko-Katolickie Towarzystwo Szkolne[96]. W Prudniku utworzono Polski Komitet Plebiscytowy na powiat prudnicki, jednak z czasem został przeniesiony z Prudnika do Głogówka, a następnie do Strzeleczek, ponieważ jego lokal w Prudniku został zdemolowany[97].
  - 2 maja w ramach akcji „Mosty”, dającej początek III powstaniu śląskiemu, polscy dywersanci z Grupy Wawelberg zniszczyli trzy mosty kolejowe w okolicy Prudnika: w Dzierżysławicach, Racławicach Śląskich i Dobrej[98]. Prudnicka POW Górnego Śląska wystawiła kilka kompanii powstańczych, które włączono w skład Podgrupy „Bogdan”[95].
  - 11 maja do Prudnika przybyli z Bawarii pierwsi ochotnicy niemieckiej formacji paramilitarnej Freikorps „Oberland”[99]. Nocowali w miejscowych barakach, po czym rozlokowano ich w okolicznych miejscowościach[100].
  - 5 października w Prudniku niemieccy bojówkarze zabili Konstantego Lachottę, polskiego działacza narodowego[101].

- 1922
  - wiosną założono klub piłkarski SV Guts Muths Neustadt[102].
  - 18 września na zjeździe w Prudniku liderzy Katholische Volkspartei pod przewodnictwem Carla Ulitzki, opowiadający się dotychczas za przekształceniem prowincji Górny Śląsk w autonomiczne państwo związkowe Rzeszy Niemieckiej, stwierdzili iż wskutek podziału terytorium plebiscytowego oraz ugody z władzami Prus, okrojona „Prowincja Górnośląska powinna pozostać w pruskim związku państwowym”.

- 1934
  - burmistrzem miasta został Felix Scholz (NSDAP)[62].
  - w tajnym raporcie Sicherheitsdienst Prudnik został uznany za jeden z głównych ośrodków ruchu polskiego na Górnym Śląsku[103].

- 1938

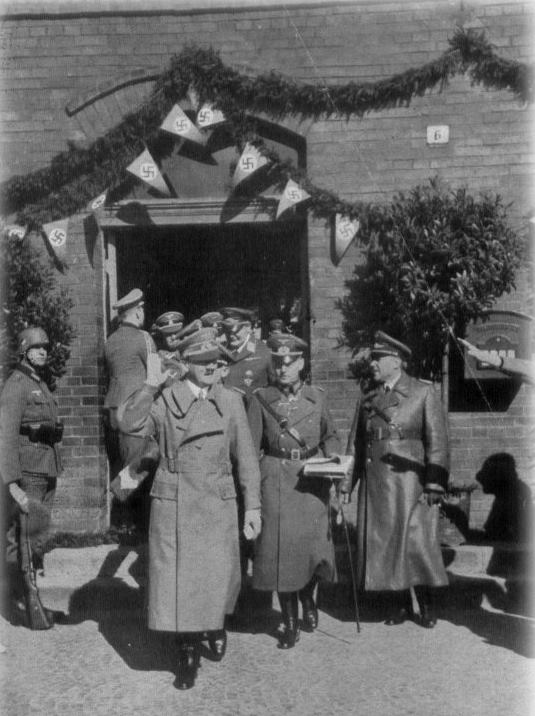
Adolf Hitler w Prudniku

  - 7 października do Prudnika przyjechał pociągiem wódz III Rzeszy Adolf Hitler w ramach wizytacji Kraju Sudetów po układzie monachijskim. W Prudniku przesiadł się do samochodu i udał się do Trzebiny, a następnie w kierunku Karniowa i Bruntála. Wieczorem wrócił do Prudnika, z którego udał się pociągiem do Berlina. Hitlerowi towarzyszyli: Hermann Göring, Heinrich Himmler, Gerd von Rundstedt, Erhard Milch, Hans-Jürgen Stumpff, Hans von Salmuth, Josef Wagner i Hellmut Körner[104].
  - podczas nocy kryształowej z 9 na 10 listopada 1938 bojówki hitlerowskie spaliły prudnicką synagogę[105]. W mieście aresztowano wszystkich żydowskich mężczyzn w wieku od 20 do 60 lat[106].

- 1939
  - w sierpniu i we wrześniu prudnickie Gestapo na czele z Maxem Krausem przystąpiło do aresztowania polskich powstańców i działaczy Związku Polaków w Niemczech. Osoby te zostały następnie skierowane do obozu koncentracyjnego w Buchenwaldzie[107].

- 1941

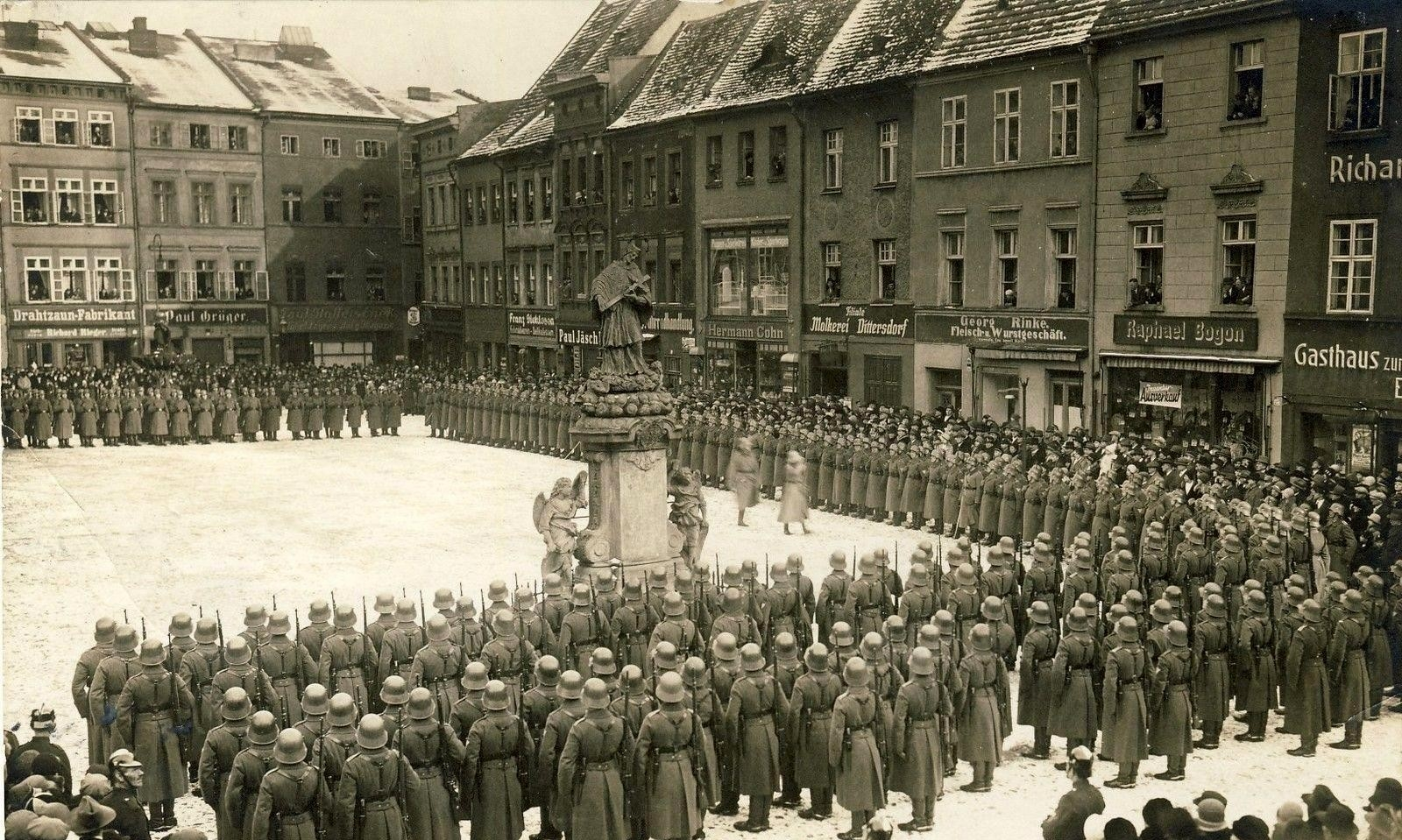
Niemieckie wojsko na Rynku w Prudniku

  - w klasztorze bonifratrów w Prudniku utworzono lazaret. Posiadał on swoje filie w budynku szkolnym przy ul. Szkolnej i w pałacu w Mosznej[108].

- 1942
  - w kwietniu pałac Fipperów w Prudniku znalazł się na liście Grundmanna[109], sporządzonej przez konserwatora Günthera Grundmanna w celu zabezpieczenia skarbów historii przed zniszczeniami wojennymi. Prudnicka składnica została zaszyfrowana literą „B”, do pałacu przewieziono miejskie zbiory sztuki z Wrocławia[110]. Jak podaje Joanna Lamparska, skrytka w Prudniku zawierała największy zbiór śląskiej rzeźby średniowiecznej[111].
  - w lipcu większość prudnickich Żydów została wywieziona do gett w Zagłębiu Dąbrowskim[64].

- 1943
  - w Prudniku funkcjonowało komando pracy E 706 obozu Lamsdorf dla jeńców brytyjskich[112].

- 1944
  - 26 września w zakładach włókienniczych w Prudniku założono podobóz niemieckiego obozu koncentracyjnego w Auschwitz, do którego skierowano około 400 kobiet; głównie Żydówki z Węgier, a także Niemki, Polki i Ukrainki[113].

- 1945

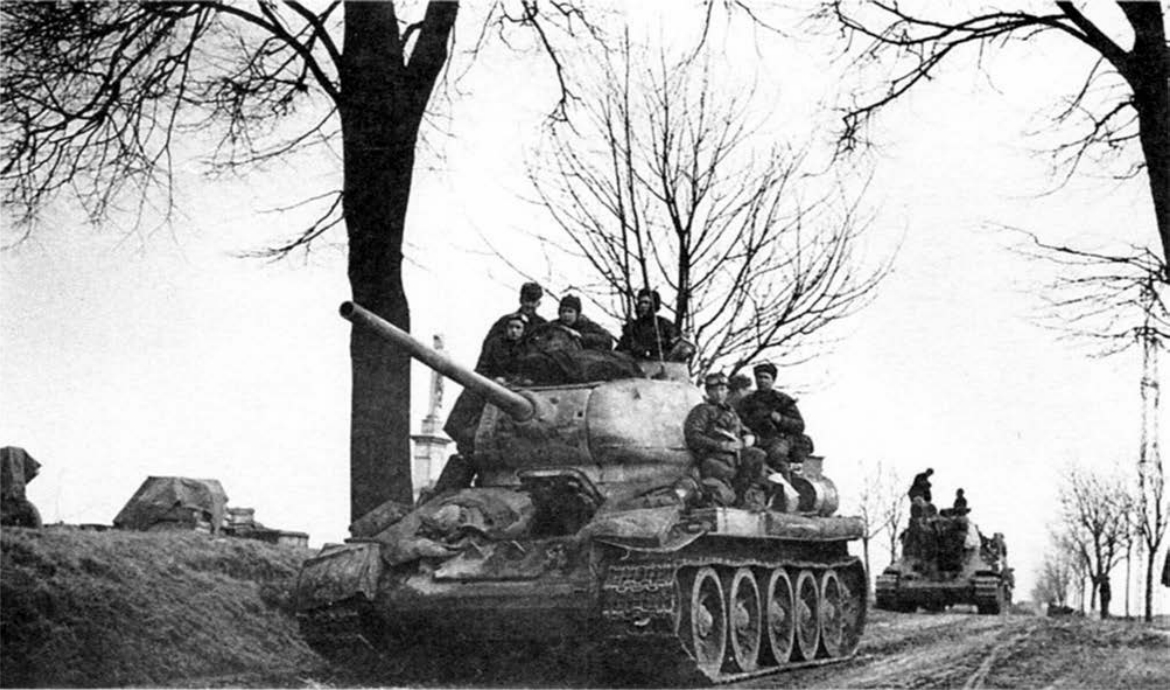
Radzieckie czołgi na drodze do Ścinawy podczas walk o Prudnik

  - w styczniu władze III Rzeszy ewakuowały do Prudnika urząd pocztowy w Gogolinie[114].
  - w styczniu z obozu pracy w Prudniku ewakuowano więźniarki pieszo do obozu Groß-Rosen. W tymże miesiącu przez Prudnik przeszły także kolumny więźniów z innych obozów. W toku tzw. marszu śmierci wiele osób zmarło lub zostało zamordowanych przez Niemców[115].
  - 25 stycznia w Niemysłowicach członkowie SS dokonali mordu 57 chorych więźniów obozu Auschwitz-Birkenau[116].
  - 15 marca Armia Czerwona rozpoczęła operację górnośląską, której głównym celem było zajęcie Prudnika i okrążenie niemieckich wojsk[117].
  - 17 marca z Prudnika uciekli przedstawiciele władzy, działacze NSDAP z burmistrzem Scholtzem i Kreisleiterem Schrammem. Mieszkańcy miasta nie zostali poinformowani o tym, że zbliżają się Rosjanie. W ostatnich godzinach przed przybyciem Armii Czerwonej mieszkańcy zaczęli się chaotycznie mobilizować i łączyć w formacje Volkssturmu. Rozpoczęła się bitwa o Prudnik[118].
  - 18 marca Armia Czerwona ostatecznie opanowała miasto. Prudnik miastem frontowym był aż do maja 1945 w związku z tym, że w niewielkiej odległości od miasta broniły się oddziały niemieckie, które skapitulowały dopiero w maju 1945[119].
  - 23 kwietnia prudnicki Rynek, Plac Farny i Plac Zamkowy zostały zbombardowane przez lotnictwo radzieckie. Według proboszcza Franza Pietscha bombardowanie było spowodowane wystrzeleniem błędnych znaków świetlnych przez pijanych Rosjan[120].
  - 11 maja polska administracja przejęła władzę cywilną w powiecie prudnickim[121].
  - 14 maja pierwszym polskim burmistrzem miasta został Antoni Błaszczyński[122].
  - 3 czerwca grupa czeskich żandarmów i ochotników ze Zlatých Hor przybyła do Prudnika, obsadziła tutejszy ratusz i wywiesiła na nim czechosłowacką flagę. Ogłosiła przyłączenie Prudnika do Czechosłowacji. Wieczorem przybyli uzbrojeni polscy żołnierze. Zażądali od Czechów opuszczenia Prudnika i oddania broni[123].
  - 4 czerwca Czesi wycofali się z Prudnika. Ostatecznie zrezygnowano z rozbrojenia żandarmów[124].
  - 10 czerwca utworzono zalążki Miejskiej Zawodowej Straży Pożarnej w Prudniku. Jej pierwszym komendantem został Beniamin Szwankie[125].
  - na początku lipca niemieccy mieszkańcy Koźla zostali pieszo poprowadzeni do Prudnika, skąd w wagonach towarowych zostali przewiezieni do Zgorzelca[126].
  - 16 lipca założono Powiatową Komendy Straży Pożarnej w Prudniku, której pierwszym komendantem był Leon Kwaśnikiewicz. Siedzibą Powiatowej Komendy Straży Pożarnej oraz Miejskiej Zawodowej Straży Pożarnej był budynek przy ul. Piastowskiej 20-22[125].
  - w sierpniu założony został Podokręg Związku Piłki Nożnej w Prudniku[127].
  - 15 września założono Miejski Klub Sportowy Pogoń Prudnik. Był to pierwszy zarejestrowany klub na Opolszczyźnie[128].
  - siedziba Sądu Okręgowego w Nysie została przeniesiona do Prudnika. Obszar jurysdykcyjny prudnickiego Sądu Okręgowego obejmował sądy grodzkie w: Korfantowie, Głogówku, Głuchołazach, Grodkowie, Niemodlinie, Nysie, Otmuchowie, Paczkowie i Prudniku[129].
  - 25 grudnia miało miejsce pierwsze wydanie gazety „Głos Prądnika” (od 1946 pod nazwą „Nasz Głos”). Było to pierwsze pismo regionalne po wojnie na Ziemiach Odzyskanych pisane w języku polskim[130].
  - istniejące w Prudniku zakłady obuwnicze zostały połączone w jedno przedsiębiorstwo, od 1952 znane pod nazwą Prudnickie Zakłady Obuwia „Primus”[131].

- 1946
  - 20 stycznia założona została Okręgowa Spółdzielnia Mleczarska „Samopomoc Chłopska” w Prudniku[132].
  - 7 maja nazwa miasta została zmieniona na Prudnik[133].

- 1947
  - założona została Szewska Spółdzielnia Pracy „Ogniwo”[134].

- 1949
  - 26 lutego przez funkcjonariuszy Urzędu Bezpieczeństwa w Prudniku zabity został żołnierz Armii Krajowej Józef Pacejkowicz[135].

- 1950
  - 2 lipca na mocy ustawy o zmianie prawa o ustroju sądów powszechnych zlikwidowano Sąd Okręgowy w Nysie z siedzibą w Prudniku. Jego zadania przejął Sąd Powiatowy w Nysie[129].

- 1951
  - w Prudniku utworzono siedzibę Rejonu Eksploatacji Dróg Publicznych, obejmującego powiaty prudnicki i głubczycki[136].
  - założona została Spółdzielnia „Pionier”.

- 1953
  - w mieście rozpoczęła działalność społeczność zielonoświątkowa[137].
  - 9 kwietnia majątek Okręgowej Spółdzielczej Mleczarni w Prudniku został w całości zbyty na rzecz Centralnego Związku Przemysłu Mleczarskiego[132].

- 1954

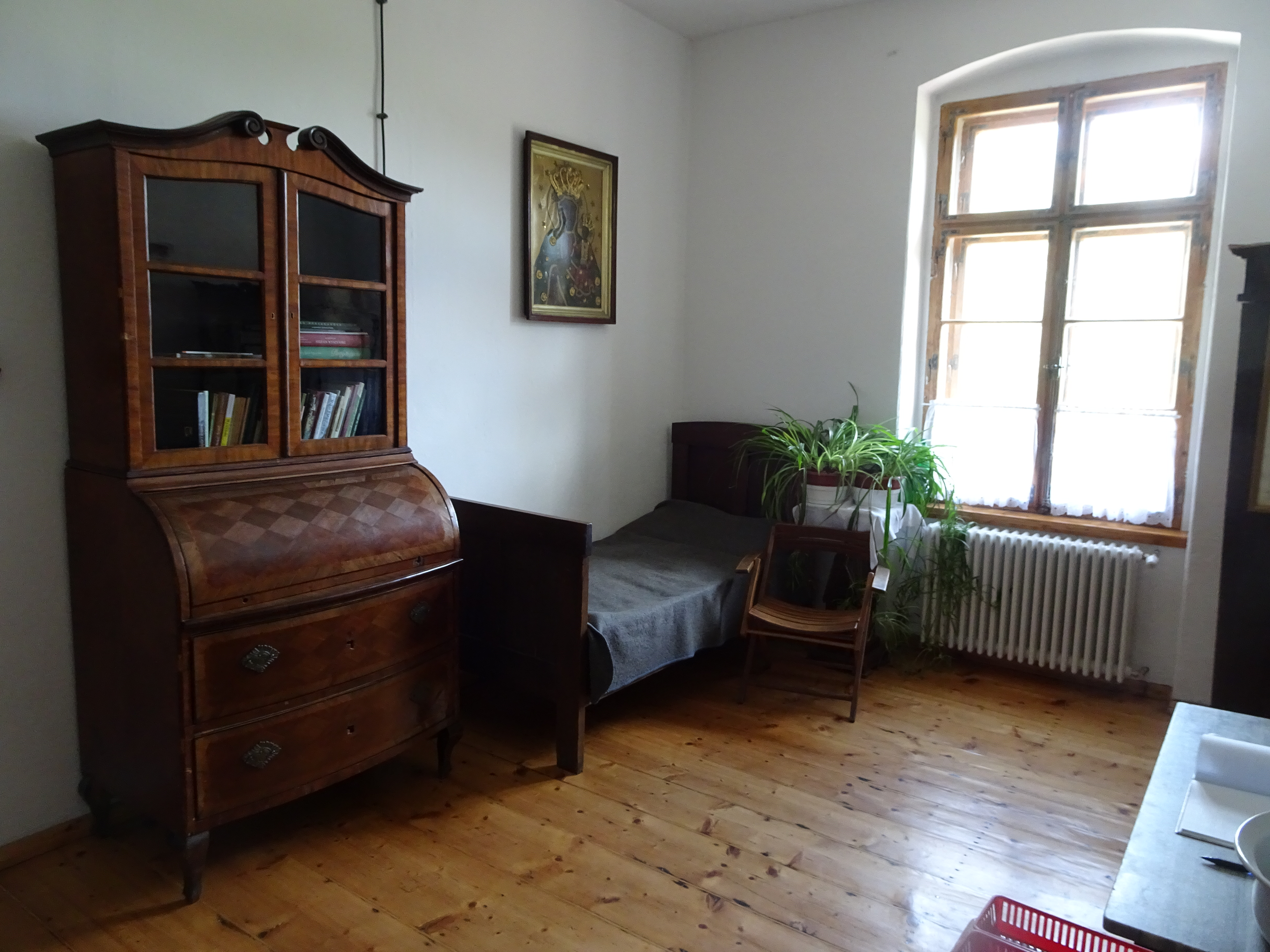
Pokój Stefana Wyszyńskiego w klasztorze w Prudniku

  - założono Oddział PTTK „Sudetów Wschodnich” w Prudniku[138].
  - 30 września zgodnie z zarządzeniem Prezydium Wojewódzkiej Rady Narodowej w Opolu klasztor franciszkanów w Prudniku-Lesie przeszedł pod zarząd wojska[139].
  - 1 października funkcjonariusze Urzędu Bezpieczeństwa nakazali franciszkanom opuszczenie Prudnika. Udali się oni do klasztoru w Borkach Wielkich. W klasztorze w Prudniku rozpoczęto prace adaptacyjne w związku z planowanym internowaniem w tym miejscu prymasa Stefana Wyszyńskiego[139].
  - 6 października do przejętego przez wojsko klasztoru w Prudniku-Lesie przewieziono prymasa Stefana Wyszyńskiego[139]. Podczas pobytu w Prudniku Wyszyński ukończył szereg opracowań religijnych, takich jak „Szkice na Rok Liturgiczny” oraz część „Listu do neoprezbiterów”, a także zaczął opracowywać Jasnogórskie Śluby Narodu Polskiego[140].
  - założono Wojskowy Klub Sportowy Kabewiak Prudnik[141].

- 1955
  - zlikwidowano Miejską Zawodową Straż Pożarną[142].
  - 28 października zakończył się okres internowania w Prudniku prymasa Stefana Wyszyńskiego w związku z przewiezieniem go do Komańczy[139].

- 1957
  - 7 stycznia franciszkanie powrócili do klasztoru w Prudniku[72].
  - 10 czerwca Okręgowa Spółdzielnia Mleczarska w Prudniku została reaktywowana[132].

- 1959

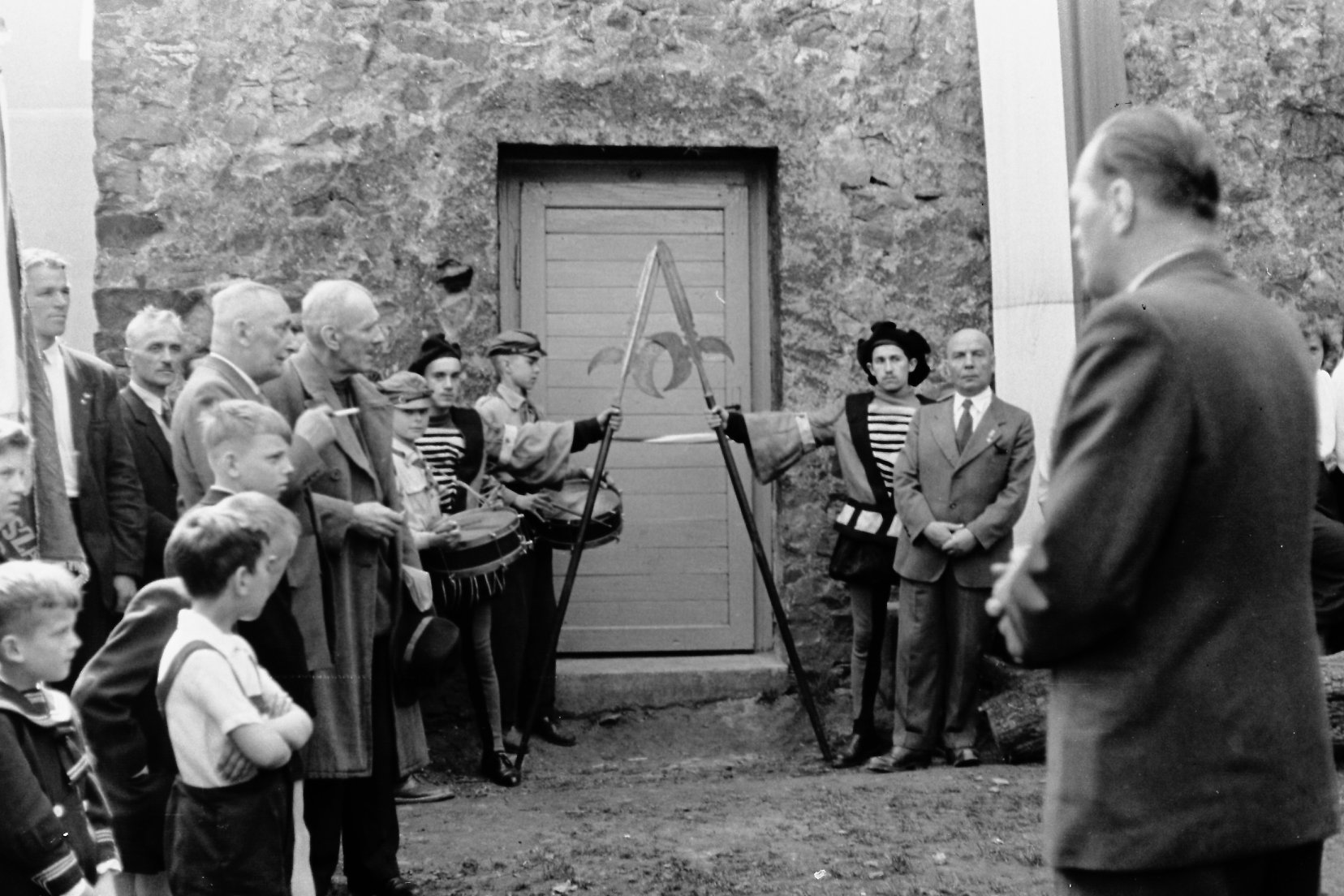
Otwarcie Muzeum Ziemi Prudnickiej

  - 10 maja działalność rozpoczęło Muzeum Ziemi Prudnickiej[143], powstałe z inicjatywy Józefa Wierzyńskiego[144].
  - utworzono Nadleśnictwo Prudnik[145].

- 1960
  - zbudowano stadion przy ulicy Włoskiej[146].

- 1962

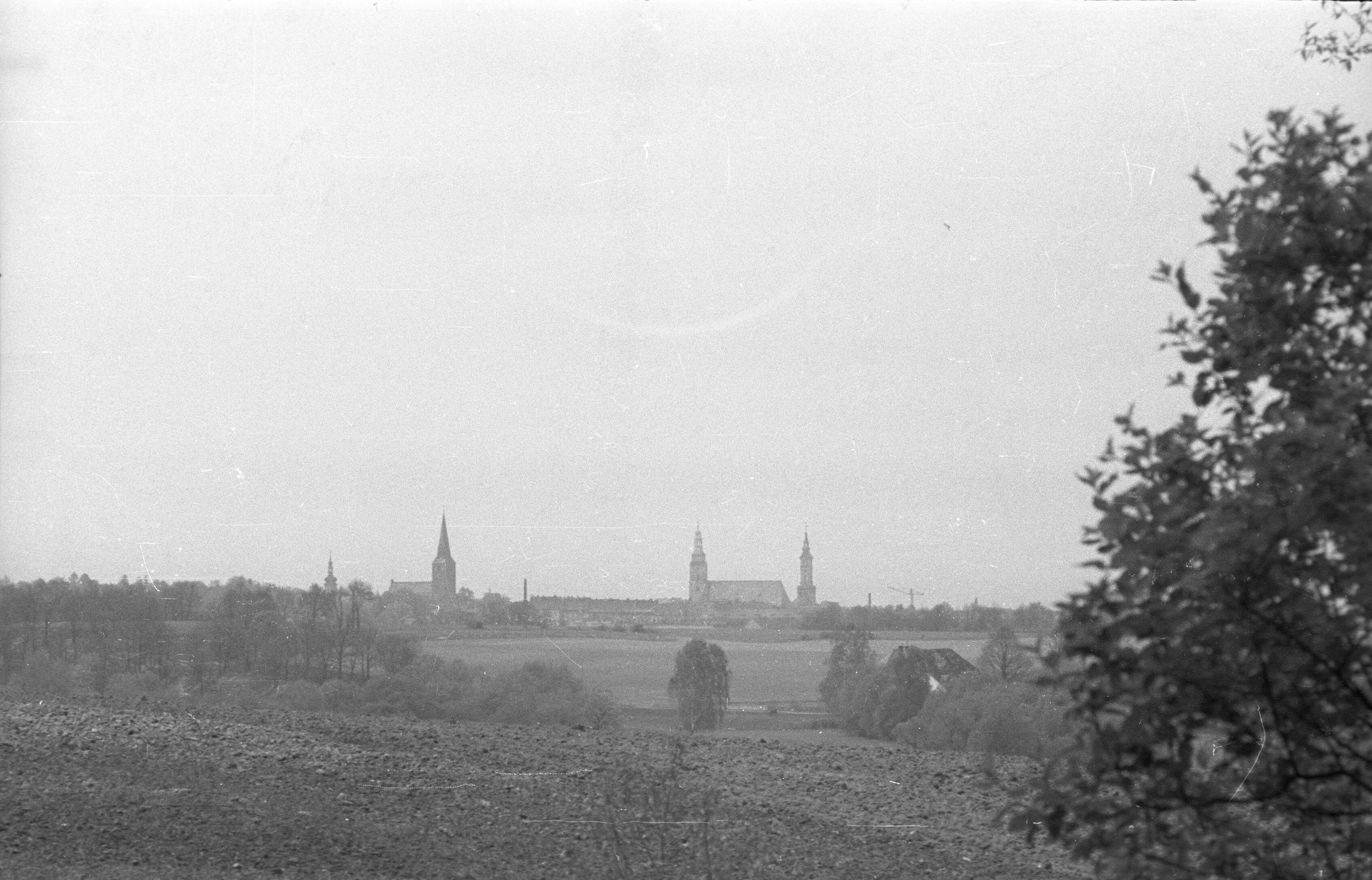
Panorama miasta

  - 12 października na terenie koszar w wyniku zaprószenia ognia przez żołnierzy wybuchł pożar na poddaszu bloku wojskowego, gdzie składowano broń i amunicję ćwiczebną. W gaszeniu pożaru brała udział straż z Prudnika i innych miejscowości województwa opolskiego, a także z czeskich Zlatých Hor[142].

- 1964
  - 4 czerwca został założony Ludowy Klub Sportowy Zarzewie Prudnik[147].
  - „Podział administracyjny województwa opolskiego według stanu na dzień 31 sierpnia 1964 r.” wymienia integralne części miasta: Chocim, Górka, Lipy, Młyn Czyżyka[148].
  - na południu miasta rozpoczęto budowę osiedla spółdzielczego Marcelego Nowotki (od 1990 osiedle Wyszyńskiego) na ponad 600 mieszkań[149].

- 1966

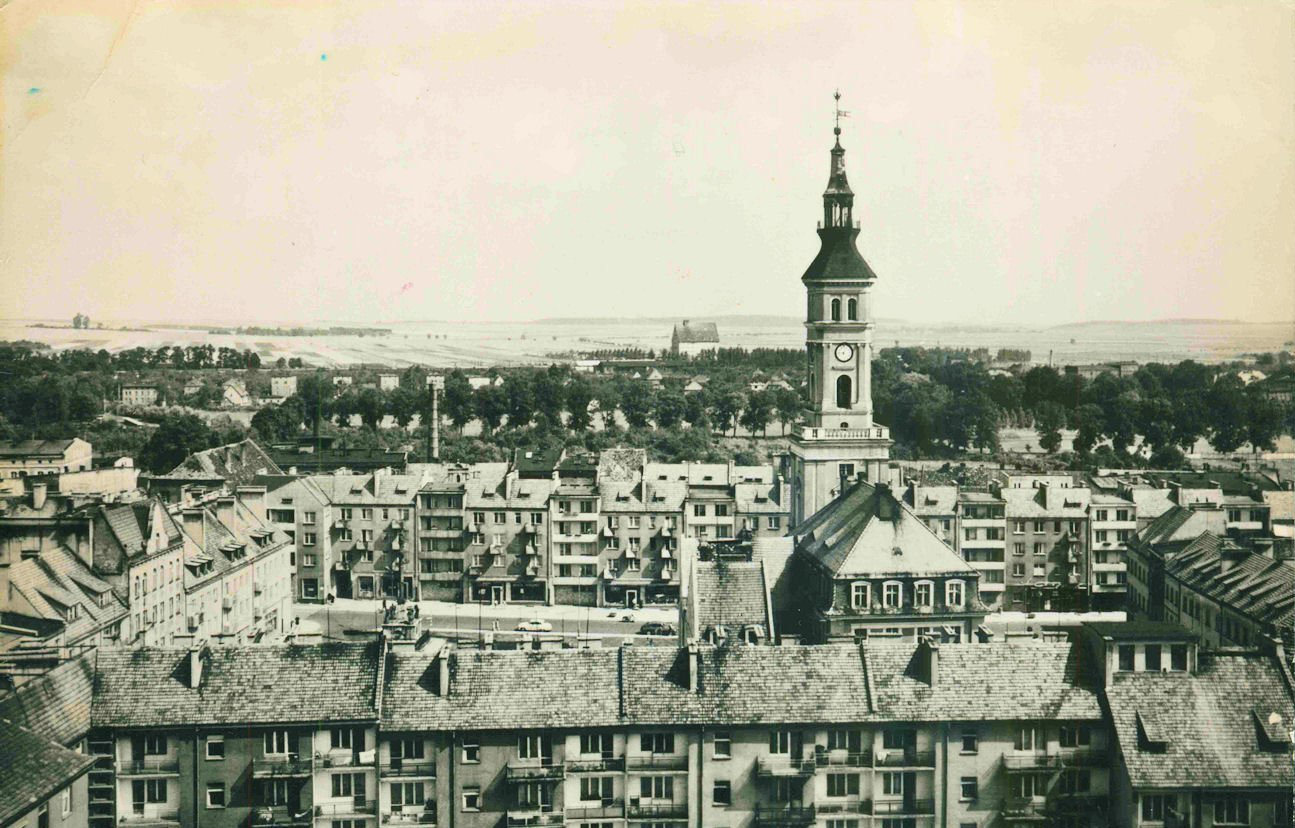
Widok na Rynek w Prudniku (1965)

  - 1 lipca reaktywowano Miejską Zawodową Straż Pożarną[142].

- 1968
  - w styczniu w Prudniku odbył się kurs dla młodzieży zielonoświątkowej okręgu opolskiego i wrocławskiego pod kierownictwem Mariana Suskiego[150].
  - 3 marca w Prudniku odbyły się Mistrzostwa Polski w kolarstwie przełajowym[151].
  - 1 lipca ze Stadniny Koni Moszna wydzielono Stadninę Koni Prudnik[152].

- 1969
  - rozebrano kościół ewangelicki[153].

- 1972
  - 1 lipca doszło do pożaru w Zakładzie Obuwia w Prudniku[142].

- 1975
  - w Prudniku odbyły się Mistrzostwa Polski w Łucznictwie.

- 1976
  - 2 września Prudnik był gospodarzem mety etapu wyścigu Tour de Pologne[154].

- 1977
  - 21 sierpnia w wyniku obfitych opadów deszczu Prudnik, Szybowice, Niemysłowice i Czyżowice nawiedziła powódź. Woda wystąpiła z koryta rzeki przy ul. Chrobrego i popłynęła ulicami Kolejową, Wiejską, Morcinka i Konopnickiej, wracając w koryto rzeki około pół kilometra dalej[155]. Fala wezbraniowa uszkodziła wiadukt kolejowy przy ul. Słowiczej[156]. Woda zalała tkalnię, farbiarnię i magazyny ZPB „Frotex”[155].

- 1978
  - w Prudniku rozpoczęła działalność firma Diversa, zajmująca się produkcją akwariów[157].

- 1980

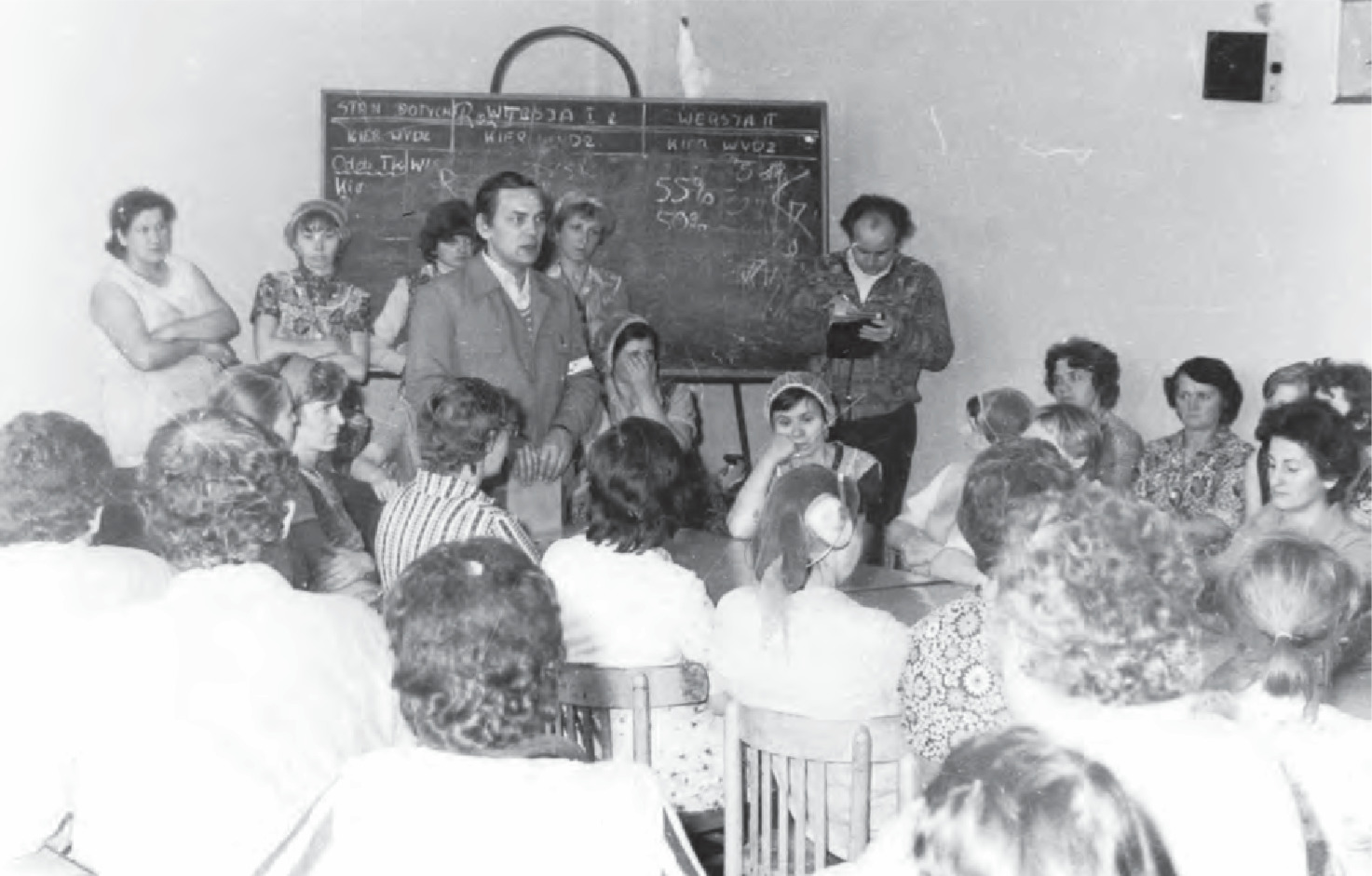
Strajk we „Frotexie”

  - 10 stycznia naczelnikiem miasta i gminy został Tadeusz Balcerkowski[158].
  - w Prudniku założony został zespół heavymetalowy Apex[159].
  - utworzono Przedsiębiorstwo Komunikacji Samochodowej w Prudniku[160].
  - od 2 do 3 września miała miejsce akcja strajkowa w spółdzielni kółek rolniczych w Prudniku[161].
  - 5 września w Zakładach Przemysłu Bawełnianego „Frotex” rozpoczęła się największa akcja protestacyjna w województwie opolskim. Strajkowało około 1500 osób. Przewodniczącym komitetu strajkowego został Włodzimierz Pucek[162].
  - 6 września około 200 pracowników rozpoczęło strajk w Zakładzie Obuwia w Prudniku. Tego samego dnia przerwały też pracę dwa zakłady blacharskie i zakład rymarsko-tapicerski w prudnickiej Spółdzielni Pracy Różnej Wytwórczości „Ogniwo”[163].
  - 8 września strajkowała załoga Spółdzielni Transportu Wiejskiego w Prudniku, a także Zakład Usług Telewizyjnych[163]. Do strajku we „Frotexie” dołączyła zawodowa Zakładowa Straż Pożarna[162].
  - 9 września doszło do strajków w Spółdzielni Kółek Rolniczych, Państwowym Ośrodku Maszynowym oraz Oddziale WSS „Społem” w Prudniku[163].
  - 10 września zawarto porozumienie pomiędzy zakładowym komitetem strajkowym a komisją złożoną z przedstawicieli Ministerstwa Przemysłu Lekkiego, Zjednoczenia Przemysłu Bawełnianego, Komitetu Miasta i Gminy PZPR oraz kierownictwa „Frotexu”, które zakończyło strajk w zakładzie[164]. Tego samego dnia rozpoczął się strajk w zakładzie nr 4 Opolskich Fabryk Mebli w Prudniku** 9 września doszło do strajków w Spółdzielni Kółek Rolniczych, Państwowym Ośrodku Maszynowym oraz Oddziale WSS „Społem” w Prudniku[163].
  - 16 września akcję strajkową podjęło 320 pracowników Spółdzielni „Pionier”[165].
  - 19 września zakończono akcję protestacyjną w Spółdzielni „Pionier”[165].
  - 8 listopada przedstawiciele zakładowych organizacji związkowych z Prudnika i okolicznych gmin powołali Międzyzakładowy Komitet Założycielski NSZZ „Solidarność” Ziemi Prudnickiej[166][164].

- 1981

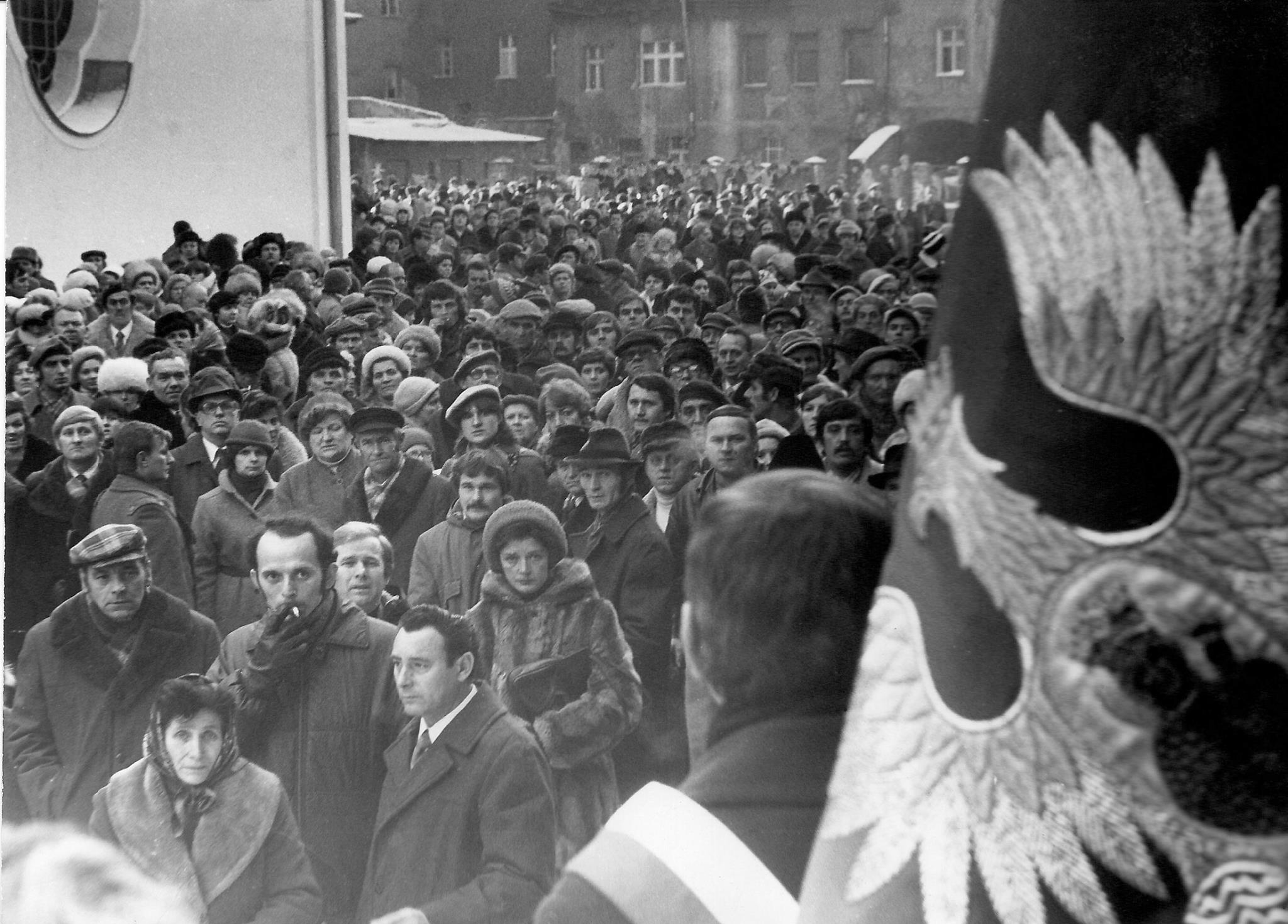
Antykomunistyczna demonstracja przed kościołem św. Michała Archanioła

  - 31 marca do Prudnika przeniesiono z Opola Międzyzakładowy Komitet Strajkowy oraz zespół redakcyjny opolskiej prasy solidarnościowej, czyniąc z Prudnika związkową stolicą województwa[167].
  - 3 maja w Parku Miejskim zorganizowano uroczystą mszę polową z okazji rocznicy uchwalenia Konstytucji 3 maja[168].
  - w nocy z 1 na 2 sierpnia pomnik Wdzięczności Armii Czerwonej na placu Wolności został oblany pomarańczową farbą[169].
  - 8 sierpnia 1200 pracowników „Frotexu” w czynie społecznym wyprodukowało białe ręczniki frotowe z logo „Solidarności”. Ręczniki te zostały rozprowadzone wśród uczestników I Krajowego Zjazdu Delegatów NSZZ „Solidarność” w Gdańsku[170].
  - 6 września w Prudniku odbył się festyn dla upamiętnienia pierwszej rocznicy strajku we „Frotexie”. Wzięło w nim udział około ośmiu tysięcy osób[170].
  - 13 grudnia wprowadzono w Polsce stan wojenny. Wśród osób internowanych znaleźli się mieszkańcy Prudnika: Józef Boski, Henryk Nowaczek, Włodzimierz Pucek, Jakub Forystek[171]. Pomimo zaistniałej sytuacji, w kościele św. Michała Archanioła w Prudniku odbyła się uroczystość poświęcenia przez biskupa Wacława Wyciska sztandaru dla zakładowej organizacji NSZZ „Solidarność” przy ZPB „Frotex” oraz tablicy upamiętniającej stoczniowców poległych w grudniu 1970. Po nabożeństwie uformował się pochód. Tłum odprowadził sztandar pod bramę ZPB „Frotex”, gdzie odśpiewano „Mazurek Dąbrowskiego”[172].

- 1982

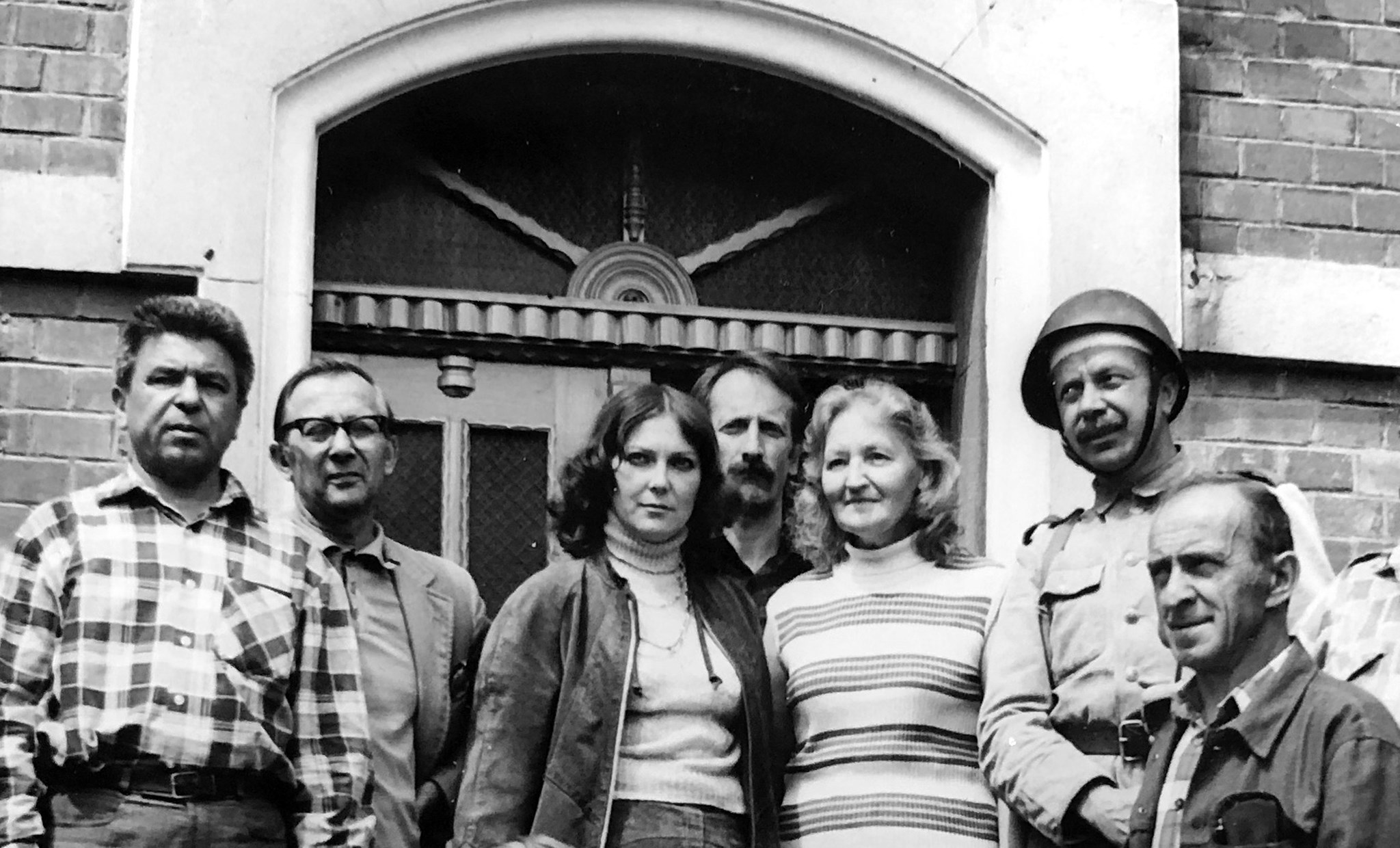
Obsada i twórcy filmu Kilka dni na ziemi niczyjej na planie w Prudniku

  - w maju zapadła decyzja o internowaniu osób z rejonu Prudnika, gdzie obserwowano „szczególnie wiele przejawów konspiracyjnej działalności związkowo-opozycyjnej”. Internowano dwóch pracowników „Frotexu”: Władysławę Ginter i Andrzeja Oko[173].
  - 30 sierpnia internowano Leopolda Okońskiego i (ponownie) Włodzimierza Pucka z Prudnika[174].
  - przy pałacu w Lipnie w Prudniku powstawały zdjęcia do filmu Kilka dni na ziemi niczyjej[175].
  - w Prudniku odbyły się Mistrzostwa Polski w Łucznictwie.

- 1983

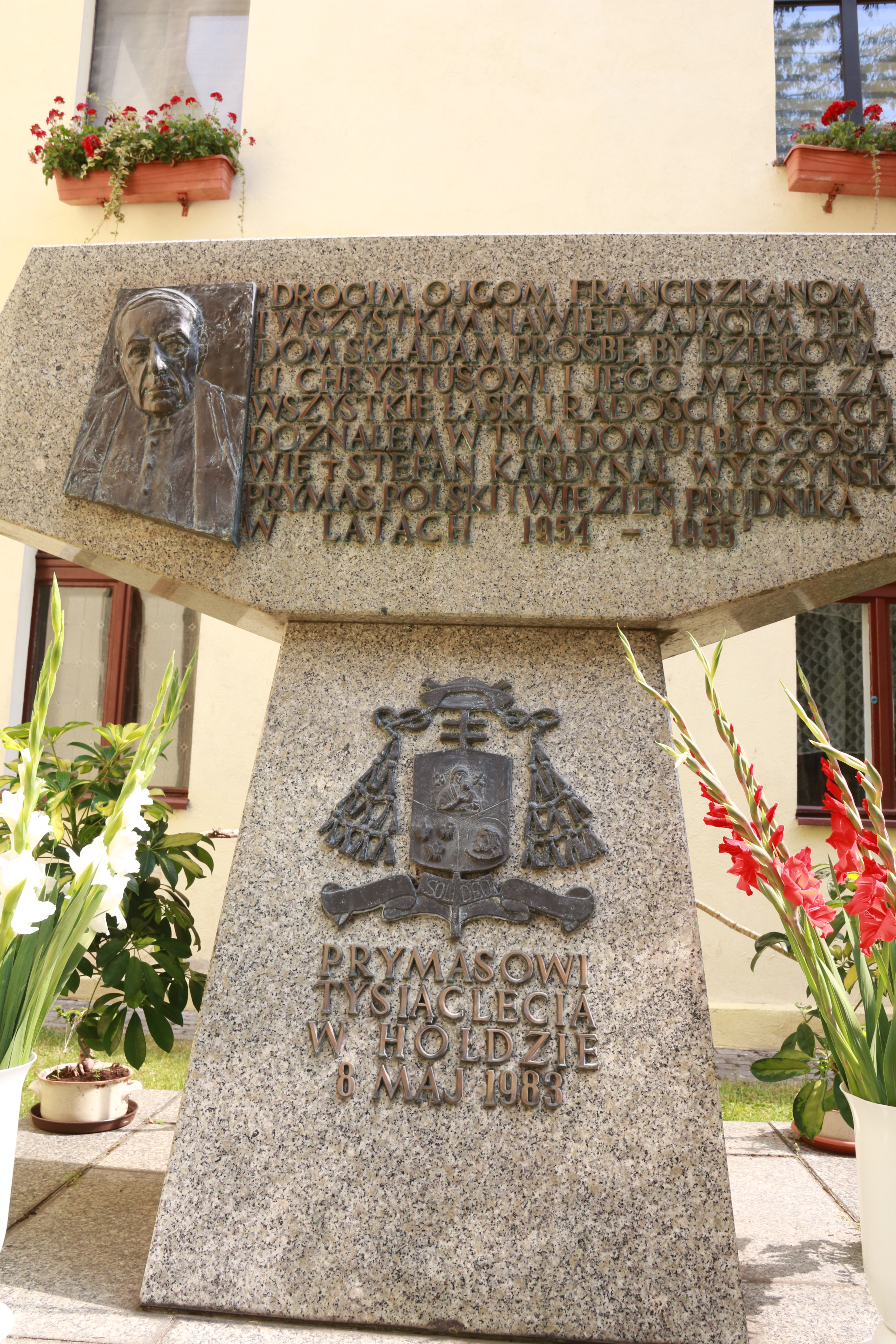
Pomnik z inskrypcją dziękczynną Stefana Wyszyńskiego

  - 8 maja odbyło się poświęcenie pomnika z inskrypcją dziękczynną Stefana Wyszyńskiego przed klasztorem franciszkanów w Prudniku. Dokonał tego ówczesny prymas Polski Józef Glemp w obecności abpa Henryka Gulbinowicza, bpa Alfonsa Nossola, bpa Wacława Wyciska, bpa Antoniego Adamiuka i bpa Jana Wieczorka[72].

- 1984
  - 28 maja rozpoczęła działalność komunikacja miejska w Prudniku[176]. Uruchomiono dwie linie autobusowe, obsługiwane przez PKS Prudnik[177].

- 1985
  - 3 lutego pomiędzy Dytmarowem i Prudnikiem doszło do zderzenia pociągu z ciągnikiem Rolniczej Spółdzielni Produkcyjnej. 2 osoby zginęły na miejscu, a 1 osoba została ciężko ranna (mężczyzna trafił w śpiączkę, zmarł kilka lat później)[178].
  - w nocy z 12 na 13 marca Jarosław Kuś i Maciej Niemas, uczniowie Zasadniczej Szkoły Zawodowej nr 1 w Prudniku, wybili szybę w siedzibie Komitetu Miejskiego PZPR, protestując w ten sposób przeciwko usuwaniu krzyży ze szkół i dezinformacji wokół śmierci Jerzego Popiełuszki[179].

- 1987
  - 29 listopada w referendum ogólnokrajowym wzięło udział 66,7% osób uprawnionych do głosowania w Prudniku[180].

- 1989
  - 8 lutego powołano Międzyzakładowy Komitet Organizacyjny NSZZ „Solidarność” dla miasta i gminy Prudnik[181]. Przewodniczącym organizacji został Czesław Dumkiewicz[182].
  - w kwietniu odbyły się pierwsze zawody w nowej hali widowiskowo-sportowej „Obuwnik” w Prudniku[183].
  - 4 września rozpoczęto budowę kościoła Miłosierdzia Bożego na Jasionowym Wzgórzu[184].
  - w Prudniku odbyły się Mistrzostwa Polski w Łucznictwie.
  - w północnej części miasta została wyznaczona Dzielnica Przemysłowa[185].

- 1991

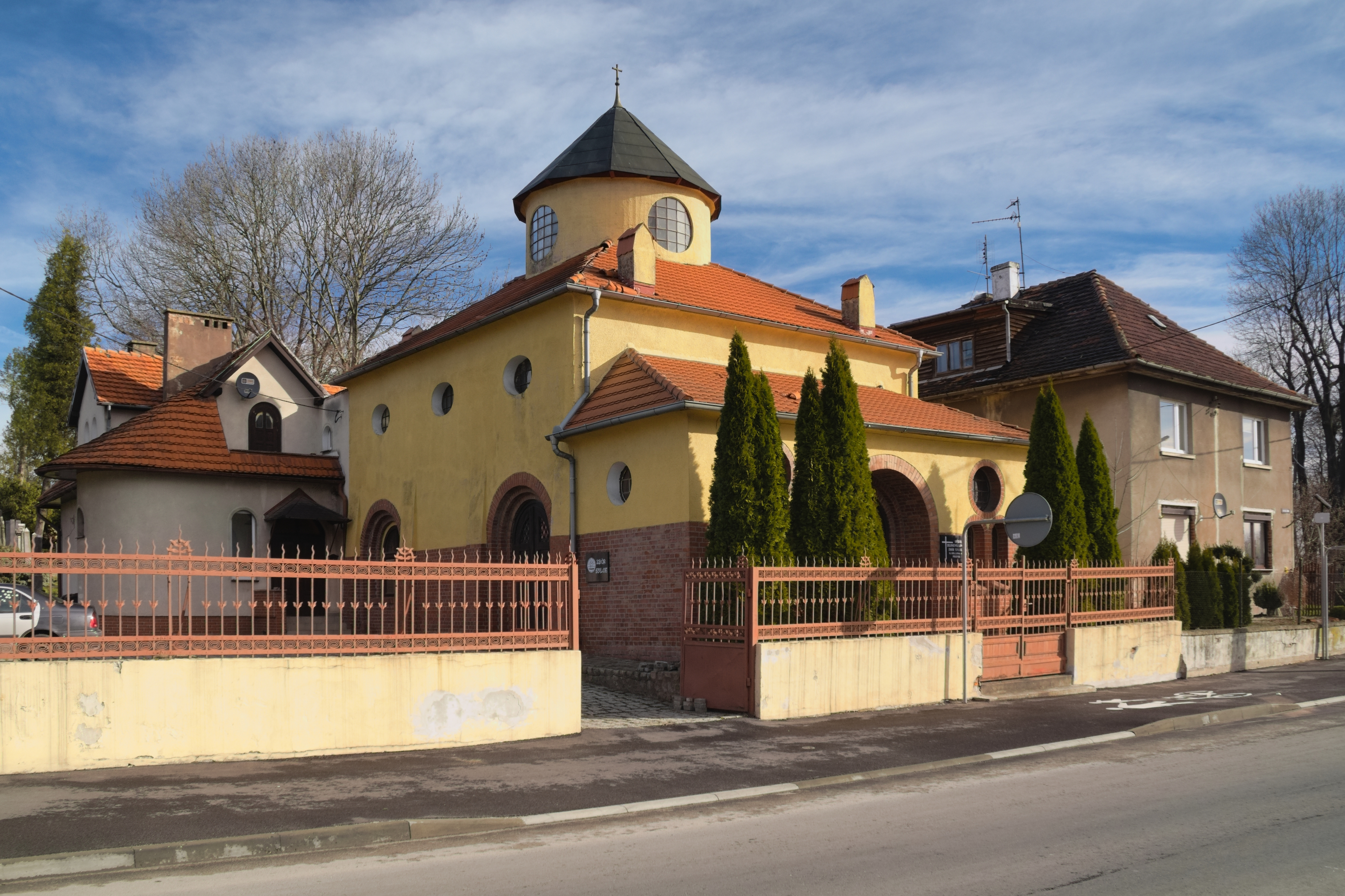
Zbór Kościoła Zielonoświątkowego „Syloe”

  - w Prudniku założono zespół punkowy Konflikt Psychiczny[186].
  - we wrześniu odbyło się pierwsze nabożeństwo w kościele Zboru Kościoła Zielonoświątkowego „Syloe” w Prudniku[137].

- 1993
  - zbudowano rurociąg do osiedla Zacisze[187].

- 1994
  - 7 września przez Prudnik przebiegała trasa wyścigu Tour de Pologne[188].

- 1996
  - 8 marca biskup Alfons Nossol podniósł kościół św. Józefa w Prudniku do rangi sanktuarium[72].
  - w Prudniku uruchomiono zakład Artech Polska, będący częścią francuskiej grupy Armor i zajmujący się on produkcją kaset do drukarek[189].
  - w sierpniu jeden z mieszkańców osiedla Zacisze wpuścił do gazociągu powietrze, chcąc przy pomocy sprężarki cofnąć licznik gazu. W ten sposób spowodował sytuację zagrażającą życiu kilkuset mieszkańców osiedla, gdyż przy zapowietrzeniu sieci próba zapalenia piecyka mogła wciągnąć ogień do sieci i spowodować wewnątrz wybuch. Stacja redukcyjna osiedla została wyłączona, a sieć odpowietrzona[190].

- 1997
  - 27 czerwca oddano do użytku miejską oczyszczalnię ścieków przy ul. Poniatowskiego[191].
  - 6 lipca rozpoczęła się powódź tysiąclecia. Prudnik był wówczas pierwszym polskim miastem, które zostało zalane. Woda zniosła kładkę dla pieszych na remontowanym moście na ul. Kościuszki. Zalane zostały ulice Kochanowskiego, Morcinka, Batorego, Powstańców Śląskich, Kolejowa i inne, a także liczne zakłady przemysłowe w mieście[192].
  - 7 lipca ewakuowano łącznie 192 osoby z zalanych budynków w Prudniku, Łące Prudnickiej i Moszczance[192].
  - 8 lipca Prudnik i okolice wizytował helikopterem premier Włodzimierz Cimoszewicz[192].
  - 12 lipca rozpoczął pracę zespół prowadzący inwentaryzację szkód powodziowych działający przy Urzędzie Miasta i Gminy w Prudniku[192]. Straty w gminie Prudnik oszacowano na 8,6 miliona złotych (86 miliardów „starych” złotych)[193]. Zalane zostały 102 budynki, 836 ha gruntów rolnych, 119 domów jednorodzinnych, 3 obiekty sportowe, 3 przedszkola, 4 budynki szkolne, 17 budynków produkcyjnych, a liczbę poszkodowanych wyznaczono na 2425 osób[194].
  - 20 lipca Prudnik otrzymał dla rodzin poszkodowanych w powodzi 5 ton darów z Jasła, w tym artykuły spożywcze i środki czystości. Władze Jasła zorganizowały na własny koszt kolonie dla stu dzieci z Prudnika i okolic[192].

- 1989
  - powódź w Prudniku[57].

- 1990
  - w przeprowadzonych 27 maja wyborach samorządowych do Rady Miejskiej w Prudniku zwyciężył Komitet Obywatelski „Solidarność”. Na urząd burmistrza wybrany został Jan Roszkowski[195].
  - 2 września został wydany pierwszy numer gazety „Tygodnik Prudnicki”[196].
  - w grudniu 1990 redakcja „Tygodnika Prudnickiego” założyła Spółkę Wydawniczą „Aneks”[197].

- 1994
  - w przeprowadzonych 19 czerwca wyborach samorządowych do Rady Miejskiej w Prudniku zwyciężyła Unia Wolności. Na urząd burmistrza wybrany został Jan Roszkowski[198].

- 1998
  - Spółdzielnia Pracy Różnej Wytwórczości i Usług „Ogniwo” w Prudniku została postawiona w stan likwidacji[199].
  - swój zakład w Prudniku otworzyła niemiecka firma Bardusch, zajmująca się serwisowaniem i wynajmowaniem odzieży roboczej dla firm przemysłu spożywczego, ciężkiego, elektronicznego, chemicznego oraz koncernów motoryzacyjnych[200].
  - w przeprowadzonych 11 października wyborach samorządowych do Rady Miejskiej w Prudniku zwyciężyła Akcja Wyborcza Solidarność. Na urząd burmistrza wybrany został Zenon Kowalczyk (Sojusz Lewicy Demokratycznej)[201].

- 1999

Powiat prudnicki

  - 1 stycznia wprowadzono 3-stopniową strukturę podziału terytorialnego Polski. Prudnik ponownie stał się siedzibą powiatu prudnickiego[202].
  - 2 sierpnia erygowano parafię pod wezwaniem Miłosierdzia Bożego w Prudniku[184].
  - 21 sierpnia dominikanie opuścili Prudnik[203].

## XXI wiek
- 2000
  - zbudowano oddział firmy Steinpol Central Services, należącej do Steinhoff International Holdings i zajmującej się produkcją mebli tapicerowanych[204].

- 2001
  - 26 sierpnia Prudnik ponownie wizytował kardynał Józef Glemp[72].

- 2002
  - 21 sierpnia miasto wizytował ambasador Izraela w Polsce Szewach Weiss[205].
  - w Prudniku powstał Prudnicki Związek Przyjaciół „Rejsu” (PZPR) prowadzony przez licealistów, do którego dołączyło ok. 250 osób[206].
  - w przeprowadzonych 27 października wyborach samorządowych do Rady Miejskiej w Prudniku zwyciężył Sojusz Lewicy Demokratycznej. Na urząd burmistrza wybrany został Zenon Kowalczyk (Sojusz Lewicy Demokratycznej)[207].

- 2003
  - 27 kwietnia Ośrodek Badań Wyborczych zorganizował w Prudniku prareferendum w sprawie przystąpienia Polski do Unii Europejskiej, traktowane jako „próba generalna” przed prawdziwym referendum w czerwcu[208]. 81% głosujących mieszkańców opowiedziało się za wejściem do Unii. Wyniki prareferendum w Prudniku analizowały ogólnopolskie media[209].

- 2004
  - w marcu Prudnickie Zakłady Obuwia „Primus” zostały postawione w stan upadłości likwidacyjnej[210].
  - w Prudniku założono zespół rockowy i metalowy Amaryllis[211].
  - od 9 do 12 września w Prudniku odbyły się Mistrzostwa Polski w Łucznictwie.

- 2006
  - 30 września biskup Alfons Nossol poświęcił kościół Miłosierdzia Bożego na Jasionowym Wzgórzu[184].
  - w przeprowadzonych 12 listopada wyborach samorządowych do Rady Miejskiej w Prudniku zwyciężyła Platforma Obywatelska. Na urząd burmistrza wybrany został Franciszek Fejdych (Platforma Obywatelska)[212].

- 2007
  - powódź w Prudniku[57].
  - zakończył się proces likwidacji Prudnickich Zakładów Obuwia „Primus“[210].
  - gmina Prudnik sprywatyzowała spólkę Torkonstal, zajmującą się produkcją pojemników i kontenerów metalowych[213].

- 2008

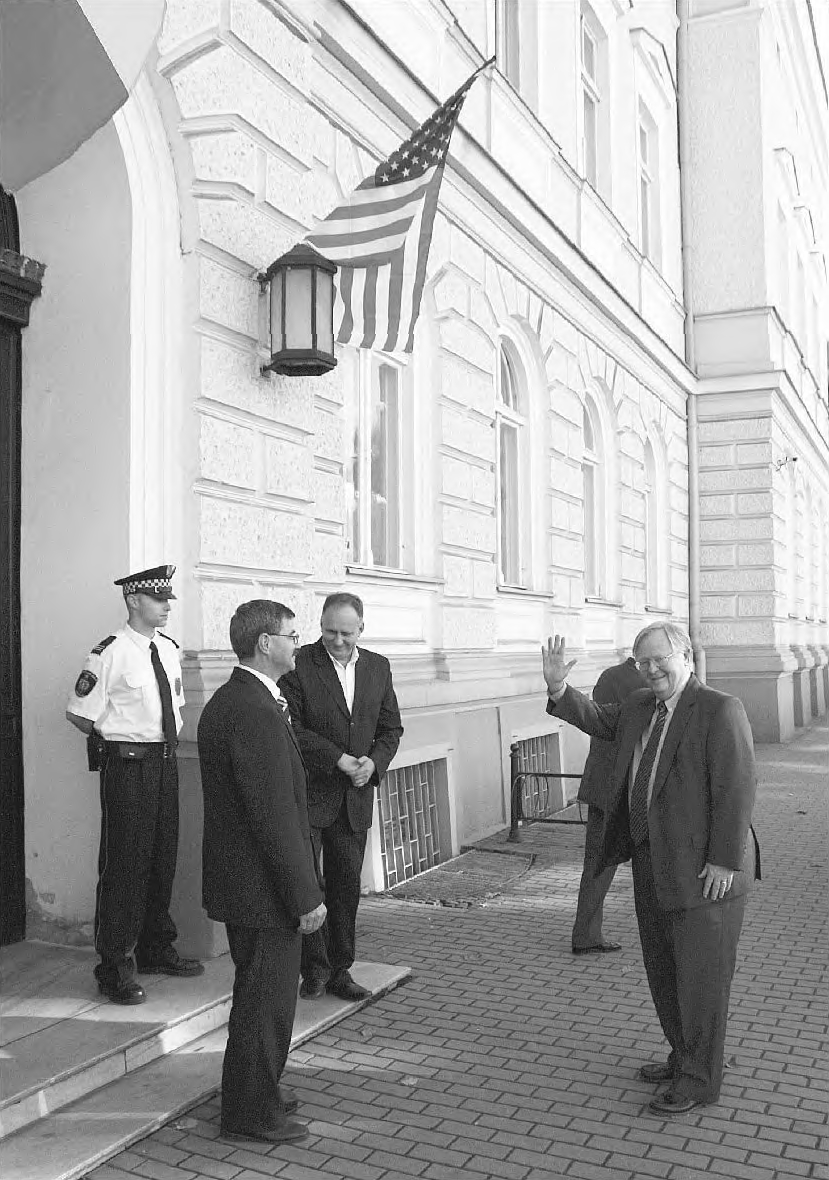
Ambasador USA Victor Ashe w Prudniku

  - 13 października Prudnik wizytował ambasador Stanów Zjednoczonych w Polsce Victor Ashe[214].

- 2009
  - 15 maja oddano do użytku nowy budynek Komendy Powiatowej Policji na Jasionowym Wzgórzu[215].

- 2010
  - 31 marca Zakłady Przemysłu Bawełnianego „Frotex” zostały postawione w stan upadłości likwidacyjnej, a syndyk rozpoczął wyprzedaż majątku firmy[216].
  - 2 czerwca woda zalała wsie w okolicy Prudnika. Na terenie miasta poziom rzeki Prudnik podniósł się do 3 metrów, jednak woda nie wylała się poza koryto[217].
  - w przeprowadzonych 21 listopada wyborach samorządowych do Rady Miejskiej w Prudniku zwyciężyła Platforma Obywatelska. Na urząd burmistrza wybrany został Franciszek Fejdych (Platforma Obywatelska)[218].

- 2011
  - 10 listopada utworzono Szkolne Schronisko Młodzieżowe „Dąbrówka” w Prudniku z filią „U Króla Gór Opawskich” w Wieszczynie.

- 2012

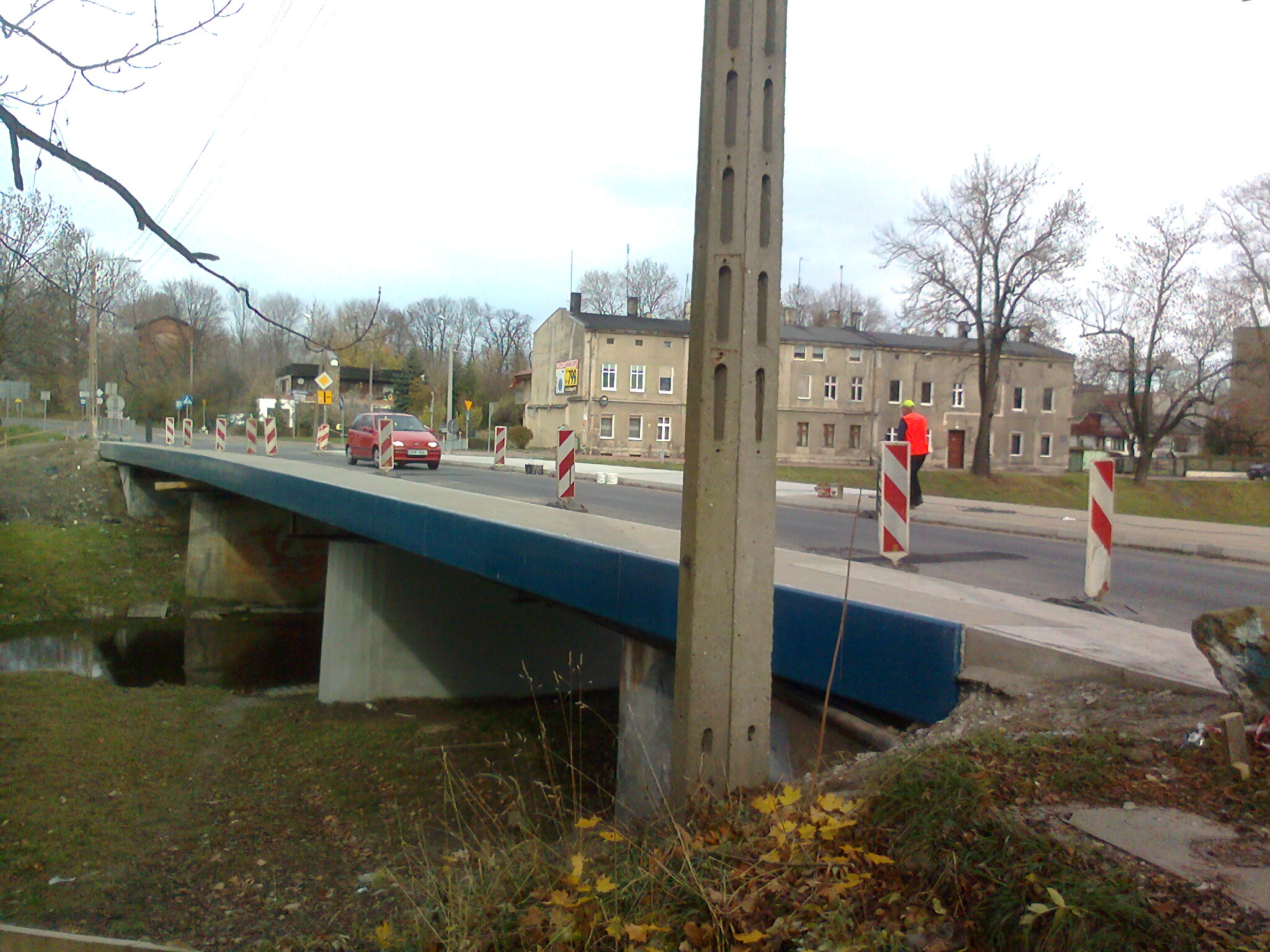
Remont mostu na ul. Nyskiej

  - 11 lipca przez Prudnik przebiegała trasa wyścigu Tour de Pologne[219].
  - w listopadzie przeprowadzono remont mostu na ulicy Nyskiej[220].

- 2013
  - 14 marca został wydany pierwszy numer „Gazety Prudnik24”[221].
  - 19 maja w sanktuarium św. Józefa w Prudniku gościł nuncjusz apostolski w Polsce Celestino Migliore[72].
  - przy ul. Skowrońskiego zbudowany został pasaż handlowo-usługowy „Czerwona Torebka”[222].
  - 18 czerwca oddano do użytku Kompleks Sportowy im. Tradycji Pogoni Lwów i Polonii Bytom przy ul. Kościuszki. W uroczystości wzięły udział m.in. delegacje Pogoni Lwów i Polonii Bytom oraz reprezentant Polski Lukas Klemenz[223].

- 2014

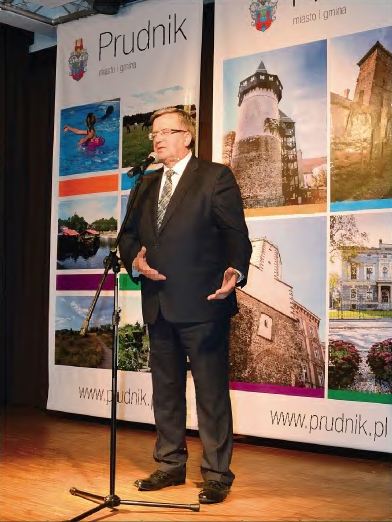
Prezydent Bronisław Komorowski w Prudniku

  - 14 maja miasto wizytował prezydent Polski Bronisław Komorowski[224].
  - 5 lipca zakończył się proces likwidacji Zakładów Przemysłu Bawełnianego „Frotex”[225].
  - do Prudnika przeniosła się firma Furnika, produkująca oświetlenie LED do mebli[226].
  - 21 września w Prudniku odbyła się 1. edycja wyścigu kolarskiego Memoriał Stanisława Szozdy[227].
  - w przeprowadzonych 16 listopada wyborach samorządowych do Rady Miejskiej w Prudniku zwyciężyła Platforma Obywatelska. Na urząd burmistrza wybrany został Franciszek Fejdych (Platforma Obywatelska)[228].

- 2015
  - 15 marca w ramach kampanii wyborczej w 2015 miasto odwiedził późniejszy prezydent Polski Andrzej Duda[229].
  - 20 czerwca Prudnik przystąpił do Międzynarodowego Stowarzyszenia Miast Dobrego Życia Cittàslow[230].
  - 29 sierpnia w Prudniku odbyła się 2. edycja wyścigu kolarskiego Memoriał Stanisława Szozdy[231].

- 2016

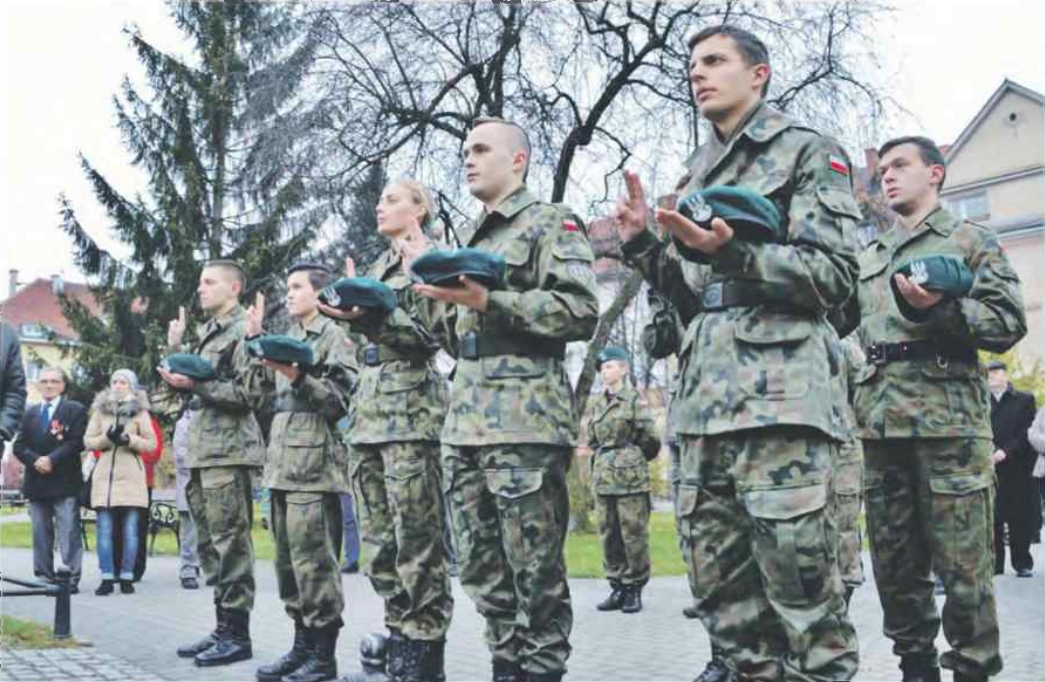
JS 3070 ZS „Strzelec” OSW

  - powołano Prudnicką Jednostkę Strzelecką 3070 Związku Strzeleckiego „Strzelec” Organizacji Społeczno-Wychowawczej[232].
  - we wrześniu w zachodnich halach po ZPB „Frotex” rozpoczął działalność amerykański koncern Henniges Automotive (dostawca uszczelek i komponentów amortyzujących drgania)[233].
  - 25 września w Prudniku odbyła się 3. edycja wyścigu kolarskiego Memoriał Stanisława Szozdy[234].

- 2017
  - 10 września w Prudniku odbyła się 4. edycja wyścigu kolarskiego Memoriał Stanisława Szozdy[235].
  - 10 grudnia na pograniczu polsko-czeskim odnotowano naturalne trzęsienie ziemi. Odczuli je mieszkańcy Prudnika[236].

- 2018

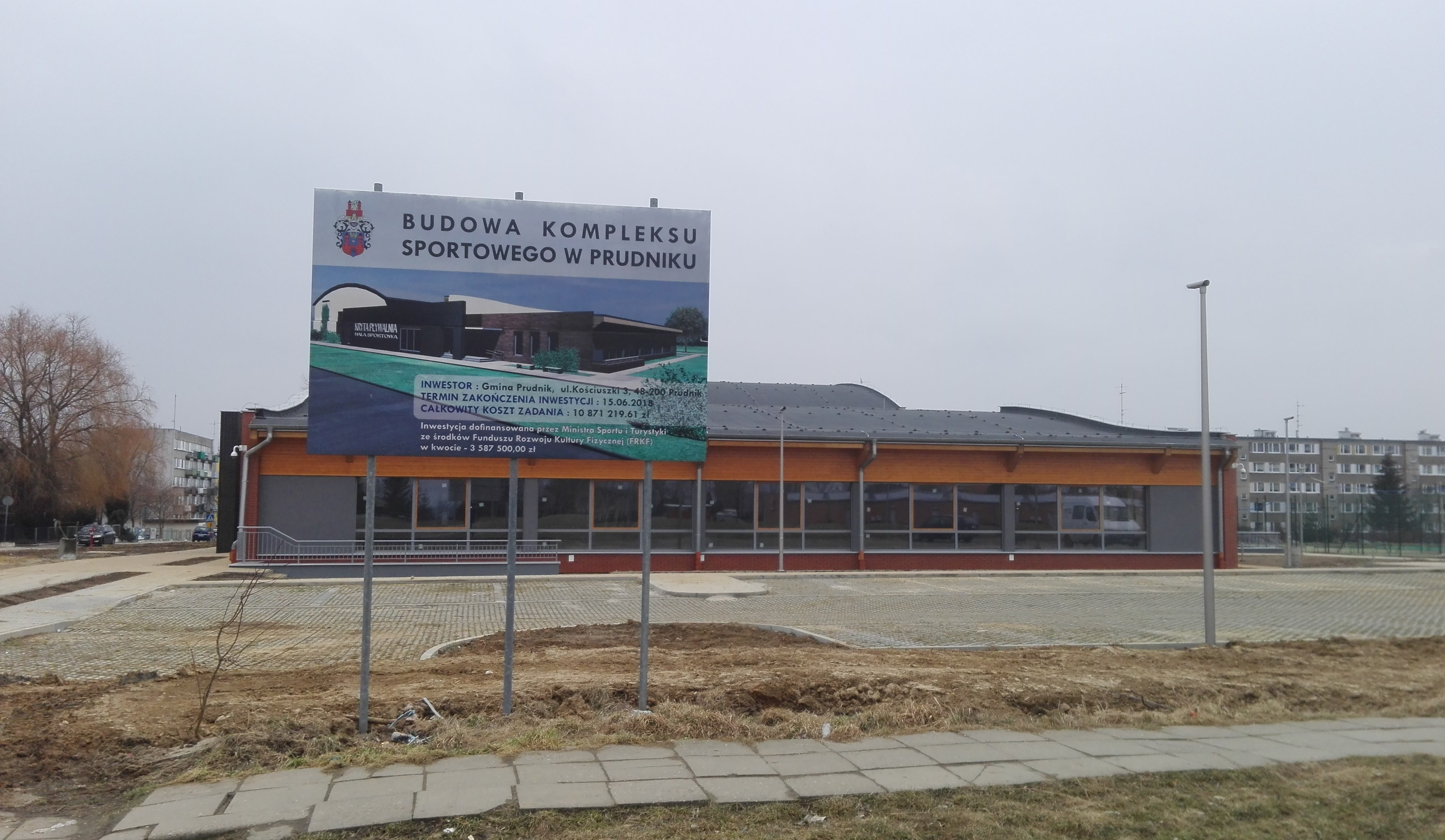
Budowa Kompleksu Sportowego „Sójka”

  - 9 września w Prudniku odbyła się 5. edycja wyścigu kolarskiego Memoriał Stanisława Szozdy[237].
  - 29 września otwarto Kompleks Sportowy „Sójka” na Jasionowym Wzgórzu[238].
  - w przeprowadzonych 21 października wyborach samorządowych do Rady Miejskiej w Prudniku zwyciężyło Prawo i Sprawiedliwość. Na urząd burmistrza wybrany został Grzegorz Zawiślak (KWW „Prudniczanie”)[239].

- 2019
  - 23 marca w Prudniku odbyły się 1. Międzynarodowe Mistrzostwa Polski w Półmaratonie Górskim Nordic Walking[240].
  - 8 września w Prudniku odbyła się 6. edycja wyścigu kolarskiego Memoriał Stanisława Szozdy[241].

- 2020

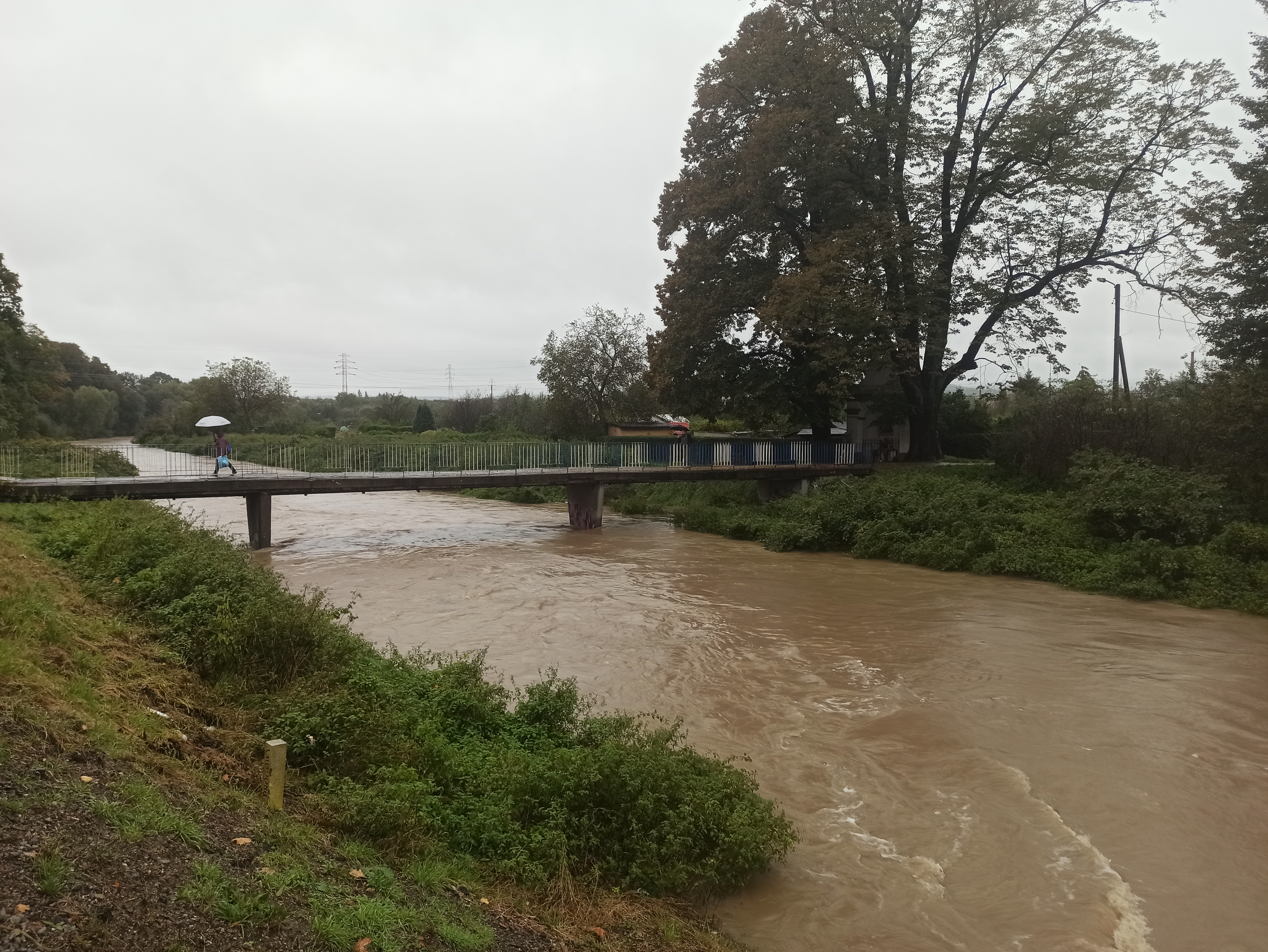
Podniesiony poziom rzeki Prudnik

  - 12 lutego ogłoszono żałobę na terenie miasta w związku z pogrzebem rodziny Sucheckich, która tydzień wcześniej zginęła w wypadku samochodowym w Ligocie Prószkowskiej[242]. Na znak żałoby na budynku Urzędu Miejskiego wywieszono flagi miejskie z kirem, a burmistrz zaapelował do mieszkańców o odwołanie w tym dniu imprez o charakterze rozrywkowym[243].
  - 21 marca w Prudniku odbyły się 2. Międzynarodowe Mistrzostwa Polski w Półmaratonie Górskim Nordic Walking[244].
  - 20 września w Prudniku odbyła się 7. edycja wyścigu kolarskiego Memoriał Stanisława Szozdy[245].
  - 13 października na wodowskazie w Prudniku został przekroczony stan alarmowy. Wojewoda opolski ogłosił alarm przeciwpowodziowy na terenie powiatu prudnickiego. Rzeka wylała w rejonie Skrzypca i Dytmarowa[246].
  - 18 grudnia wyznaczono na terenie gmin Prudnik i Głuchołazy aglomerację Prudnik o równoważnej liczbie mieszkańców 30667 oraz zlokalizowaną na terenie miejscowości: Prudnik, Chocim, Dębowiec, Jarnołtówek, Łąka Prudnicka, Moszczanka, Niemysłowice, Pokrzywna[247].

- 2021

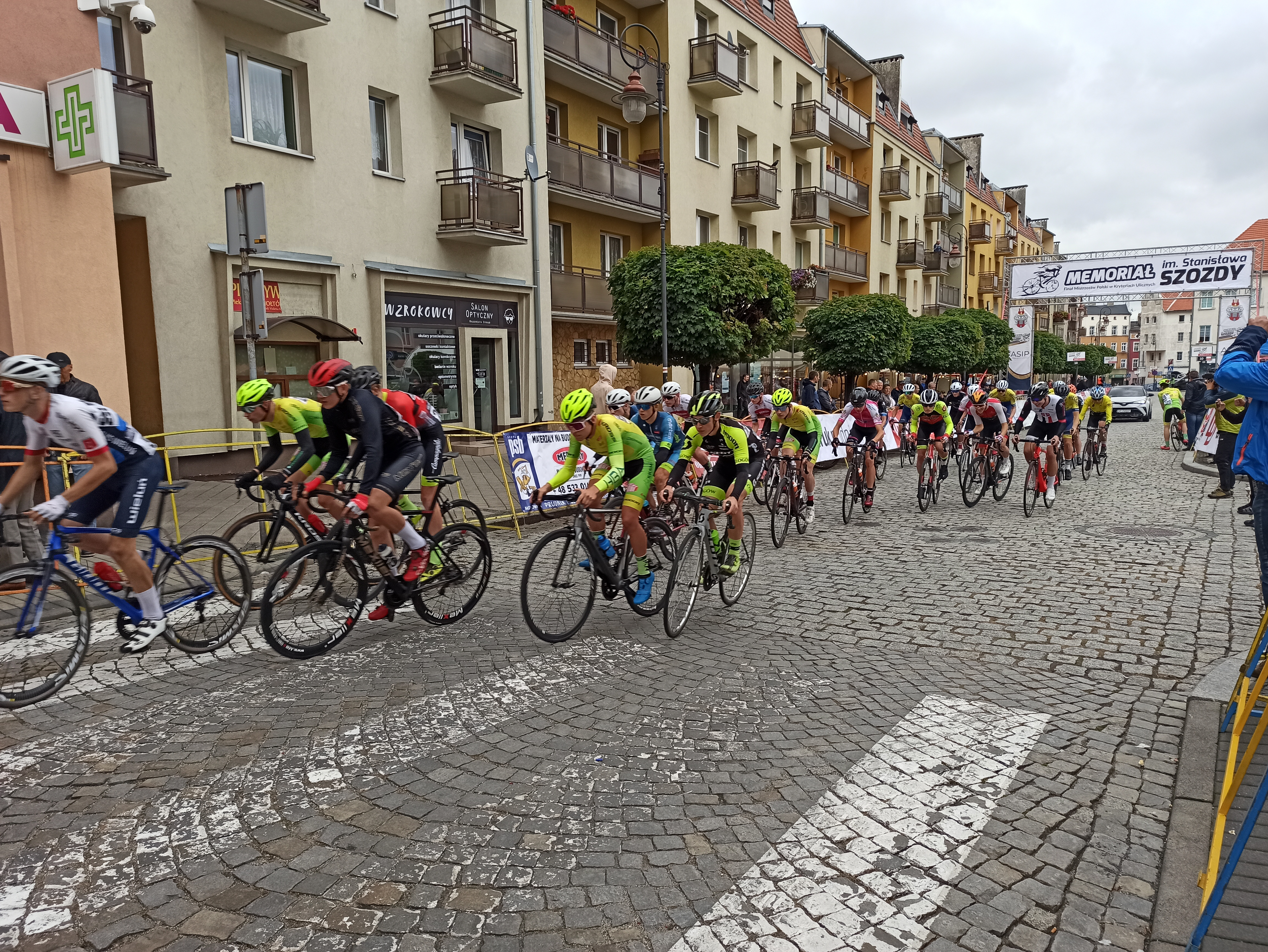
8. edycja Memoriału Stanisława Szozdy

  - 26 czerwca w Prudniku odbyły się 3. Międzynarodowe Mistrzostwa Polski w Półmaratonie Górskim Nordic Walking[248].
  - 19 września Stefan Wyszyński został ogłoszony patronem miasta i gminy Prudnik[249].
  - 19 września w Prudniku odbyła się 8. edycja wyścigu kolarskiego Memoriał Stanisława Szozdy[250].
  - 28 października na obrzeżach Prudnika otwarto centrum handlowe Premium Park[251].

- 2022

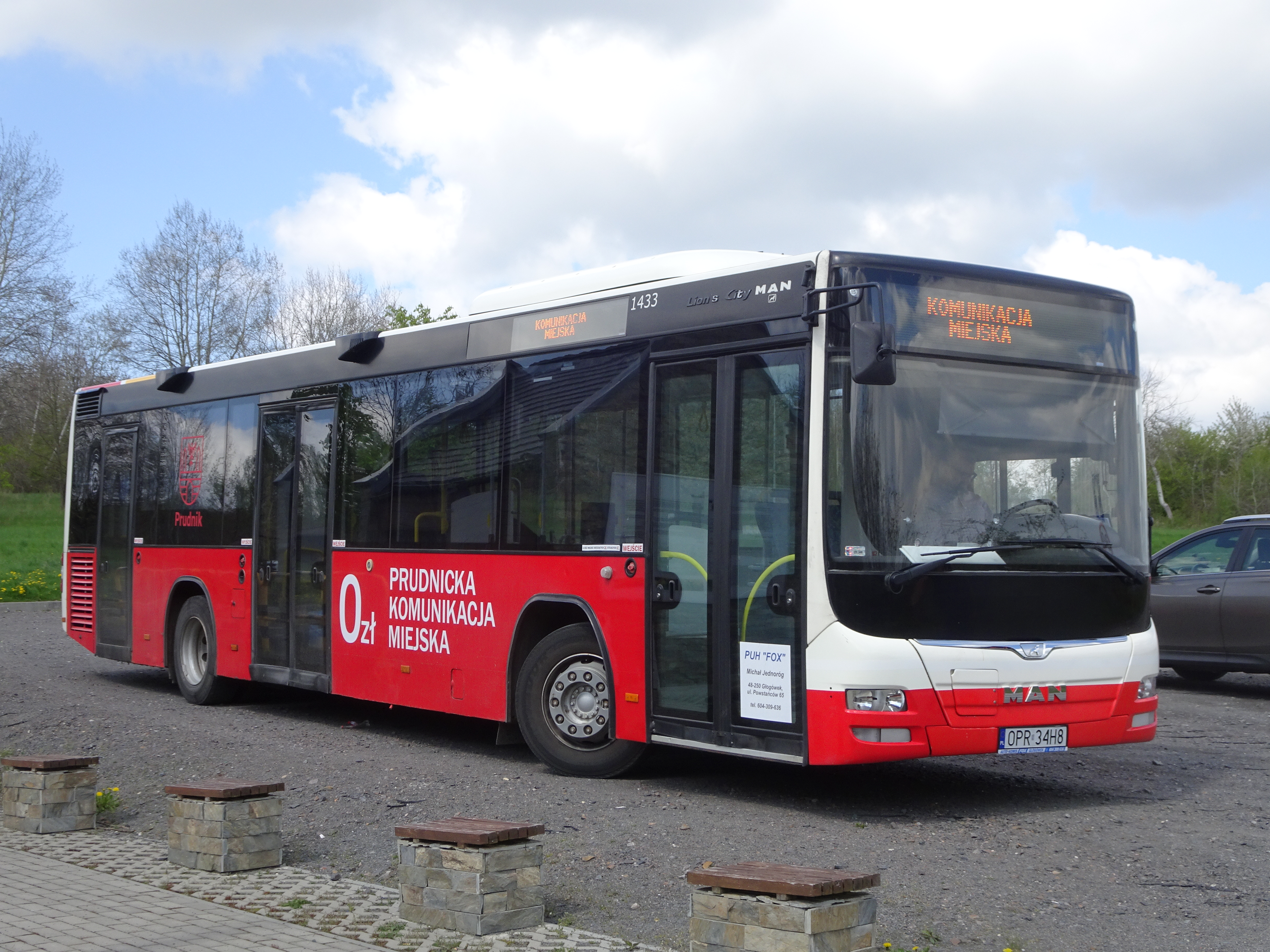
Autobus bezpłatnej komunikacji miejskiej

  - od 1 stycznia komunikacja miejska w Prudniku została ustanowiona bezpłatną dla pasażerów[252].
  - 26 marca w Prudniku odbyły się 4. Międzynarodowe Mistrzostwa Polski w Półmaratonie Górskim Nordic Walking[253].
  - 7 lipca w Parku Miejskim odsłonięto ułożone na chodniku płyty z cytatami utworów poetyckich, które utworzyły „Prudnicką Aleję Słowa”. Na płytach znalazły się cytaty autorstwa Danieli Długosz-Pency, Zofii Kulig, Wojciecha Ossolińskiego i Františka Všetički(inne języki)[254].
  - 8 września w Prudniku odbyła się 9. edycja wyścigu kolarskiego Memoriał Stanisława Szozdy[255].
  - 6 listopada odsłonięto makiety zniszczonych obiektów sakralnych w Prudniku: synagogi, kościoła ewangelickiego i klasztoru kapucynów[256].

- 2023

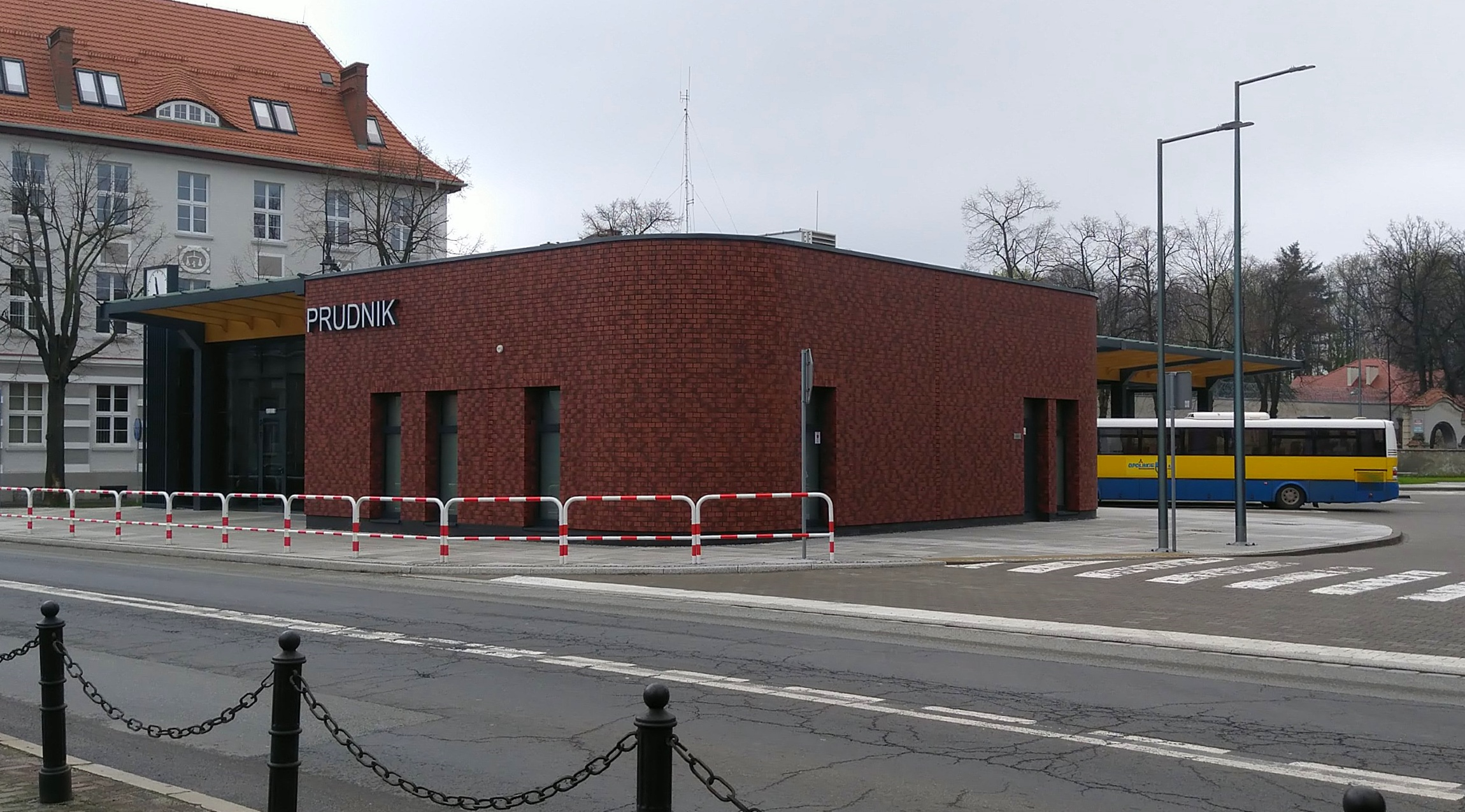
Centrum przesiadkowe przy ul. Kościuszki

  - 11 stycznia Sąd Rejonowy w Opolu ogłosił opadłość Okręgowej Spółdzielni Mleczarskiej w Prudniku[257].
  - 1 marca oddano do użytku centrum przesiadkowe przy ul. Kościuszki[258].
  - 13 marca wyburzono budynki dawnej remizy strażackiej przy ul. Wiejskiej 1[259].
  - w marcu w Prudniku powstawały zdjęcia do filmów Konopacka. Walka o złoto i W szachu. Ostatnia rozgrywka[260].
  - 25 marca w Prudniku odbyły się 5. Międzynarodowe Mistrzostwa Polski w Półmaratonie Górskim Nordic Walking[261].
  - 10 września w Prudniku odbyła się 10. edycja wyścigu kolarskiego Memoriał Stanisława Szozdy[262].

- 2024

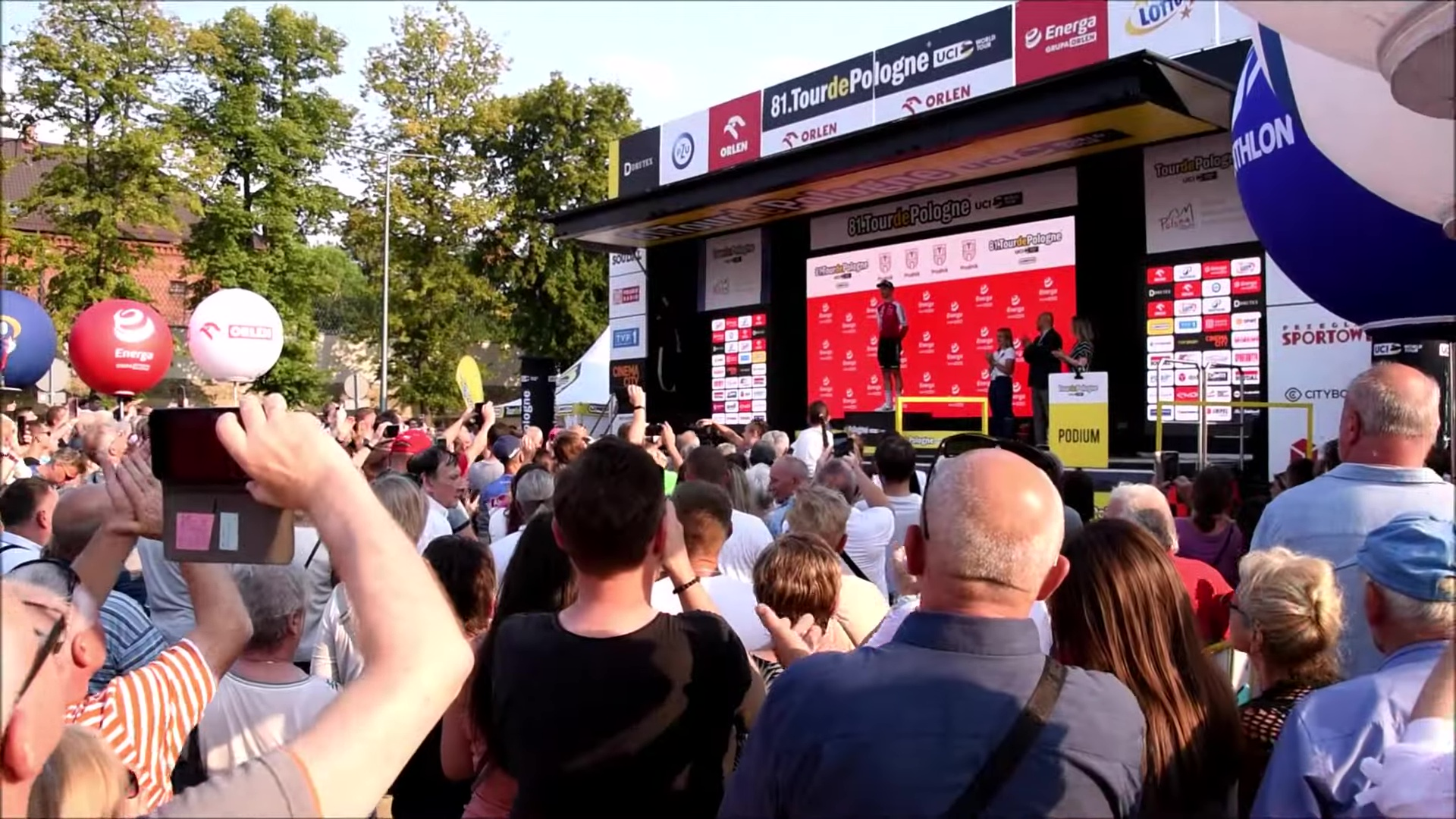
Tour de Pologne w Prudniku

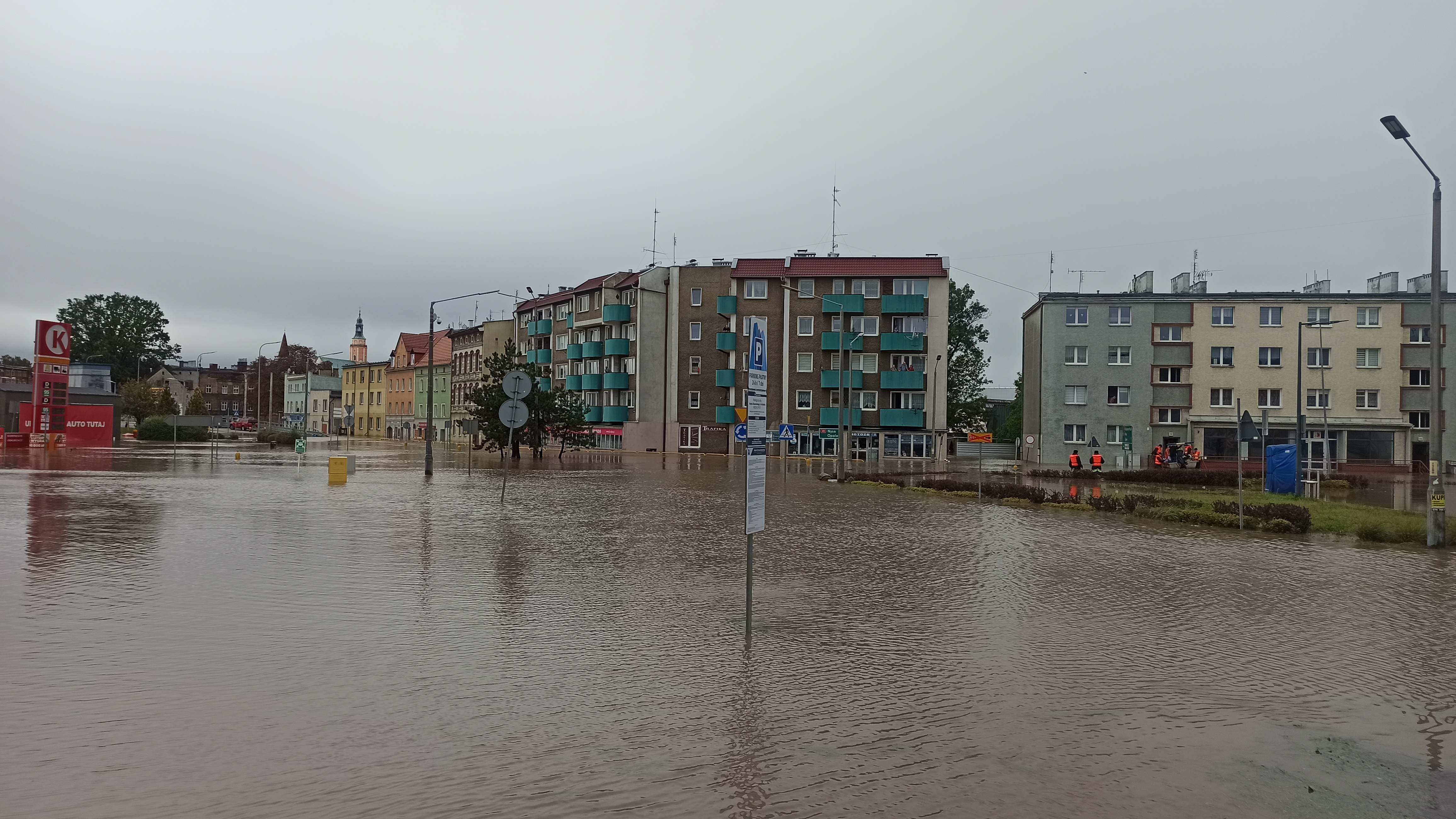
Zalany rejon ronda Żołnierzy Wyklętych podczas powodzi w 2024

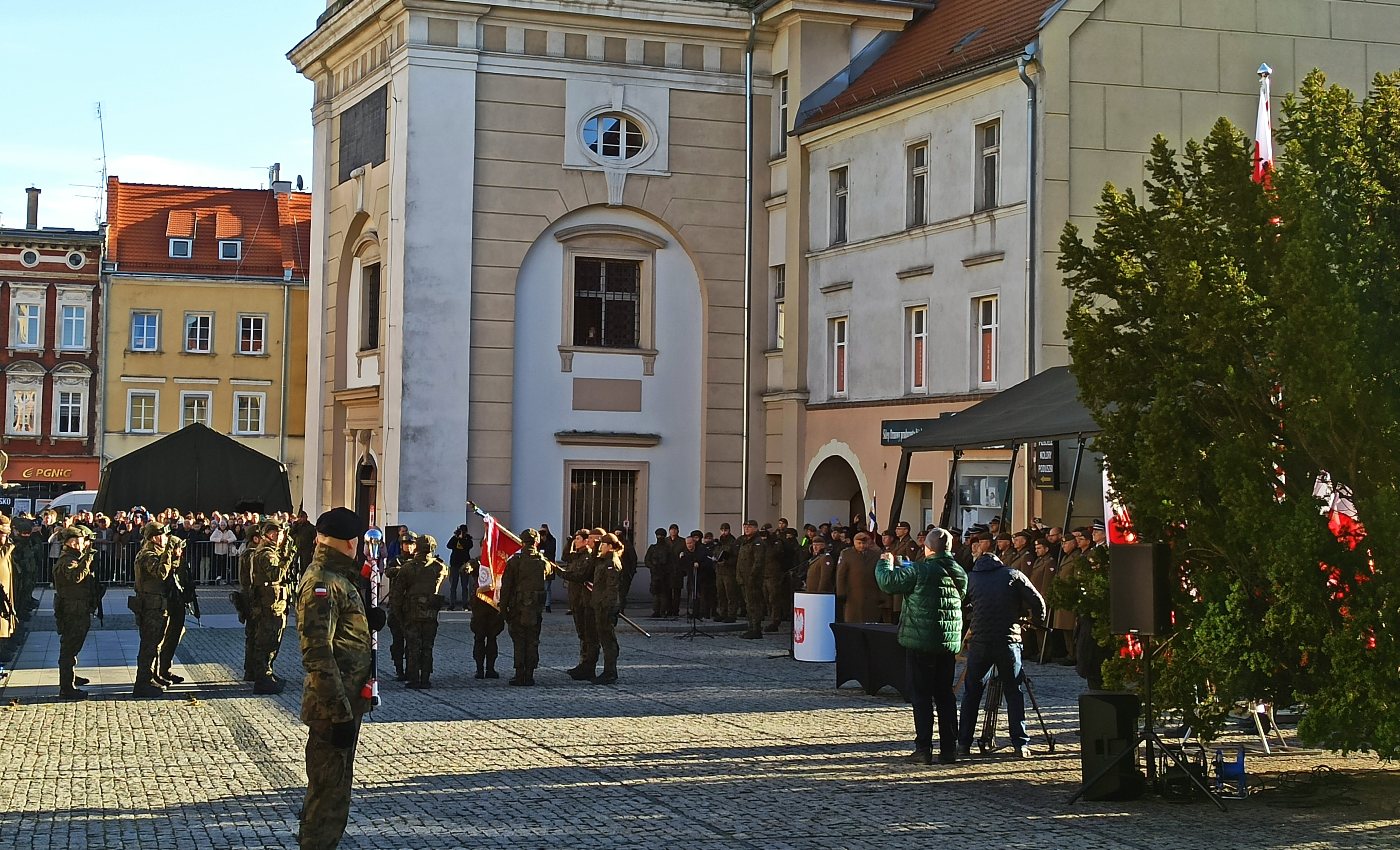
Przysięga wojskowa 13 Śląskiej Brygady Obrony Terytorialnej

  - 23 marca w Dzielnicy Przemysłowej rozpoczęto budowę zakładu spółki Wood of Fire, produkującej drewno opalane techniką wierzchniego zwęglania[263].
  - 23 marca w Kompleksie Sportowym „Sójka” w Prudniku odbyły się Mistrzostwa Opolszczyzny w Boksie Olimpijskim oraz Międzynarodowy Mecz Boksu Polska–Czechy[264].
  - 6 kwietnia w Prudniku odbyły się 6. Międzynarodowe Mistrzostwa Polski w Półmaratonie Górskim Nordic Walking[265].
  - w przeprowadzonych 7 kwietnia wyborach samorządowych do Rady Miejskiej w Prudniku zwyciężył KWW Platforma PL2050 Ludowcy Lewica Powiatu Prudnickiego. Na urząd burmistrza wybrany został Grzegorz Zawiślak (Porozumienie Samorządowe)[266].
  - 15 sierpnia Prudnik był gospodarzem mety etapu wyścigu Tour de Pologne[267].
  - 13 września w wyniku obfitych opadów deszczu gwałtownie podniósł się poziom wody w rzekach Prudnik i Złoty Potok[268]. Wśród mieszkańców miasta i gminy rozpoczęto rozprowadzanie worków z piaskiem na cele przeciwpowodziowe[269]. Wieczorem poziom rzeki Prudnik przekroczył stan alarmowy[270].
  - w nocy z 13 na 14 września zalane zostały wsie w okolicy Prudnika: Czyżowice, Wierzbiec, Rudziczka[271], a podtopienia i zalania domów odnotowano we wszystkich miejscowościach gminy[272]. Burmistrz Grzegorz Zawiślak ogłosił w mieście stan powodziowy, a starosta Radosław Roszkowski – alarm przeciwpowodziowy na terenie całego powiatu prudnickiego[271].
  - 15 września woda z rzeki Prudnik zalała centrum miasta[273]. Ze względu na zalewanie transformatorów wyłączono prąd w części Prudnika[274]. Do miasta skierowano żołnierzy Wojsk Obrony Terytorialnej[275]. Woda zniszczyła trzy mosty dla pieszych: kładkę w kompleksie ogródków działkowych nad Złotym Potokiem oraz kładki pod Czyżykową Górą i pod Piaskówką nad rzeką Prudnik[276]. Samorząd gminy Prudnik wycenił straty wyrządzone przez powódź na kwotę ponad 100 milionów zł[277]
  - 27 listopada na Rynku w Prudniku odbyła się przysięga żołnierzy 172 batalionu lekkiej piechoty 13 Śląskiej Brygady Obrony Terytorialnej[278].

## Przynależność państwowa i administracyjna Prudnika od wieku XIII do XXI
| Okres     |                                                                       | Państwo                           | Zwierzchnictwo                    | Jednostka administracyjna                                           |
| --------- | --------------------------------------------------------------------- | --------------------------------- | --------------------------------- | ------------------------------------------------------------------- |
| 1255–1337 |                                                                       | Królestwo Czech                   | Królestwo Czech                   | Morawy, ziemia prudnicka                                            |
| 1337–1382 |                                                                       | Księstwo niemodlińskie            | Księstwo niemodlińskie            |                                                                     |
| 1382–1424 |                                                                       | Księstwo niemodlińsko-strzeleckie | Księstwo niemodlińsko-strzeleckie |                                                                     |
| 1424–1460 |                                                                       | Księstwo głogówecko-prudnickie    | Księstwo głogówecko-prudnickie    |                                                                     |
| 1460–1521 |                                                                       | Księstwo opolskie                 | Księstwo opolskie                 |                                                                     |
| 1521–1532 |                                                                       | Księstwo opolsko-raciborskie      | Księstwo opolsko-raciborskie      | księstwo opolskie                                                   |
| 1532–1742 | Monarchia Habsburgów                                                  | Monarchia Habsburgów              | Święte Cesarstwo Rzymskie         | księstwo opolsko-raciborskie, powiat sądowy prudnicki               |
| 1742–1806 |                                                                       | Królestwo Prus                    | Święte Cesarstwo Rzymskie         | kamera wrocławska, departament wrocławski, powiat prudnicki         |
| 1806–1807 |                                                                       | Królestwo Prus                    | Królestwo Prus                    | kamera wrocławska, departament wrocławski, powiat prudnicki         |
| 1807      | Francja                                                               | I Cesarstwo Francuskie            | I Cesarstwo Francuskie            | [ 279 ]                                                             |
| 1807–1815 |                                                                       | Królestwo Prus                    | Królestwo Prus                    | kamera wrocławska, departament wrocławski, powiat prudnicki         |
| 1815–1871 | prowincja Śląsk, rejencja opolska, powiat prudnicki                   | Królestwo Prus                    | Królestwo Prus                    |                                                                     |
| 1871–1918 | Cesarstwo Niemieckie                                                  | Cesarstwo Niemieckie              | Cesarstwo Niemieckie              | Królestwo Prus, prowincja Śląsk, rejencja opolska, powiat prudnicki |
| 1918–1919 |                                                                       | Republika Weimarska               | Republika Weimarska               | land Prusy, prowincja Śląsk, rejencja opolska, powiat prudnicki     |
| 1919–1933 | land Prusy, prowincja Górny Śląsk, rejencja opolska, powiat prudnicki | Republika Weimarska               | Republika Weimarska               |                                                                     |
| 1933–1938 | land Prusy, prowincja Górny Śląsk, rejencja opolska, powiat prudnicki | III Rzesza                        | III Rzesza                        | III Rzesza                                                          |
| 1938–1941 | land Prusy, prowincja Śląsk, rejencja opolska, powiat prudnicki       | III Rzesza                        | III Rzesza                        | III Rzesza                                                          |
| 1941–1945 | land Prusy, prowincja Górny Śląsk, rejencja opolska, powiat prudnicki | III Rzesza                        | III Rzesza                        | III Rzesza                                                          |
| 1945–1946 |                                                                       | Rzeczpospolita Polska             | Rzeczpospolita Polska             | Okręg I (Śląsk Opolski)                                             |
| 1946–1950 | województwo śląskie, powiat prudnicki, gmina miejska                  | Rzeczpospolita Polska             | Rzeczpospolita Polska             |                                                                     |
| 1950–1952 | województwo opolskie, powiat prudnicki, gmina miejska                 | Rzeczpospolita Polska             | Rzeczpospolita Polska             |                                                                     |
| 1952–1973 | województwo opolskie, powiat prudnicki, gmina miejska                 |                                   | Polska Rzeczpospolita Ludowa      | Polska Rzeczpospolita Ludowa                                        |
| 1973–1975 | województwo opolskie, powiat prudnicki, gmina Prudnik                 |                                   | Polska Rzeczpospolita Ludowa      | Polska Rzeczpospolita Ludowa                                        |
| 1975–1989 | województwo opolskie, gmina Prudnik                                   |                                   | Polska Rzeczpospolita Ludowa      | Polska Rzeczpospolita Ludowa                                        |
| 1989–1998 | województwo opolskie, gmina Prudnik                                   | Polska                            | Rzeczpospolita Polska             | Rzeczpospolita Polska                                               |
| od 1999   | województwo opolskie, powiat prudnicki, gmina Prudnik                 | Polska                            | Rzeczpospolita Polska             | Rzeczpospolita Polska                                               |